# ブラジルの歴史
ブラジルの歴史（ブラジルのれきし）は、約8000年ほど前、最初のアメリカ大陸先住民の移住者が現在のブラジルに定住した頃に遡る。文書記録を伴う歴史は1500年のポルトガル人の来航をもって始まる。以後の歴史はポルトガル領ブラジル植民地（1500年-1815年）及びポルトガル・ブラジル及びアルガルヴェ連合王国（1815年-1822年）時代、ポルトガルのブラガンサ王室皇太子を皇帝に推戴して独立した帝政時代（1822年-1889年）、帝政を打倒した共和政時代（1889年-現在）に大別される。
1532年、サン・ヴィセンテとピラチニンガに初めて恒久的な入植地が築かれた。16世紀から18世紀にかけてブラジルはポルトガルの植民地であり、「発見」初期にはブラジルの木、のちには沿岸部のプランテーションでのサトウキビの生産や、内陸部での黄金採掘が主な産業であった。この時期に沿岸部のインディオはほぼ絶滅し、労働力として大量の奴隷がアフリカから連行された。1822年9月7日にブラジルはポルトガルからの独立を宣言し、立憲君主制を取るブラジル帝国が成立した。ポルトガル王室に連なるこの国家は、軍事クーデターにより1889年11月15日に共和制に移行し、1891年に共和国憲法を発布した。以後ブラジルは現在に至るまで法律上は民主主義国家であるが、三度にわたる独裁政治政権を経験している。

## 時代区分

ブラジル領土および行政区画の変遷。1534年（カピタニア制）から1990年（新共和国時代）まで。

伝統的な時代区分では、ブラジルの歴史は通常四期に分けられる：
| 先コロンブス期       | |
| ポルトガル植民地時代 | ─ ブラジルの発見 ─ カピタニア制、総督制                                                             |
| 帝政時代             | ─ ブラジル独立 ─ 第一帝政摂政時代第二帝政                                                           |
| 共和制時代           | ─ 共和政宣言 ─ 第一共和制 ヴァルガス時代 ポプリズモ時代（第四共和制） 軍事独裁政権時代 新共和国時代 |

## 先コロンブス期

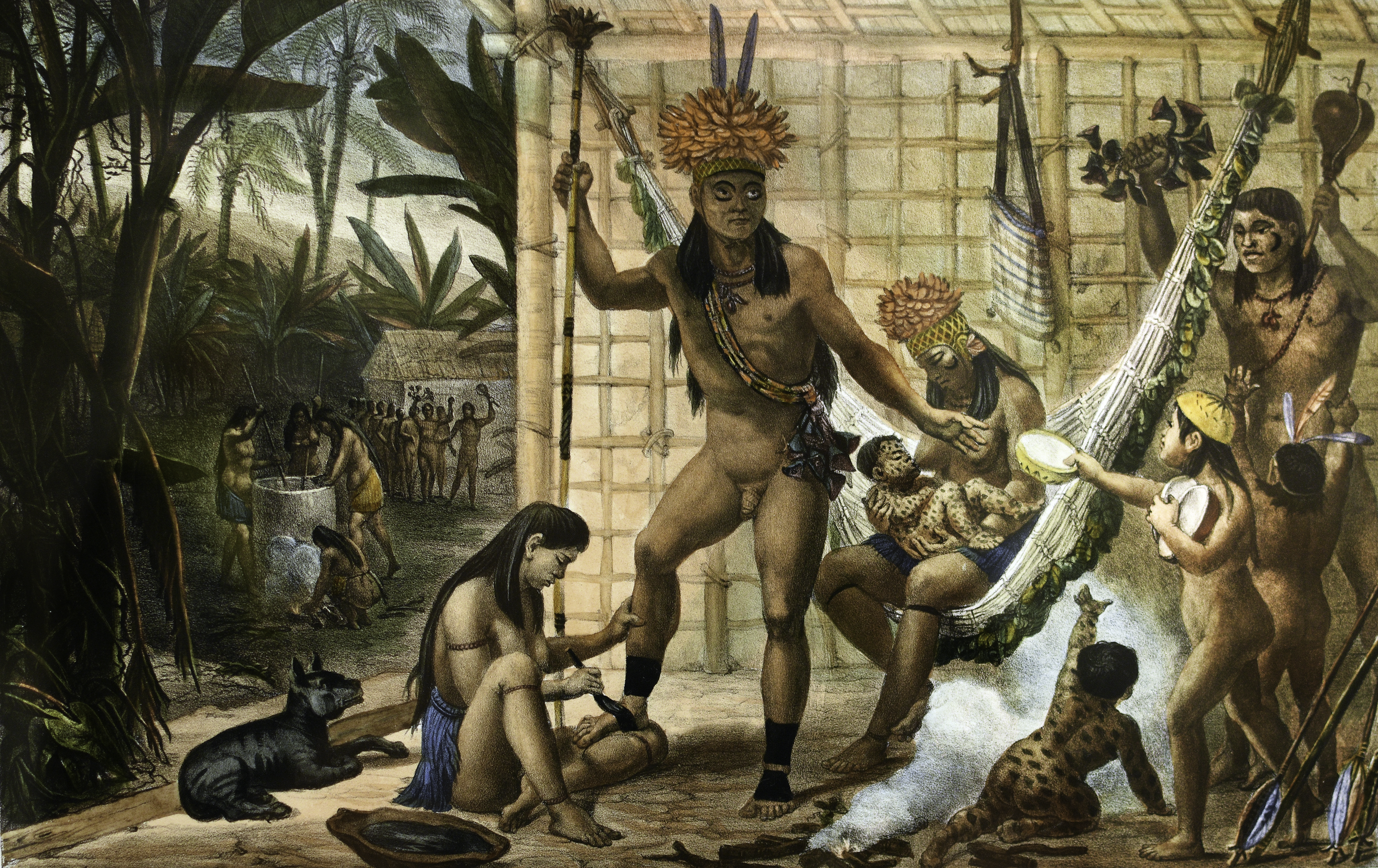
ブラジルのインディオ。

現在のブラジルの地に人間が居住したのは、アジアからベーリング海峡を渡った人々が、紀元前8000年頃に現在のブラジルに到達したのが最古のものであると確認されている。1492年のクリストヴァン・コロンボのアメリカ大陸到達以前（先コロンブス期）において、現在のブラジルに相当する地域には、遠く離れたタワンティンスーユ（インカ帝国）の権威は及ばず、この地には原始的な農耕を営むトゥピ族・グアラニー族・アラワク族系の、後にヨーロッパ人によって「インディオ」（インド人の意）と名づけられる人々が暮らしていた。一般に、先住民（現在生きている先住民含む）は、原始共同体のもとで生活していた。
ポルトガル人到来直前の時点でこうした先住民の人口は、沿岸部だけで100万人から200万人と推定されている。

## ポルトガル植民地時代

### パウ・ブラジルの時代

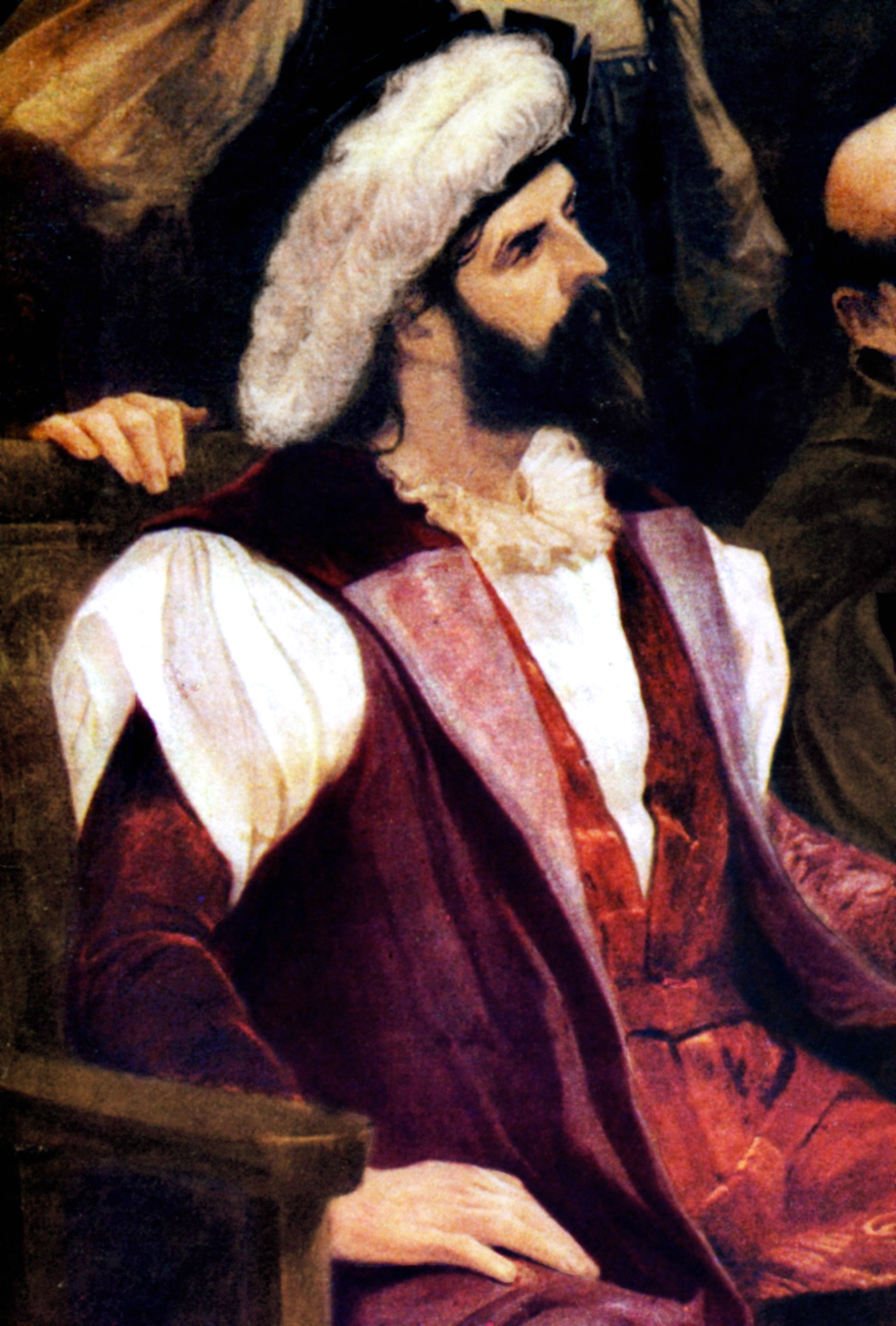
ブラジルの「発見者」 ペドロ・アルヴァレス・カブラル

1500年4月22日、インド洋へ向かっていたポルトガルのペドロ・アルヴァレス・カブラルの船団は、未知の陸地に漂着し、これを「ヴェラ・クルス島」と名付けた。カブラルが上陸したのは現在のバイーア南部のポルト・セグーロだとされている。「サルとオウム」しかいなかったこの地は、トルデシリャス条約に基づいてポルトガルに帰属することとされたものの、その後暫くは開発が進むことはなかった。1503年にヨーロッパで需要のあった赤い染料「ブラジリン」を抽出できるパウ・ブラジル （葡: pau-brasil - 和名: ブラジルボク/ブラジル木）が王室専売とされ、新キリスト教徒（改宗ユダヤ人）のフェルナン・デ・ロローニャ（葡: Fernão de Loronha）に専売権が与えられた。ポルトガル人は沿岸部に商館を建設し、1504年には貴金属を求めて、初の内陸部への「奥地探検」（エントラーダ）を行った。
ブラジルには既に「インディオ」と呼ばれることになる多くの人々（先住民）が居住しており、現在ブラジル人であるとされるこれらの人々の歴史はポルトガル人の到来以前から始まっていたが、ブラジルの歴史はポルトガル人の到来によって大きく変わった。歴史上始めて「ブラジル人」と呼ばれることになったのは、このパウ・ブラジルの貿易に関わる商人達であった。
このように、当初ポルトガル人はインディオとのパウ・ブラジル貿易のみを行っていたため、入植も交易拠点となるフェイトリアの建設が主だったが、16世紀前半には早くも沿岸部のパウ・ブラジルが枯渇した。パウ・ブラジルの枯渇後、ポルトガル人はパウ・ブラジルの伐採から貴金属の採掘にブラジル植民地の目的を変え、1532年には南西のパラグアイや西のペルー方面に存在すると考えられた鉱山を探すために、ブラジルで初めてサン・ヴィセンテとピラチニンガの二つの町が建設された。
1494年6月7日に締結されたトルデシリャス条約によるスペインとポルトガルによる新世界の分割を認めない立場から、フランス人がブラジルに侵入してくると、1534年にポルトガル王ジョアン3世はブラジルにカピタニア制（葡: Capitanias do Brasil）を導入し、15の世襲制カピタニア（Capitão-generalに統治される行政区画）に分割された。カピタニア制の下でセズマリア（開発地）の集中からラティフンディウム（大私有地）が生まれたが、民間人に開発を任せるカピタニア制は2つのカピタニアを除いて失敗に終わり、1549年に総督制が導入された。

#### フランスの侵入

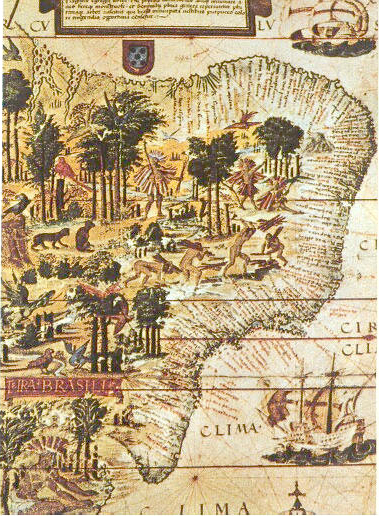
植民地時代初期の地図。

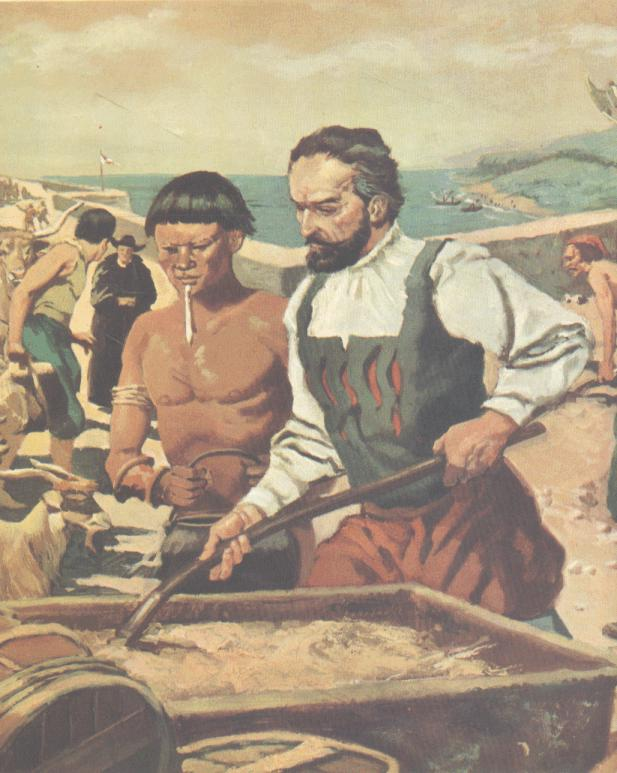
初代総督トメ・デ・ソウザとインディオ。

1549年に、ヴァロワ朝フランス王国の侵入に対処するためにポルトガル王室はバイーアのサルヴァドールに総督府を置き、初代総督にはトメ・デ・ソウザが任命された。これにより、ブラジルの開発は第三段階に入った。しかしフランス人の侵入は止まらず、1556年にフランスの新教徒ユグノー達が現在のグアナバラ湾周辺に南極フランスを建設した。フランス人は定着を望んだが、フランス本国の内乱（ユグノー戦争）もあってポルトガル人とインディオの同盟に敗れ、1567年に南極フランスはポルトガル領に編入された。その後もフランス人は1612年にマラニョンにサン・ルイスを建設して赤道フランスを築いたが、赤道フランスも3年でポルトガルに編入された。

### 砂糖の時代

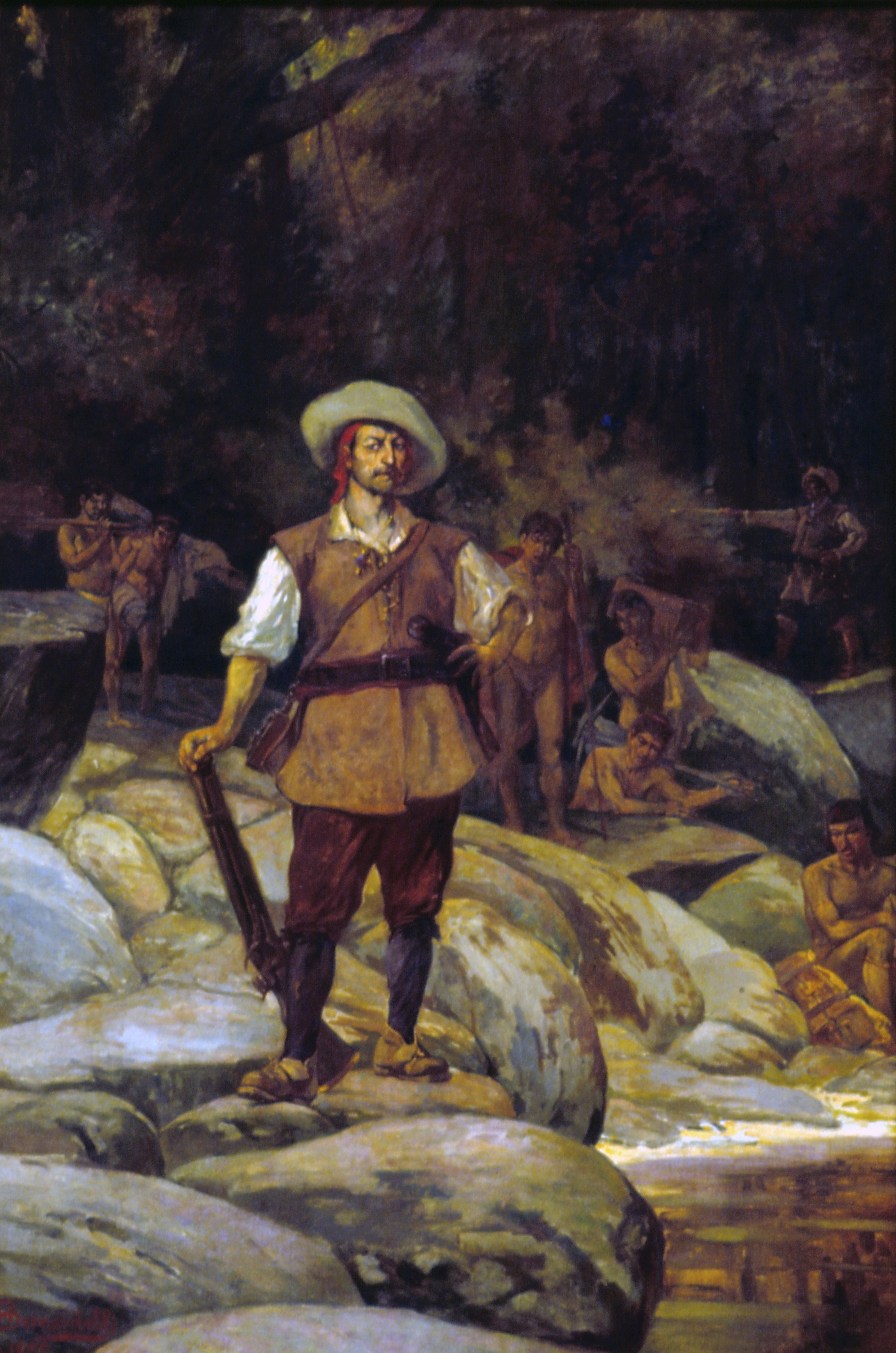
「インディオ狩りの時代」バンデイランテスと使役されるインディオ奴隷。エンリケ・ベルナルデリ画。

パウ・ブラジルの枯渇後に商品として注目されたのは、鉱物の他には砂糖だった。1516年にマデイラ諸島からペルナンブーコに移植されたサトウキビ栽培は、1533年に初のエンジェニョ（葡: Engenho de açúcar、サトウキビ農園と製糖工場を併せたもの）が建設されたことを境に、エンジェニョでの黒人とインディオを利用した奴隷労働により北東部で栄え、一気に主要産業となっていった。こうした奴隷は1538年以降ブラジルでも開始されたアフリカからの黒人奴隷の連行と、インディオを捕獲することで賄われたが、次第にインディオの数が足りなくなると、エントラーダ（遠征隊）は奥地に遠征し、奴隷狩りを行うようになった。イエズス会の修道士はアメリカ大陸でのカトリックの布教を、特に現在のパラグアイ、アルゼンチン北東部、ボリビア東部、ウルグアイ、ブラジル南部に居住するグアラニー族に対して行ったが、1560年に創設されたサンパウロ・デ・ピラチニンガ（葡: São Paulo dos Campos de Piratininga）に居住するパウリスタスのエントラーダ（奥地探検隊）であるバンデイランテスは好んでイエズス会の布教村を襲い、多くのトゥピ・グアラニー系インディオを奴隷として売却した。バンデイランテスの活動地はパラグアイにまで及んだ。また、砂糖プランテーションの労働力がインディオの奴隷だけでは足りなくなると、ポルトガル人は既に15世紀からマデイラ諸島で行っていたように、西アフリカのセネガンビア（現在のセネガルとガンビア）や黄金海岸（現在のガーナ）や奴隷海岸（現在のベナンとナイジェリア）、及びアフリカ中部のコンゴ、アンゴラ、さらには東アフリカのモザンビークから、マンディンゴ人、ハウサ人、アシャンティ人、ヨルバ人、フォン人、コンゴ人、キンブンド人、オヴィンブンド人など、多種多様なアフリカの人々を奴隷としてブラジルに連行した。また、こうして渡来したポルトガル人の多くはインディオや黒人と性交渉を持ち、ムラート（葡: Mulato、マムルーク - 奴隷とも）と呼ばれる多くの混血者が生まれることになった。
こうしてブラジルは他のポルトガル領の植民地であるゴアやマカオとは異なった商品作物の生産を軸とする開発型植民地となった。しかし、植民地であるが故に本国と競合する産品の生産や、自律的な工業化は許されず、重商主義的な本国経済を補完するための極めて歪なモノカルチャー経済が成立することになった。さらに、ブラジルやポルトガルの商人は奴隷貿易で莫大な利益を上げていたが、このようにして成立した経済構造においてその富はブラジルには還流されなかった。こうして植民地期のブラジル経済はポルトガルへの従属経済となり、これ以降19世紀末までブラジルの経済は外国市場と結びついた奴隷制プランテーション農業に規定されることになった。
この時期にはエンジェニョと農村が発展し、都市の開発はイスパノアメリカ植民地に比べると遅れたが、僅かな都市にはポルトガルからの新キリスト教徒（改宗ユダヤ人）が多く住み着いた。17世紀前半にはサトウキビ農園は現在のパライーバ州からセルジペ州までの沿岸地帯一帯に拡大し、このエンジョニョを基盤とする経済構造は、イスパノアメリカ諸国の文化が都市的であることに比べて、ブラジルの文化が農村的であることに大きな影響を与えている。
サトウキビ産業と共に牧畜も開始された。北部、中央部の牧民はヴァケイロ（葡: vaqueiro）と呼ばれたが、現在のリオ・グランデ・ド・スル州のような最南部の牧民はスペイン、ラ・プラタ地域の影響を受け、ガウーショ（葡: Gaúcho）と呼ばれるようになった。

### ネーデルラントの侵入
1580年にスペイン・ハプスブルク朝のフェリペ2世の王冠の下でポルトガルがスペインと合同した頃、スペインからの独立を巡って戦いを続けていたネーデルラントのユトレヒト同盟が1581年にネーデルラント連邦共和国として独立を宣言し、この対立の構図を引き継いでオランダ人が新たにハプスブルク帝国領となったブラジルに侵入した。

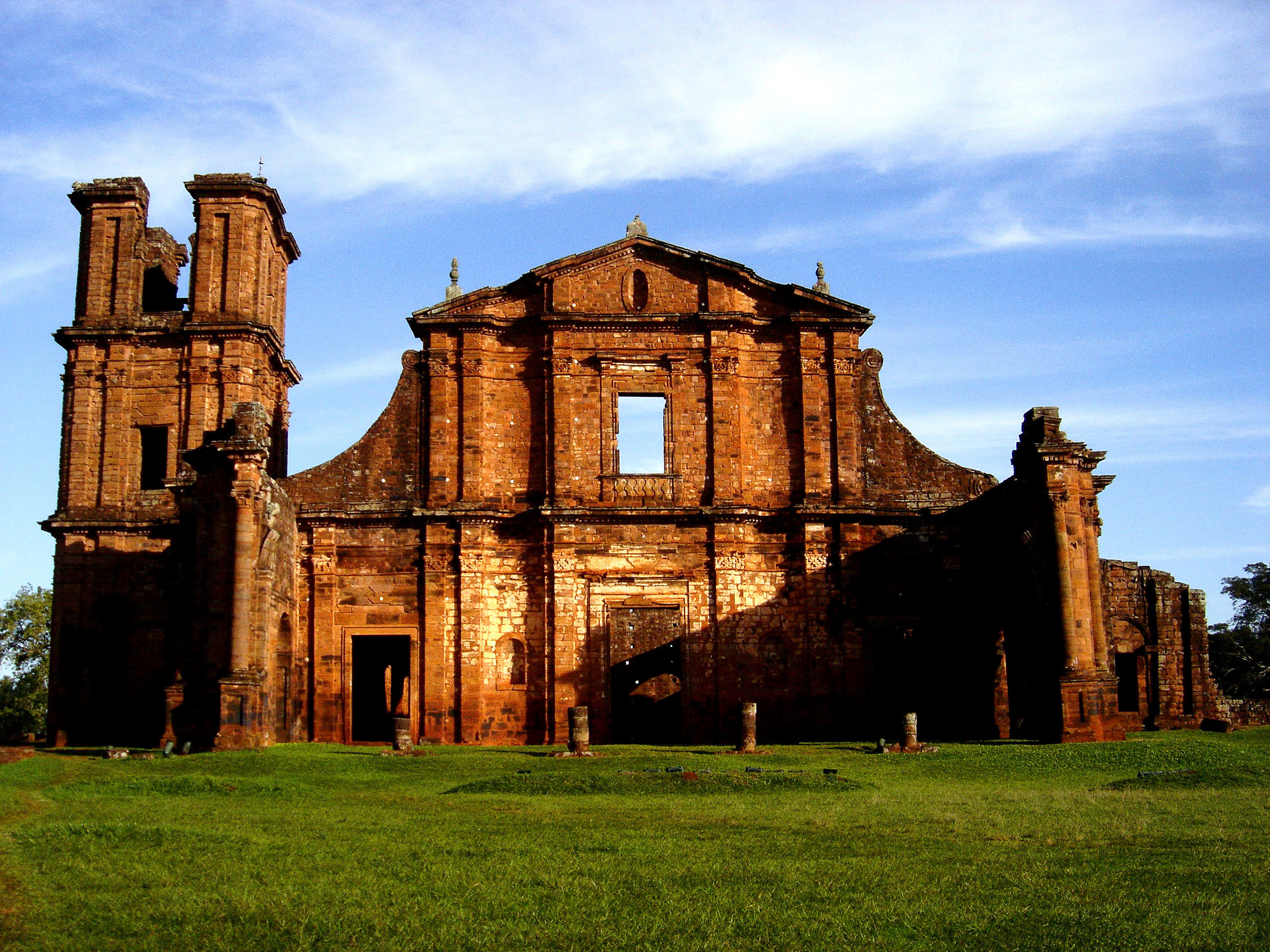
イエズス会のサン・ミゲル・ダス・ミソンイス伝道所の遺跡。

1609年にスペイン・オランダ両国間に12年間の休戦条約が結ばれたものの、条約が失効した後の1621年にオランダ人はアフリカと南北アメリカ大陸の貿易、征服を行うことを目的としたオランダ西インド会社を設立した。1624年にはピート・ヘイン（蘭: Piet Hein）率いるオランダ西インド会社軍が北東部のサルヴァドールを占領した（オランダ・ポルトガル戦争）。多くがカトリック教徒だったブラジル人はプロテスタントのオランダ人の支配を受け入れずにゲリラ的な抵抗を続け、一度はオランダ人をサルヴァドールから追いやったものの、1630年には西インド会社の攻撃によってオリンダとレシーフェが占領され、オランダ領ブラジル（1630年-1654年）が形成された。オランダ西インド会社の活動は南米のみに限定されず、カリブ海でスペイン船に対する攻撃を加え続けた後、1631年には会社によって北米にニュー・アムステルダムが建設された。

#### 公国成立

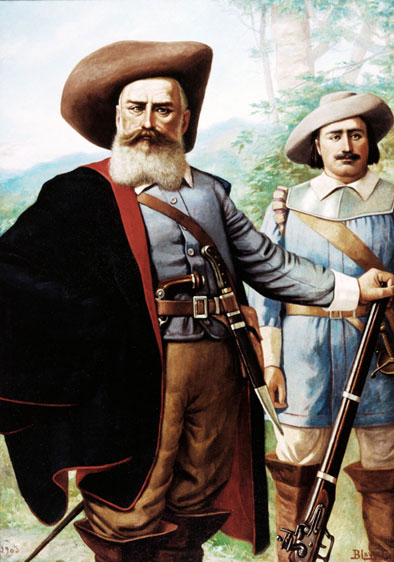
キロンボ・ドス・パルマーレスの征服者ドミンゴス・ジョルジ・ヴェーリョ。

オランダ人の支配は1637年から1644年にかけて着任した総督ヨハン・マウリッツ・ファン・ナッサウ伯の時代に、ブラジルの大土地所有者がオランダを支持したため安定した。1640年にポルトガルがスペインから再独立すると、ジョアン4世はオランダ本国と和平協定を結んだが、オランダ西インド会社はブラジルから撤退しなかった。ブラジル人もイエズス会のアントニオ・ヴィエイラの指導の下にオランダへの抵抗を続けた。こうした中でオランダへの抵抗を続けるブラジル人のためにジョアン4世は1646年にブラジルをブラジル公国に昇格し、以後ポルトガル王太子はブラジル公（Príncipe do Brasil）を名乗ることになった。

### オランダ撤退
最終的にオランダ人がブラジル人に敗れて撤退したのはポルトガルが再び独立してから14年経った1654年になってからだった。1661年にハーグ講和条約が結ばれ、オランダは400万クルザードの賠償金と引き換えに、ポルトガルのポルトガル領アンゴラ（現アンゴラ）領有を認めると共にオランダ領ブラジルをポルトガルに割譲した。

#### 逃亡集落の拡大

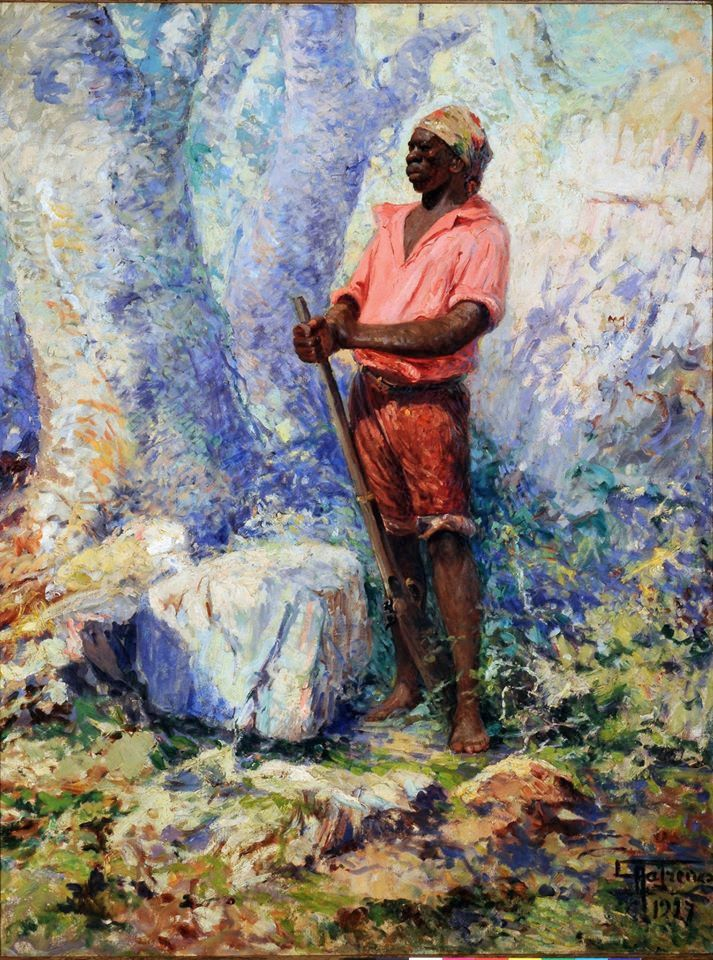
「全人種の黒き指導者」ズンビ・ドス・パルマ―レス

ポルトガル人によって、主にポルトガル領アンゴラからブラジルへ、多くの黒人が奴隷として連行されていたが、奴隷達はただ服従して過ごしたわけではなかった。奴隷達の抵抗は宗教儀式や自殺、堕胎、不服従などの形で絶え間なく続けられた。より直接的な形として沿岸部のプランテーションからの脱走や反乱も行われ、16世紀から17世紀にかけてはマルーン（逃亡黒人奴隷）とインディオの共存するキロンボ（逃亡奴隷集落）が内陸部の奥地に多数生まれた。

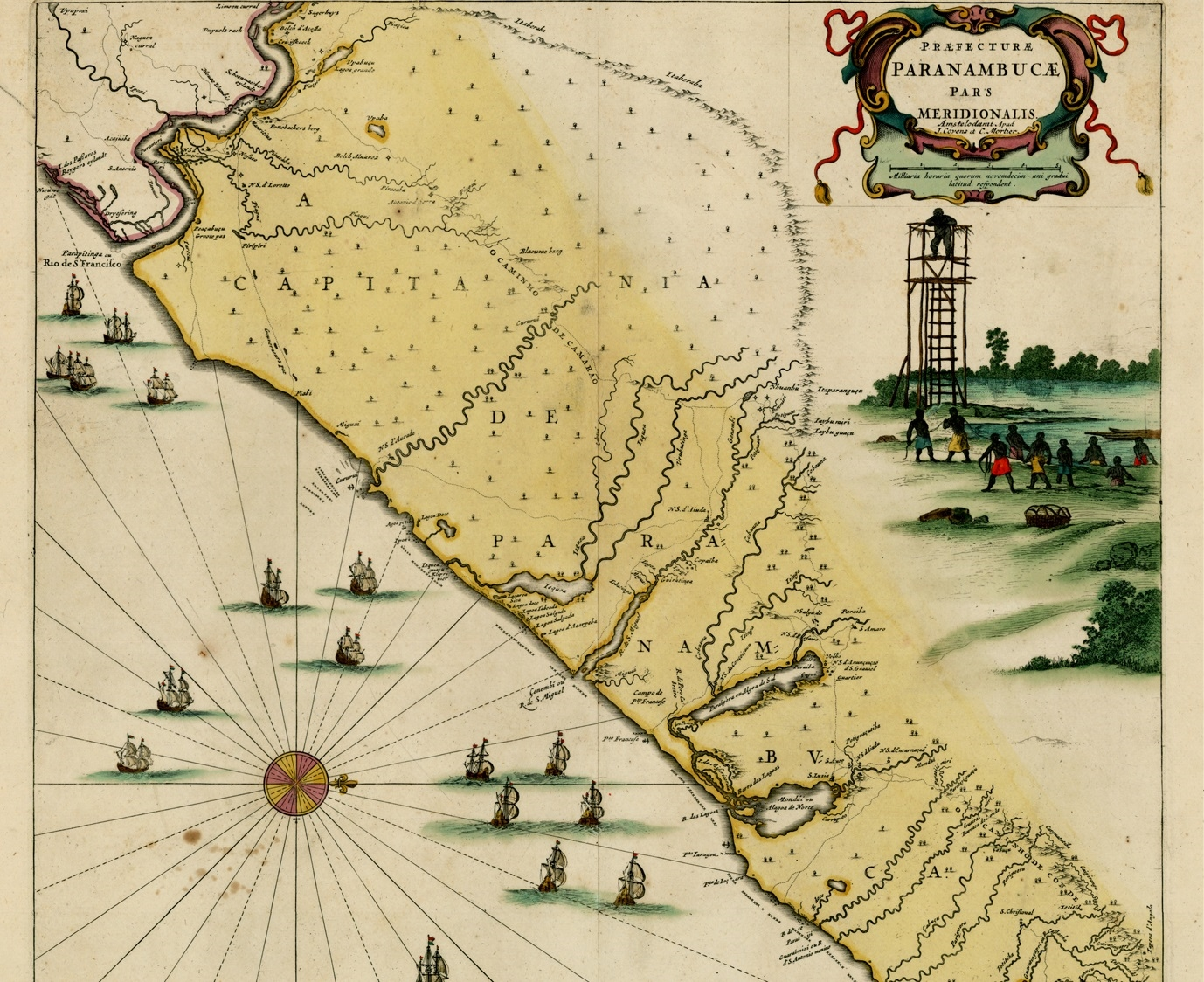
オランダの画家、フランス・ポストの手に成る、カピタン領・ペルナンブーコの地図（右辺が北）。内陸部にキロンボ・ドス・パルマーレスが描かれている。1647年。

1577年の記録にキロンボは既に表れている。キロンボは別名アンゴラ・ジャンガ（「小アンゴラ」の意）とも呼ばれていたが、逃亡奴隷によって建設されたこの国家は幾つかの面で当時のアフリカの王国と酷似していた。その中でも、17世紀、アラゴアスの山中に位置し、二万の人口を擁した最大のキロンボ・ドス・パルマーレスは黒人だけでなく、白人やインディオを含む全ての人種を受け入れて発展し、サン・フランシスコ川下流北部からサント・アゴスチーニョ岬に分布する他のキロンボへの影響を及ぼしていた。また、プランテーション農業のために沿岸部では省みられなかった食糧生産が奨励され、ブラジルで最も生産物の多様性が確保された地域となり、ポルトガル人の集落との交易も行われた。指導者のパルマーレスのズンビは幾度も再征服を試みたバンデイランテスの攻撃を退けた。
1695年のパルマーレスの戦いでは、ドミンゴス・ジョルジ・ヴェーリョ率いるパウリスタを中心とした8,000人のポルトガル軍の総力を挙げた攻撃により、キロンボ・ドス・パルマーレスは征服され滅亡した。キロンボ・ドス・パルマーレスの滅亡とともに自由な黒人の支配する空間はブラジルから失われたが、キロンボ・ドス・パルマーレスとズンビは現在もアフリカ系ブラジル人の誇りとなっている。ズンビーの命日とされる11月20日は現在は黒人意識の日として幾つかの州で祝日に制定されている。

### ブラジル植民地の拡大
サンパウロから出発したパウリスタのエントラーダ（バンデイランテス）はこのように、インディオを奴隷化し、黒人奴隷のキロンボを征服していったが、それと同時にパウリスタはその事業の過程でブラジルを探検、開拓した。クリチバやパラナグア、ノッサ・セニョーラ・ド・デステーロ（現在のフロリアノーポリス）といった都市はバンデイランテスの探検によって建設されたものである。1750年にブラジルがトルデシリャス条約で定められたスペインとの国境を越えてアマゾン地域の領有を認められたのは、この探検隊によるアマゾン地帯の征服の既成事実化によるものだった。
ブラジルの領土拡張を試みたポルトガルは、密貿易による南のブエノスアイレス市場への参入を望んだために1680年にトルデシリャス条約の境界線を越えてラ・プラタ川河口にコロニア・ド・サクラメントを建設し、このコロニア建設がきっかけとなって、ブエノスアイレスのスペイン植民地政府との長い戦いが始まった。紆余曲折を経てコロニアはブラジルとラ・プラタ地域の間の密輸の拠点として栄え、最終的に1750年のマドリード条約によってコロニアはスペインに割譲されたが、代替としてポルトガルは現在のリオ・グランデ・ド・スル州北西部のミシオネス・オリエンタレース（葡: Sete Povos das Missões）を得るとともにバンデイランテスの探検によってなされた実効支配の既成事実に基づいてアマゾン川奥地の国境を大幅に西進させた。

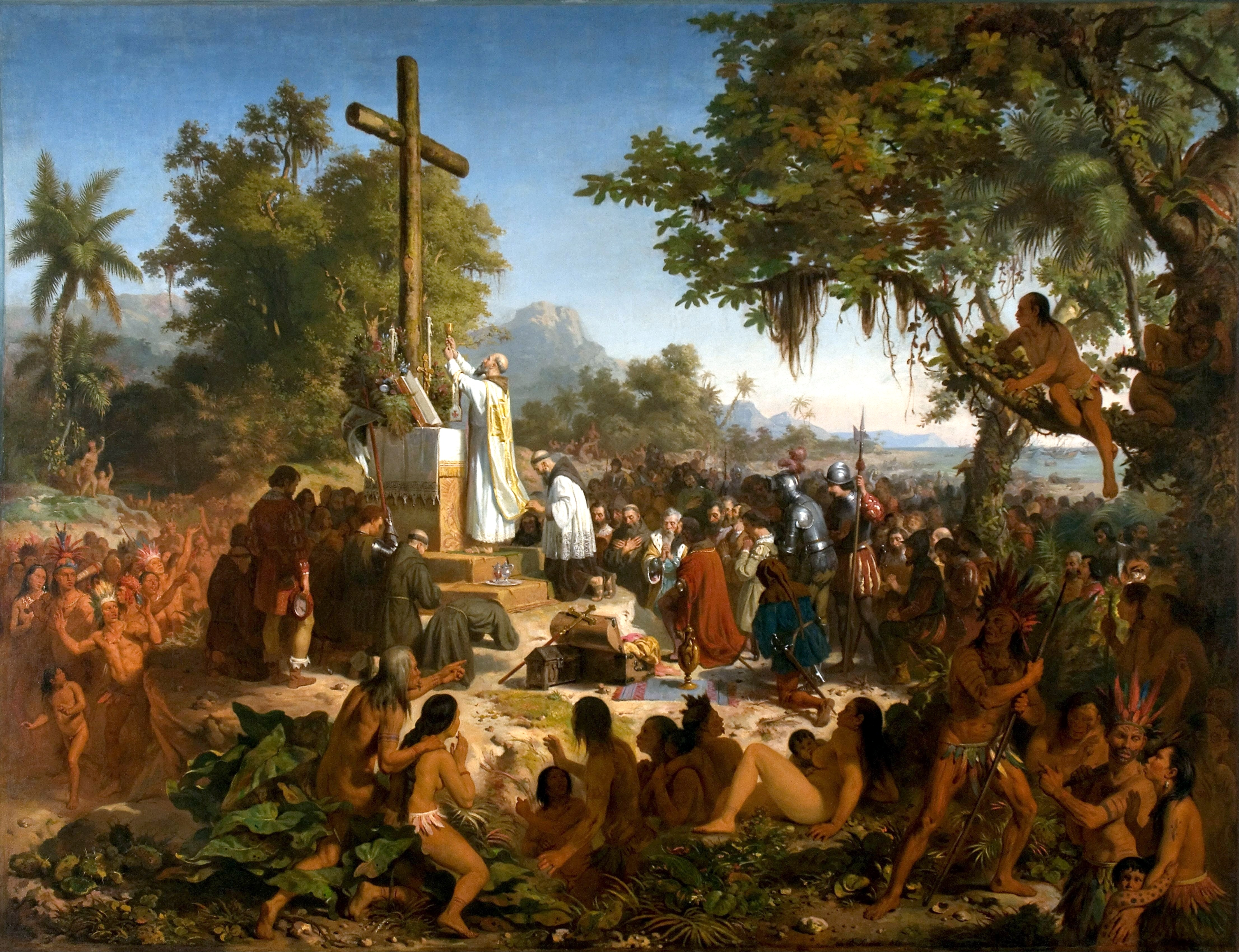
「ブラジル最初のミサ」（1861）ビクトル・メイレレス画。

文化面では、「発見」後インディオの文化が駆逐された後、ポルトガル人による支配の下に、インディオや、連行されたアフリカ人を交えて成立したブラジル植民地では、彼等の文化が支配者であるポルトガル人の文化へと断片的に取り込まれる形で融合し、「ルゾ・ブラジレイラ文化」（葡: cultura luso brasileira）と呼ばれる、ブラジル独自の文化が育まれることになった。
コロンブス交換によってヨーロッパからブラジルには家畜、植物、疫病に加えてキリスト教カトリック、西洋哲学、法制度、建築、そしてヨーロッパ人そのものが持ち込まれ、アフリカからブラジルにはアフリカの伝統宗教、イスラム教、太鼓、音楽、舞踊、食文化などがもたらされ、特に南東部ではキンブンド語、北東部ではヨルバ語からもたらされたアフリカの言語の語彙や発音は、後のブラジルポルトガル語の成立に影響を与えた。ブラジルからアフリカにはマニオクなどの作物がもたらされた。インディオの文化も作物の利用や食文化などでブラジル文化に大きな影響を与えた。
文学においては、「発見」以前から存在していたインディオの口承文芸を除いた文字によるブラジルの文学は、ブラジル文学の祖とみなされるペロ・ヴァス・デ・カミーニャが、ブラジルの「発見」をポルトガルに報告した『カミーニャの書簡』によって始まったとされるが、この時期は記録文学の域を超える発達を見せなかったといえる。16世紀の文学においてはジョゼ・デ・アンシエッタやマヌエル・ダ・ノブレガ、『ブラジル文学史』のネルソン・ヴェルネッキ・ソドレーなどイエズス会士の活躍が特徴となった。17世紀に入ると文学にもバロック様式がもたらされ、イエズス会士で詩人でもあったアントニオ・ヴィエイラや、「地獄の口」と綽名された舌鋒でブラジル社会を批判した詩人グレゴリオ・デ・マトス・ゲーラ、『パルナソス山の音楽』のマヌエル・ボテーリョ・デ・オリヴェイラが活動した。この時期のブラジルの文化は、特に知識人のものにおいてはヨーロッパ人の方法でなされたものであり、18世紀後半までブラジル人による自律的な国民文化は生まれなかった。
教育においては、イエズス会が中心的な役割を担い、18世紀中頃にボンパル公によって追放（後述）されるまで、200年以上に渡ってブラジル植民地の文学・美術・演劇・彫刻・音楽を規定することとなった。一方、宗主国ポルトガルは、同時期に新世界の植民を開始したスペインと比較して、同地における高等教育ならびに印刷術の導入に熱心ではなかった。ポルトガル政府は植民地時代を通じてブラジルでの大学開設を認めず、印刷所の設置もリオ遷都（1808年）を待たねばならなかった。
言語においては、インディオの諸語は征服された後も完全にはポルトガル語には取って代わられず、トゥピ系の言語を基盤にポルトガル語が融合したリングア・ジェラールが共通語として18世紀半ばまで用いられることになった。
生活面においては「発見」後、ポルトガル人とインディオ、黒人は混血を繰り返し、マメルーコやムラート、カフーゾ（サンボ）などの混血者層が誕生し、現在まで続く混血社会ブラジルの基礎が完成した。植民地時代を通して都市は貧弱だったため、後にジルベルト・フレイレが著したように、農村部で相互に独立した社会となった「大邸宅と奴隷小屋」が植民地時代初期のブラジルの基礎的な社会空間となった。そこではイベリア半島と同様に家父長による専制的な家族支配が続き、特に女子は12歳から14歳までが結婚適齢期とみなされ、女性は結婚後も自由な外出を制限されるなど厳しい統制が続いた。植民地時代を通じ、前述のとおりエンジェニョ（砂糖農場）が生産体であると同時にブラジル内部で独立した共同体であったが、この共同体において家父長たる砂糖農場主をトップとし、生産奴隷を底辺とする階層社会が形成されていた。農場主は家族やアグレガードたち、家庭内奴隷らとともに、カーサ・グランデ（大邸宅）に居住していた。彼ら農場主はブラジルにおいて、貴族に相当する権力を有していたが、その反面伝統的な権威を欠くことが多かった。そのため、必要以上の奴隷の所有や実態以上の奢侈によって、社会的ステータスの誇示を行うことが常態化してた。
家父長は女奴隷との性的交渉を妻に憚ることなく行い、多くの混血の私生児が生まれた。ブラジルにおいては人種間の対立は、支配層をも含めた白人がアフリカ伝来の宗教や料理、音楽、舞踊を好んで受け入れたこともあり、緩和される傾向にあったが、白人優位の人種主義は存在し、総じて被支配者となった有色人や女性の生活は貧しく、特に有色人には厳しい奴隷労働が課されることになった。この状態から発したブラジル社会における有色人や女性の地位の低さは現在にまで続く問題となってブラジル社会に爪痕を残している。

### 黄金の時代

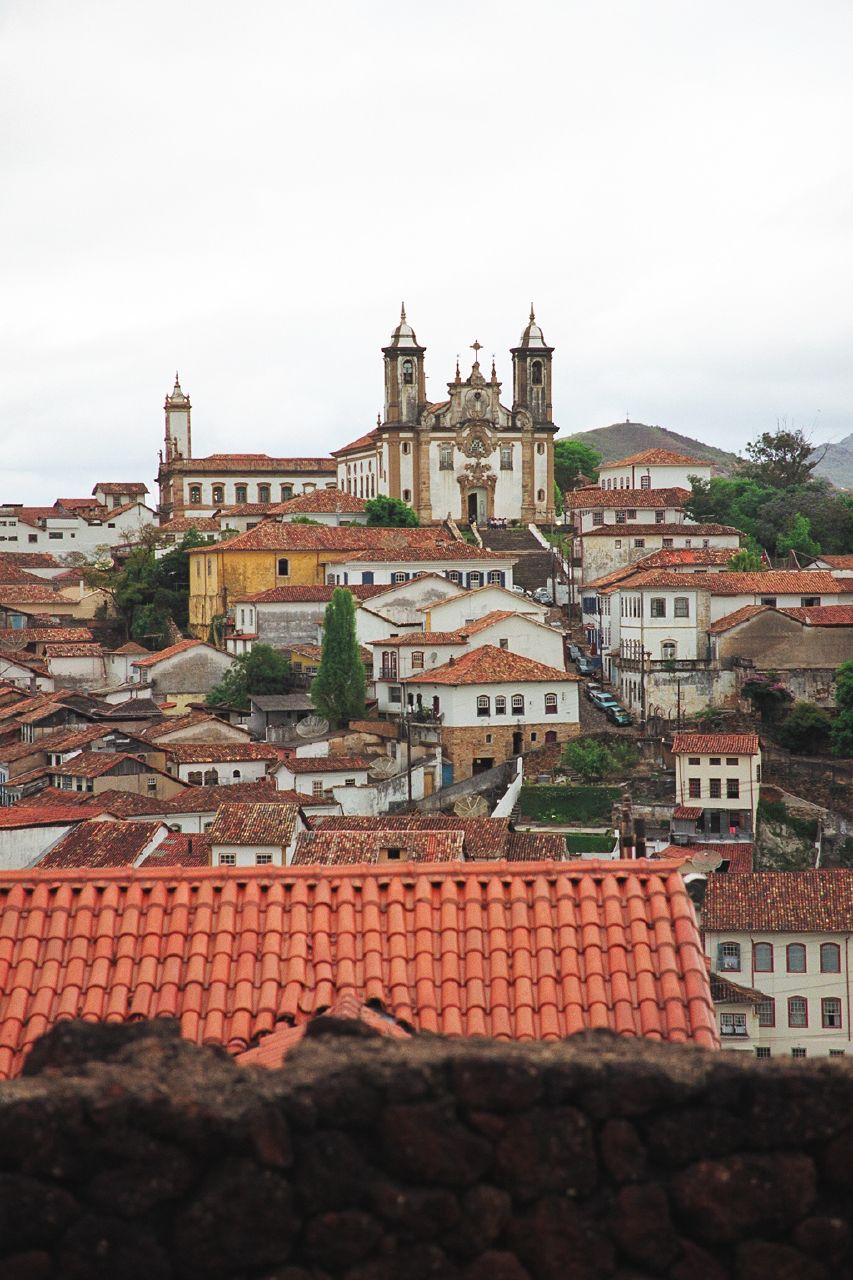
ゴールド・ラッシュにより栄え、往時のミナス・バロック式建築物が残るオウロ・プレット。黄金ブームは流出先のイギリスを富ませたが、ブラジル人やポルトガル人の大多数を豊かにはしなかった。

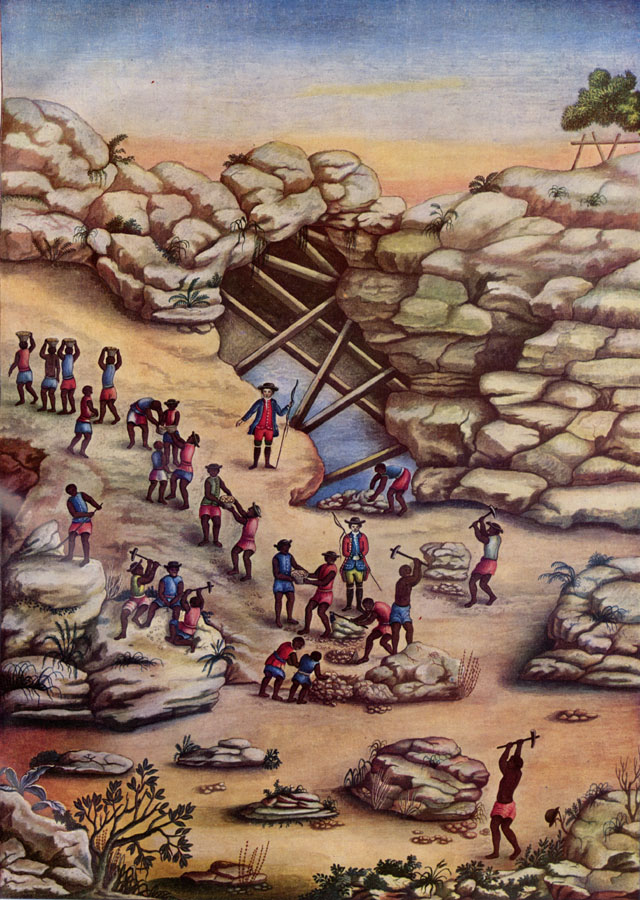
ミナスの鉱山における労働の様子。

17世紀後半までに砂糖の価格は下落し、鉱業開発に迫られたポルトガル政府は、ブラジルのイギリスへの従属によって生じた負債をブラジルからの収奪によって補うために、またイスパノアメリカのポトシ鉱山の衰退を好機と捉え、鉱物資源、特に黄金の探査を始めた。
1693年から1695年にかけてサンパウロから探検を行っていたバンデイランテスがミナス・ジェライスで金鉱脈を発見すると、ゴールド・ラッシュが起こった。このゴールド・ラッシュはのちのカリフォルニア・ゴールドラッシュと比較しても大規模なものであり、既に開発されていた北東部からも多くの人々が移住して金採掘に当たったほか、本国ポルトガルからも移住民が殺到、ポルトガル政府をして1720年に渡航禁止令を公布せしむるほどであった。これによりブラジルの重要性は増し、同年1720年には総督の呼称が副王となった。さらに1729年にはミナス・ジェライスのセロ・ド・フリオ地方でダイヤモンドが発見された。この金とダイヤモンドの発見により南部の開発が進み、ブラジルの中心が北から南に移動した。1711年に建設されたヴィラ・リカ・デ・オウロ・プレットは「黄金のポトシ」と呼ばれてミナス・ジェライスの中心となり、独自のバロック文化が栄えた。一方でこのゴールド・ラッシュにより、多数の労働力が必要とされたためにブラジルのインディオは奴隷化されて酷使され、それでも労働力が足りなかったために多くの黒人奴隷がアフリカから連行され、悲惨な生活が続いた。この時代、18世紀を通じておよそ170万人の黒人がブラジルへと輸入された。
18世紀中には一攫千金を求めて約30万人のポルトガル人がブラジルに移住した。ミナスで黄金が発見されたことは、それまで孤立しまとまりを持たなかったブラジル国内に、ミナスを中心として国内各地を結ぶ原初的な市場を形成することを助け、後にブラジルが一体性を持ったまとまりとなることを可能にした。ブラジル経済の中心地となったミナスでは企業家によって繊維産業が発達するなど産業が発達し、弱体ながらそれまで存在しなかった中間層が生まれ、無政府状態に近い状態でありながらも反面実力本位の社会が形成された。ミナスの黒人も奴隷として従属していただけではなく、解放を勝ち取ったシッカ・ダ・シルヴァやシッコ・レイのような伝説的な人物も現れた。
こうした中で、1703年にイギリスとポルトガルの間に結ばれたメシュエン条約により、イギリス市場にポルトガルのワインを輸出する権利と引き換えに、ポルトガル本国市場にイギリス製の綿織物が独占的に流入し、ポルトガル本国でのマニュファクチュアが壊滅した。ポルトガルの手工業壊滅は結果的にブラジルのマニュファクチュアまでもを締め付け、ポルトガル本国に輸出されたミナスの黄金はそのままイギリスに流出することになった。こうして流出した金がイギリスの資本の本源的蓄積過程の強化の一環を担い、イギリス産業革命を強化した要因の一つとなった。その後啓蒙専制主義的改革を行ったポンバル侯が失脚し、反動的なマリア1世が即位すると、それまで小規模ながら栄えていた造船などのブラジルの工業は1785年に発布された植民地での工業の禁止を命じる勅令によって、小規模な製鉄業や織物工業のような例外を残して壊滅した。

#### 新キリスト教徒への迫害
1707年にブラジルの異端審問所による新キリスト教徒（改宗ユダヤ人）への迫害が始まった。1710年にペルナンブーコでマスカッテ戦争（葡: Guerra dos Mascates）が勃発した。

#### ボンバルの改革
1750年にジョゼ1世によって任命されたポンバル侯の重商主義改革により、インディオの奴隷化禁止、世襲制カピタニアと1774年のマラニョン総督領の廃止、人頭税の廃止、財政改革、イエズス会の追放とポルトガル語普及運動、1772年のコインブラ大学の改革などとともに、ブラジル経済の重心の北から南への移動を反映し、1763年にブラジルの首都はサルヴァドールからミナス・ジェライスの外港だったリオデジャネイロに移動した。また、1750年にフランス領ギアナからコーヒーがもたらされた。ポンバル侯は砂糖やタバコなどの伝統産業と共にコーヒーや綿花などの商品作物の栽培に力を入れ、ブラジルの農業はゴールド・ラッシュ以来の衰退から立ち直ることになり、さらには綿織物や製鉄業など一部の工業も成長した。

#### イエズス会追放
16世紀中頃からブラジルにおいて本格的な布教活動を行っていたイエズス会だったが、ポルトガル政府にとって彼らの支配下にあった教化集落（レドゥサン、宣教地）は国家内国家と化していた。また、イエズス会は1752年と1756年にグアラニー族を先導し、グアラニー戦争を引き起こした。王権の強化と改革を推し進めるボンパル公にとってこれらは容認できるものではなかった。1759年、ボンパル公はイエズス会をポルトガルおよびブラジルから追放、イエズス会の所有していた不動産と莫大な財産が王国に接収され、また、改宗ユダヤ人への制度的迫害停止やインディオの解放がもたらされた。しかし、この追放によって、それまでイエズス会士が担っていた初等教育は崩壊し、改革の時代にブラジルの教育は衰退することになった。

#### スペイン勢力との抗争

南米における1700年以降の領土変遷。緑色がポルトガル植民地・ブラジルの領土。

一方南部では、18世紀を通してブエノスアイレスを拠点とするスペイン勢力との抗争が続いた。1756年に始まったグアラニー戦争と七年戦争により、マドリード条約は1761年に破棄されるが、その後スペインの勢力は現在のブラジル南部、サンタ・カタリーナ州のサンタ・カタリーナ島にまで拡大したため、1777年のサン・イルデフォンソ条約によってポルトガルはサンタ・カタリーナ島以南からのスペインの撤退と引き換えに、コロニアを含むバンダ・オリエンタル全域の領有の承認を認めることになった。

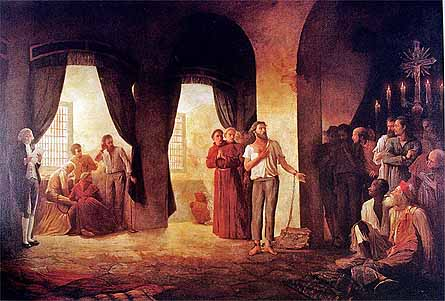
ミナスの陰謀。このブラジル初の独立運動で、全ての罪を被って処刑されたチラデンテスは、現在でもブラジルの国民的英雄となっている。

その後、植民地人達はポンバル侯の改革による本国からの統制強化への反発と、アメリカ合衆国の独立やフランス革命、ハイチ革命に影響を受け、次第にブラジルの独立と共和制導入を考えるようになっていった。1789年にはブラジル初の独立運動となった「ミナスの陰謀」が密告によって発覚し、1792年に首謀者の一人だったチラデンテス（葡: Tiradentes）が処刑された。1798年にはフランス領サン＝ドマング（現在のハイチ）での黒人暴動（ハイチ革命）の噂に影響を受け、サルヴァドールでムラートの大工、石工、仕立屋達による「バイーアの陰謀」（葡: Revolta dos Alfaiates - 「仕立屋の陰謀」とも）が勃発し、共和制の樹立や奴隷制の廃止を訴えたものの、政府軍によって鎮圧され、首謀者はアフリカに追放された。
これらの独立運動の意義は決して小さくはなかったものの、ブラジルがイスパノアメリカ植民地やフランス領サン＝ドマングに比べて、大学等の高等学問機関が存在しないことに象徴されるように、ルソー等の自由主義思想（啓蒙思想）を摂取するための知的環境が整っていなかったために、この時期の独立運動は一部の知識人や愛国者による「陰謀」にとどまり、大衆的な「革命」となる基盤を持たなかった。このことはハイチやイスパノアメリカ諸国と、ブラジルの独立の形態の大きな差となって表れることになった。

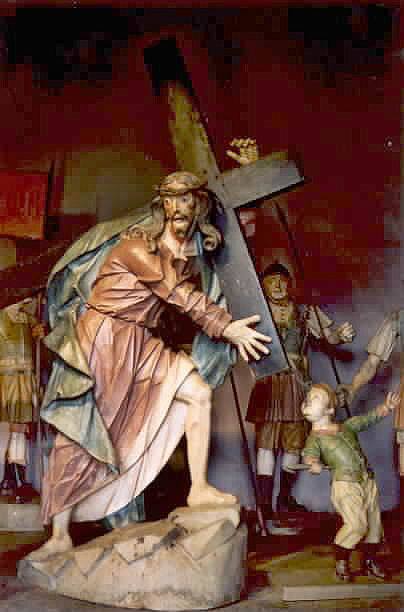
アレイジャジーニョの作品の一つ。『十字架を背負うキリスト』。

文化面では、植民地時代後期にはヨーロッパの啓蒙主義の流れがブラジルに伝播した。啓蒙主義的な観点からアカデミアが発達し、詩の分野においてクラウディオ・マノエル・ダ・コスタや『ディルセウのマリリア』を著したトマス・アントニオ・ゴンサーガのような詩人を生み出した。しかし、この時期のブラジル文学もまだポルトガルの亜流であることを越えることはできず、さらに、詩以外の文学の発達もなかった。一方、啓蒙主義から距離を置いた民衆文化においては、オウロ・プレットのミナス・バロック様式の教会建築や彫刻にその名を残したムラートのアレイジャジーニョや、ナポリのオペラからモヂーニャと呼ばれる俗謡を確立したドミンゴス・カルダス・バルボーザなどが活動した。なお、これらの文化の担い手はそのほとんどがムラートであった。
教育においては、ポンバル侯によって公教育を代替していたイエズス会が追放されたため、ブラジルの教育は一時衰退した。言語においては、「発見」後から17世紀を通して共通語として用いられていたリングア・ジェラールは、ゴールド・ラッシュによるポルトガル人の大量移民と、1758年にポンバル侯によって発令されたリングア・ジェラールの使用を禁止する勅令によって衰退し、リングア・ジェラールの衰退によってポルトガル語の普及が進んだ。

## ブラジルの独立

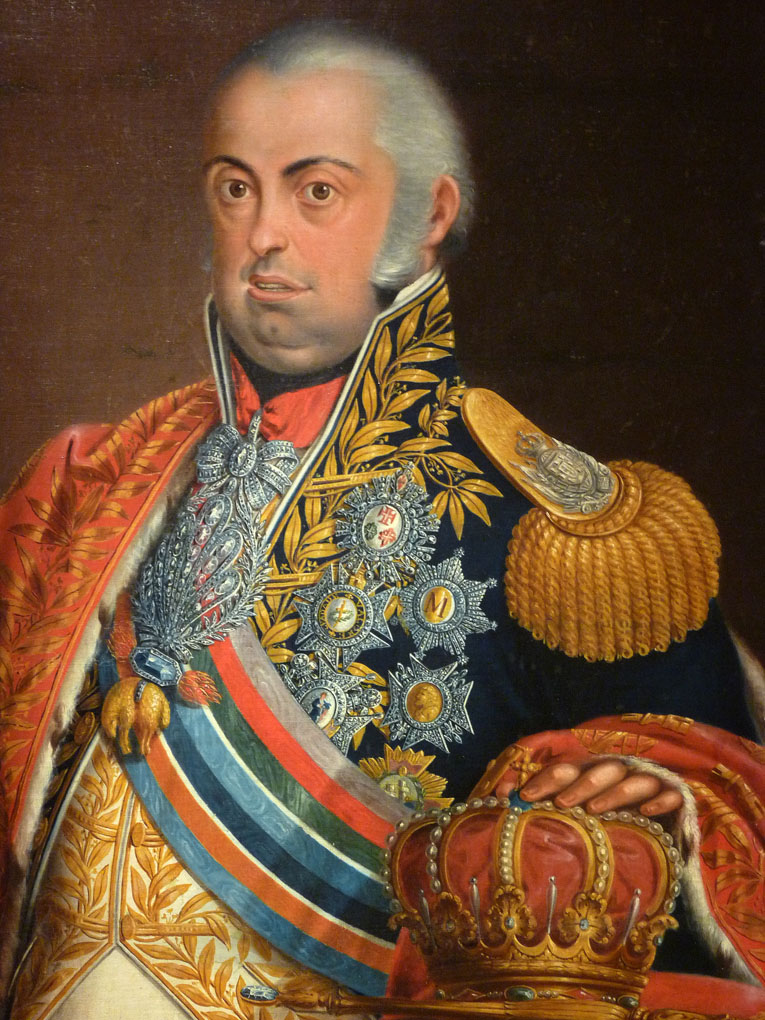
ジョアン6世

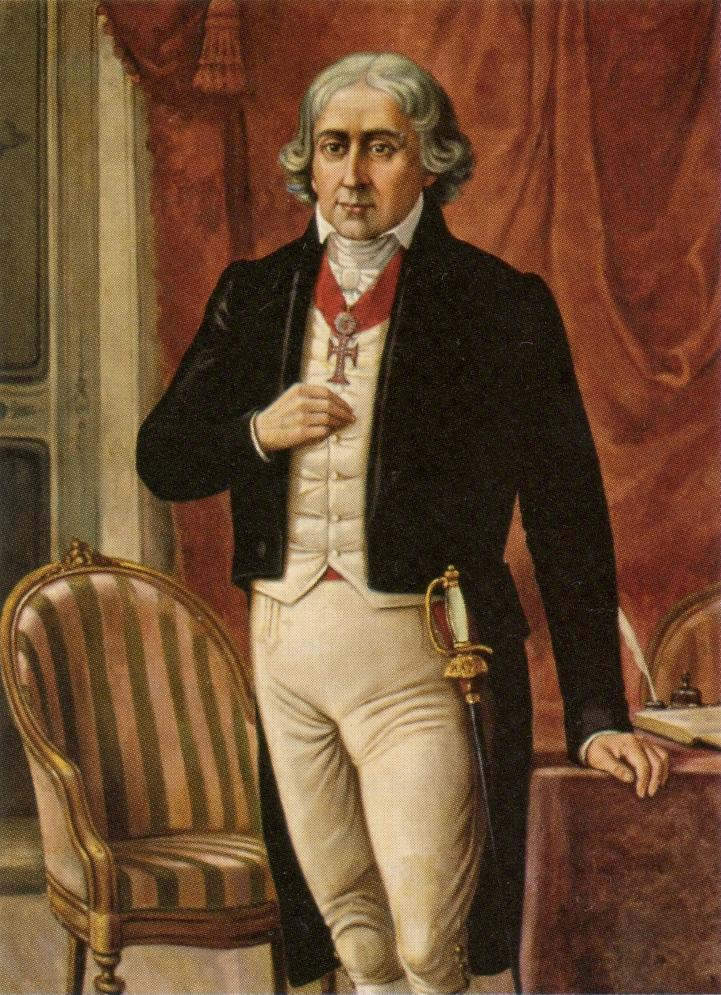
ブラジル人の独立派政治家ジョゼー・ボニファシオ・デ・アンドラーダ・エ・シウヴァ

1807年にフランス皇帝ナポレオン１世による大陸封鎖令にポルトガルが反抗したことをきっかけに、ジュノー元帥に率いられたフランス軍がポルトガルに侵攻した。リスボン陥落の二日前にイギリス海軍に護衛されてポルトガル女王のマリア1世、当時摂政王子を務めていたジョアン6世、その妃でスペイン国王カルロス4世を父にもつカルロッタなど王室関係者を含めたポルトガル宮廷の15,000人が脱出し、1808年の３月8日に一向はリオデジャネイロに辿りついた。王室の船団が到着した際のリオデジャネイロは人口5万人前後であり、王室が中心部の土地を接収したため深刻な住宅不足が発生し、郊外への都市の拡張が進められた。「ブラジル第二の発見」と呼ばれるこの出来事の影響は大きく、ポルトガル王室がブラジルに辿り着くと直ちにイギリスとポルトガル亡命王室との間で自由貿易協定が結ばれ、ブラジル国内でイギリス人は領事裁判権を含む特権的な立場を認められた。ジョアン6世は綿工業の振興を支援したが成果は上がらず、ブラジル市場のイギリスへの開放が進むに連れて競争力のあるイギリス製品にブラジル市場は席巻され、植民地時代以来の綿工業や製鉄産業は壊滅し、イギリスへの経済的従属がこの時期に完成した。また、インディオとの戦争も再開された。

### ポルトガル人とブラジル人の対立
王室の移転により、1815年にポルトガル・ブラジル及びアルガルヴェ連合王国の首都と定められたリオデジャネイロは急速に開発が進み、劇場、宮廷、学校、図書館などが整備され、この頃ようやくブラジル初の新聞が創刊された。カピタニア制も正式に廃止され、カピタニアの代わりに新たに県（provincia）が置かれた。しかし、ポルトガル人とブラジル人の人種的、政治的な対立が深まり、また共和制を求めるブラジル人も多かったため、次第に両者の関係は険悪なものとなっていった。
王室は外国人の移住と入植を奨励した。1818年にスイス人移民が導入され、さらにイギリス市場向けの茶の生産を狙ってポルトガル領マカオから中国人移民が共にリオデジャネイロ県に導入された。スイス人入植地も茶の生産も失敗に終わったものの、これらの移民は後の移民国ブラジルを象徴する、最初の近代的な移民となった。また、この茶の栽培経験は後にコーヒーの栽培に生かされることになった。
1816年にマリア1世が死去すると、ジョアン6世が連合王国の王位に就いた。外交面ではジョアン6世はイギリスと同盟してフランスに宣戦布告し、仏領ギアナを占領した。さらには植民地時代の政策を延長してラ・プラタ川方面への侵攻を図り、旧リオ・デ・ラ・プラタ副王領を二分した連邦同盟のカウディージョ、ホセ・アルティーガスを破ってバンダ・オリエンタルを1821年7月にシスプラチナ州としてブラジルに編入した。ジョアン6世は即位に際してポルトガルとブラジルを対等の王国と定め、この措置には多くのブラジル人が納得したものの、相次ぐ増税や旱魃などのブラジル社会の不安定な様子を反映して、次第に自由主義的な立場から共和制を望むブラジル人の数は増加していった。1817年3月6日にレシーフェで聖職者の反乱が起き、自由と平等を旨とする共和国の樹立が宣言され、アメリカ合衆国、イギリス、リオ・デ・ラ・プラタ連合州（アルゼンチン）に使節が派遣されたが、これは75日後に鎮圧された。この事件はペルナンブーコ革命と呼ばれており、特に奴隷制の存在を前提とした自由主義革命であるという重大な限界はあったものの、後の革命運動の模範となる一つのあり方を提示した。

### 独立へ

「独立か死か」（1888）。ペドロ・アメリコ画。

1820年にポルトガルのポルトで自由主義革命（ポルトガル1820年自由主義革命）が勃発し、ジョアン6世が革命委員会の要求によって新憲法を承認し、ポルトガルに帰国すると、王子のペドロが連合王国の摂政としてブラジルに残された。しかし、1821年に開催されたポルトガル議会において、対等な立場であるはずのポルトガル代表の議員が130人だったのに対し、ブラジル代表の議員は72人に過ぎず、さらにポルトガル政府はブラジルを再び植民地にすべく、摂政王子ペドロの帰国を要求した。しかし、ポルトガルのポルトにおける自由主義革命にブラジル残留ポルトガル軍は影響を受けており、穏健派のジョゼー・ボニファシオ、急進派のシプリアーノ・バラタ、ゴンサルヴェス・レドをはじめとするブラジル人は1822年1月に王子のペドロに独立を勧めた。1822年9月7日、ペドロはサンパウロのイピランガ川のほとりで「独立か死か」との、いわゆる「イピランガの叫び」（葡: Grito do Ipiranga）を発し、ブラジルの独立が宣言された。ペドロはリオでブラジル皇帝ペドロ1世として即位し、ブラジル帝国が建国され、ハプスブルク家の黄色とブラガンサ家の緑のリボンで町は満ち溢れた。ポルトガル軍は残留したものの、ホセ・デ・サン＝マルティンに仕えてペルー解放に同行した元英王立海軍の軍人、トマス・コクレーン卿の活躍もあり、マラニョンのポルトガル軍は排除された。こうしてブラジルの独立が達成されることとなった。
文化面では、ポルトガル宮廷のブラジル到来と共に、ブラジルにもポルトガルのエリート層が愛好していたイギリスやフランスの文化があふれるようになった。特に1816年に招聘されたジョアヒン・レブルトン、グランジャン・ド・モンティニ、ジャン・バティスト・ドブレらからなるフランスの文化使節団はブラジルの芸術に大きな影響を与えた。教育面では、植民地防衛のために、高等教育を受けた人材を養成する必要に迫られ、陸軍士官学校（1808）、医学学校（後のバイーア連邦大学）（1808）、海軍士官学校（1810）などの専門学校が設立された。博物館や図書館（1810）、植物園（1810）なども整備された。しかし、帝政期と同様に高等教育に偏重した教育政策を採りながらも、総合大学の設立はブラガンサ家の治世中には最後までなされなかった。

## 帝政時代

### 第一帝政（1822年-1831年）

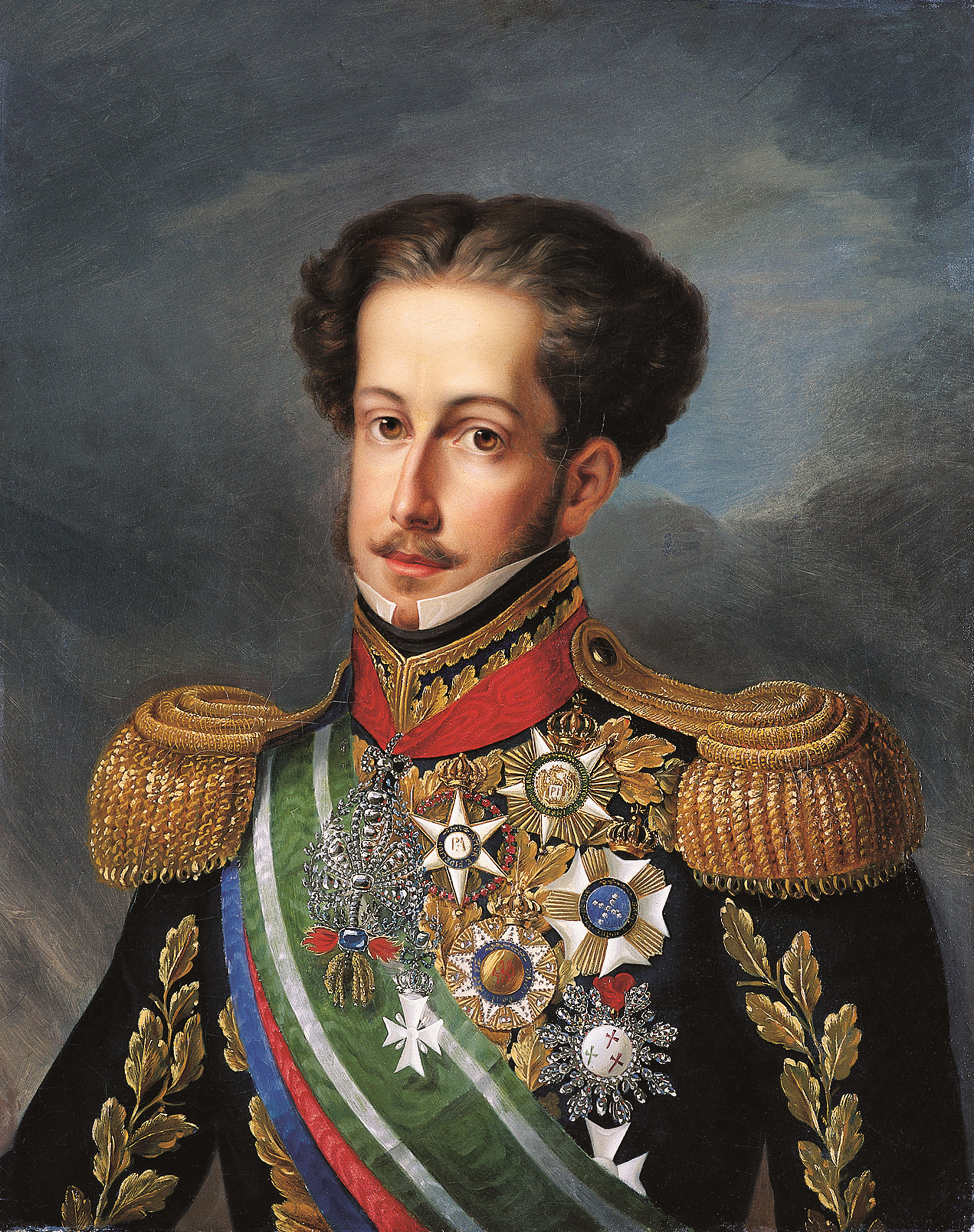
ペドロ1世

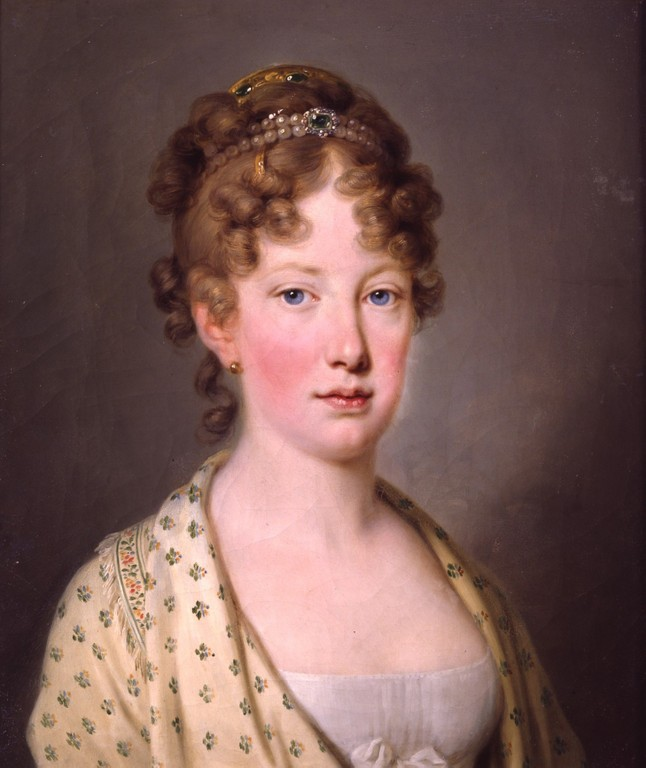
ドン・ペドロ1世の皇后マリア・レオポルディナ・デ・アウストリア。ハプスブルク家出身のこの皇女の存在が示すように、ブラジルも神聖同盟の枠の中に組み入れられ、君主制時代のブラジルは共和制を採用していた周囲のイスパノアメリカ諸国から警戒の目で見られた。

ブラジルの独立はイスパノアメリカ諸国の独立と比べると大きな混乱や政治的な対立を伴わずに達成され、植民地時代にブラジルを包括する原初的な国内市場が成立していたことと、ポルトガル王室のブラガンサ家が帝位に就いたために、イスパノアメリカ諸国のような分裂状態には陥らなかった。しかし、このことはイスパノアメリカ諸国が解放者シモン・ボリバルやホセ・デ・サン＝マルティン、ミゲル・イダルゴらによって16年間続けられた独立闘争により、曲がりなりとも本国出身者から政治権力を奪取したのとは対照的に、ブラジルにおいては植民地時代の権力構造と大地主の支配がそのまま継続したことにも繋がった。
既に1808年のリオデジャネイロ遷都と共にイギリス資本に国内市場が解放され、イギリスから莫大な投資が流入し、イギリスへの経済的従属が始まった。

#### ペドロ1世のポルトガルへの執着
独立前夜のブラジルの人口は約380万人で、うち白人が約104万人、約276万人が有色人（パルド、黒人、インディオ）であったが、独立後ペドロ1世は380万の人口のうち、約7割を占める有色人や、植民地生まれの白人を遠ざけ、ブラジル党よりもポルトガル党を優先してポルトガル人を重用する姿勢を採ったため、次第にブラジル人とペドロ1世の関係は険悪なものになっていった。ペドロ1世は1824年3月25日、皇帝の調整権（伯: poder moderador）が盛り込まれるなど親ポルトガル派（ポルトガル再併合派）の意向が強く出た欽定憲法を公布したが、この欽定憲法に対する民衆の反発は特に北東部で強く、この年にはペルナンブーコ県のレシーフェで共和制が宣言され、「赤道連邦の反乱」が起きた。ペルナンブーコに加え、マラニョン、バイーア、アラゴアス、パライーバ、リオ・グランデ・ド・ノルテ、セアラーがこの赤道連邦に参加し、アメリカ合衆国をモデルにした代議制の共和制国家の樹立が目指されたが、ペドロ1世はイギリスからの数百万ポンドの借款と傭兵の導入によって同年11月にこの反乱を鎮圧した。1824年憲法はこの先多くの共和制を求める反乱者の挑戦に遭ったが、1889年まで生き延びる長命な憲法となった。
独立後の外交面では、独立に際して君主制が樹立されたため、ヨーロッパにおいて絶対主義の維持を図る神聖同盟の一員となった 。この傾向は独立以前のジョアン6世の治世中にペドロ王太子の后としてウィーン体制の中心だったオーストリア帝国のハプスブルク家からマリア・レオポルディナ・デ・アウストリアを皇室に迎えていたことによって強まった。そのため、周辺のコロンビアなどからは警戒感を持って見られた。ブラジルの独立にはイギリスが強く影響を及ぼしていたが、ブラジルを最初に承認した国はアメリカ合衆国であり、1825年にイギリスの仲介で旧宗主国のポルトガルが独立を承認した。ポルトガルに続き、翌1826年にイギリスが独立を承認した。

#### ウルグアイの独立

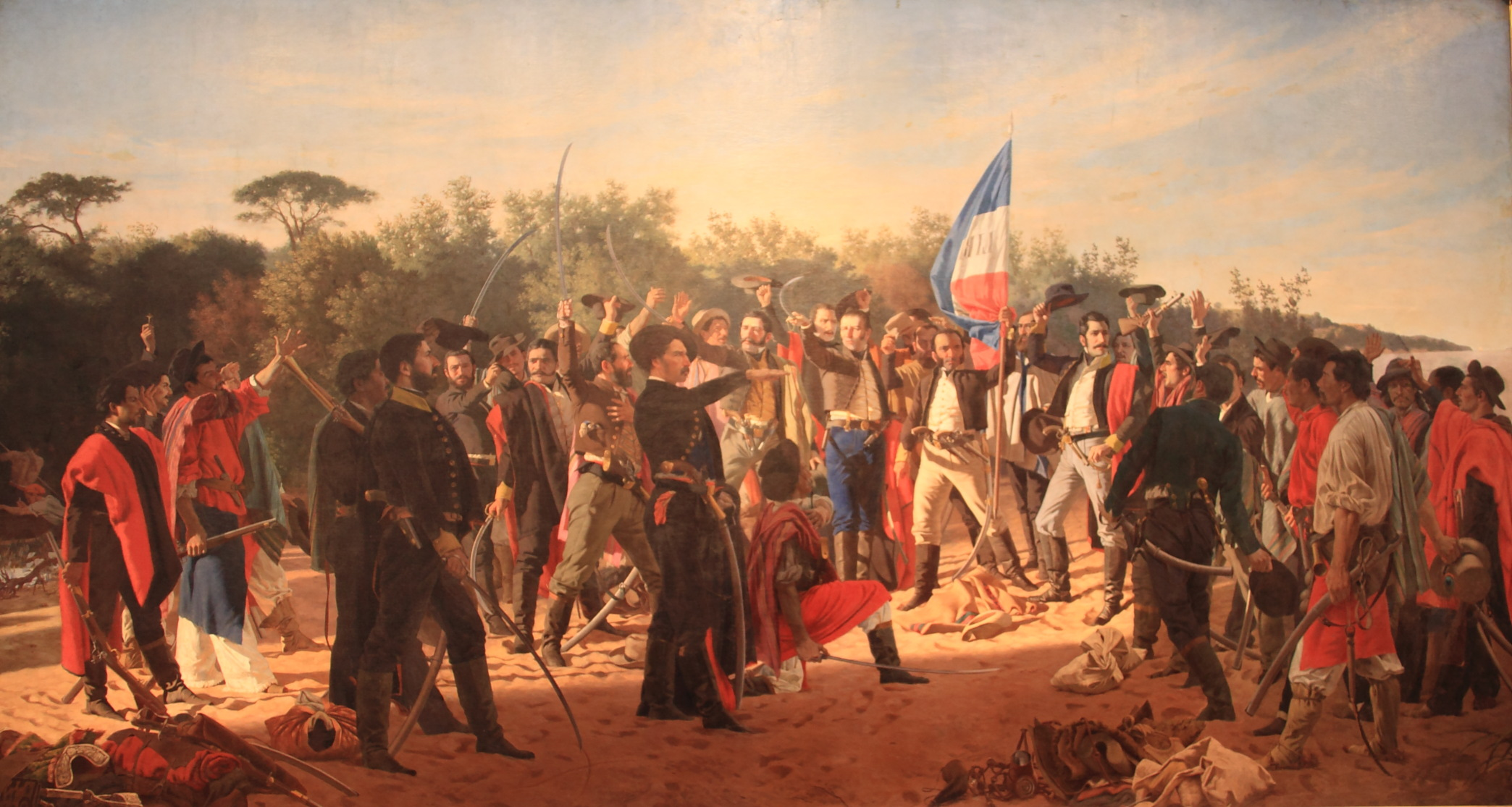
33人の東方人の誓い（シスプラチナ州）。

さらにこの頃、独立直前の1821年に旧リオ・デ・ラ・プラタ副王領を二分した連邦同盟のホセ・アルティーガスが失脚してから大混乱に陥ったリオ・デ・ラ・プラタ連合州に侵攻し、ブラジルが併合したシスプラチナ（東方州）の解放を求める声がリオ・デ・ラ・プラタ連合州内で強まった。1825年末にアルティーガスの副官だったフアン・アントニオ・ラバジェハ将軍率いる33人の東方人が祖国に潜入してブラジルからの独立戦争と連合州との合邦を求め、連合州は内乱を終結させてこれを支援した。このため、激怒したペドロ1世は連合州に宣戦布告し、シスプラティーナ戦争が勃発したが、アルヘンティーナ（戦争中にリオ・デ・ラ・プラタから改名）軍はイツサンゴの戦い（葡: Batalha de Ituzaingó）で勝利すると、以降は優れた戦術でブラジル軍を破り続け、最終的には1828年にアルゼンチンの勢力が伸張することを恐れたイギリスの仲介によりモンテビデオ条約が結ばれ、イギリスの意向によって東方州（シスプラチナ）が緩衝地帯のウルグアイ東方共和国として独立することが認められた。
シスプラティーナ戦争後、勅選議員を多く含む上院が皇帝派となり、少数の共和主義者を含む下院が政府に批判的となった。下院はシスプラティーナ戦争の戦費支出に反対し、ウルグアイの独立をペドロの失政とみなした。政府に対する不満は全国的に広がり、とくにミナス・ジェライス県で反対が強く、ペドロは次第にポルトガル人の代表とみなされるようになった。そして1831年のペドロ1世の内閣改造に対してブラジル国内で様々な不満が噴出した。その後軍主導の反乱をきっかけに群衆が退位を求めた。ペドロ1世は7日に退位宣言を行い、5歳の皇子ペドロ2世を後継者に指名し、ポルトガルへ退去した。この際幼年のペドロ２世の後見人としてジョゼー・ボニファシオを任命した。
教育面では、1827年にサンパウロとオリンダ（後にレシーフェに移転）に法科大学が設立され、ブラジル出身の官僚や法律家を育てるのに寄与した。

### 摂政期（1831年-1840年）

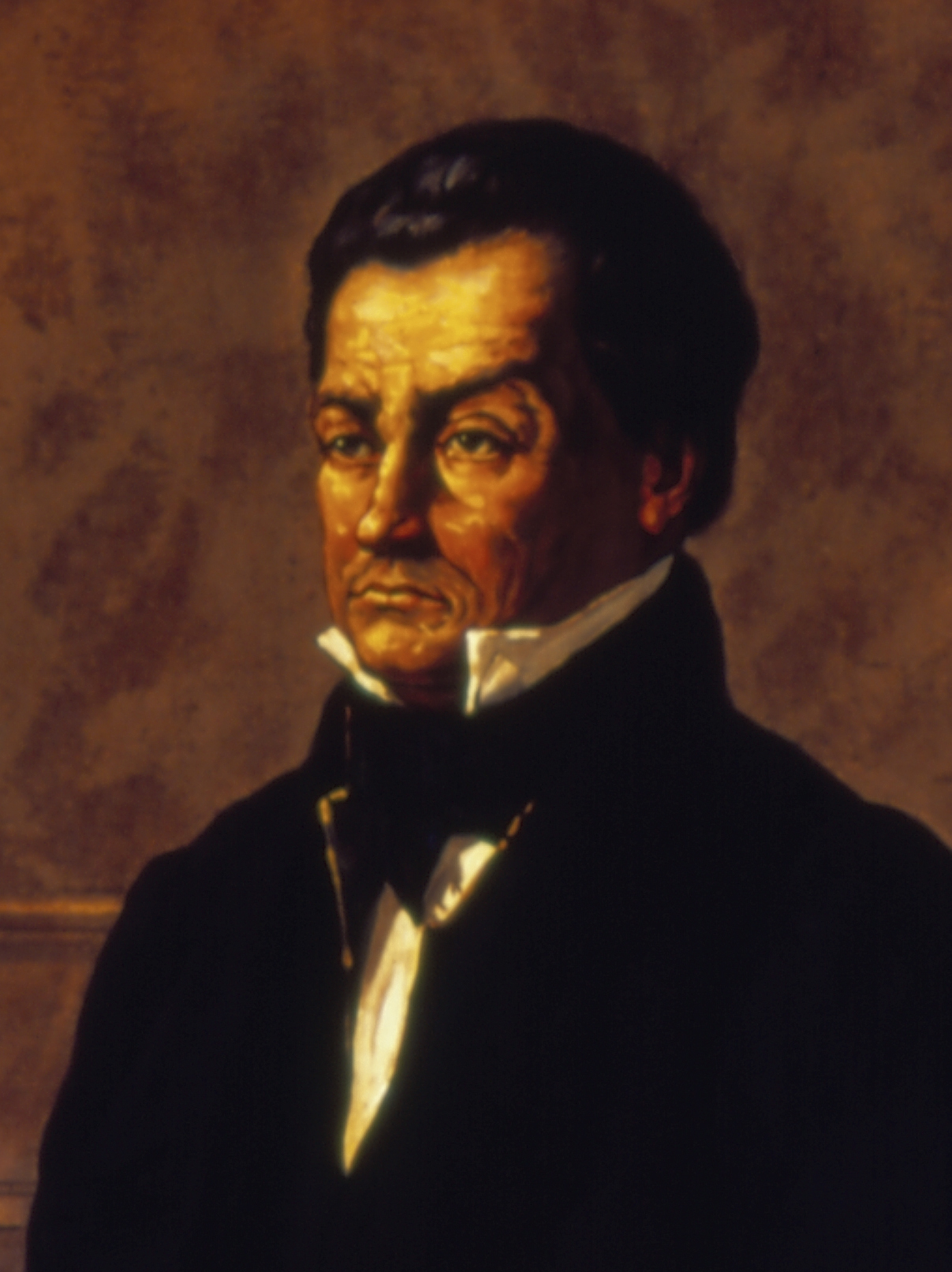
自由主義急進派を弾圧した法務大臣ディエゴ・アントニオ・フェイジョー。

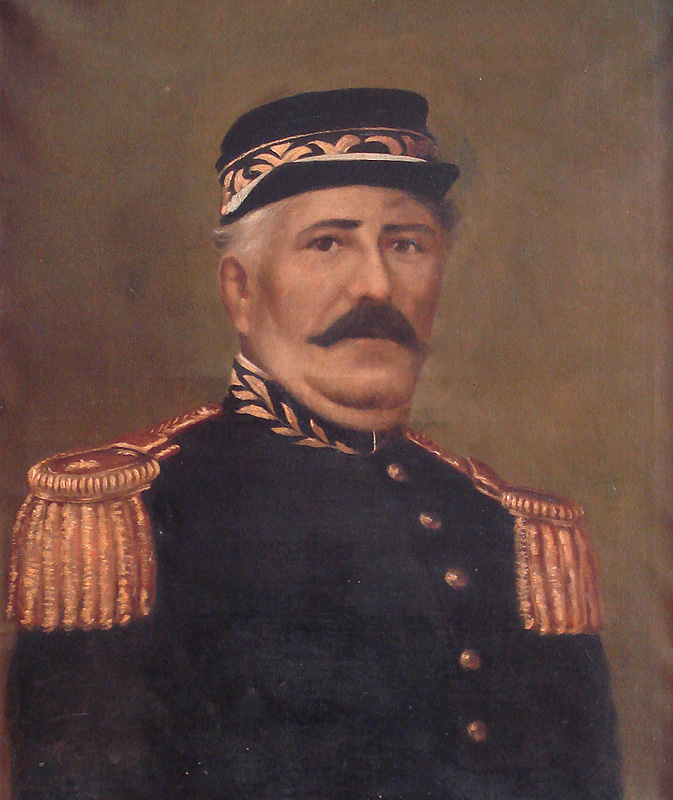
リオ・グランデ共和国の独立を宣言したアントニオ･ソウザ･ネト。

ペドロ1世の失脚後、皇帝は18歳以上ではなかったため、1824年憲法の規定にしたがって、上下両院総会が3人の摂政からなる摂政府によって政府を運営することを決定した。摂政には憲法起草者のホセ・カルメイロ・デ・カンポス、上院議員ニコラス・ペレイラ・デ・ヴェルゲイロ、フランシスコ・デ・リマ・エ・シルヴァ将軍が選出され、しばらく皇帝不在のまま摂政による統治が行われた。このため1831年から1840年までを摂政期と呼ぶ。

#### 共和制を求める民衆
摂政期は共和制を求める反乱が各地で相次ぎ、既存の陸軍さえ中央政府にとっては信用できなくなった。そのため法務大臣ディエゴ・アントニオ・フェイジョーは1831年8月に「国民軍」（民兵隊）を創設した。国民軍の隊長（コロネル＝大佐）には、各農村の既存のボスが任命され、民兵として農村の人間を動員する権利が与えられた。この国民軍はコロネルの私兵形成にとって有利に働くことになり、現在までブラジルの農村部でコロネリズモ（農村のボスによる支配）が続く直接の要因となっている。
北東部では1835年にはパラー県でバチスタ・デ・カンポスの率いるカバナージェンの反乱が勃発し、1835年にはイスラム教国家を樹立しようとした黒人によるマレーの反乱（en:Malê revolt）が、1837年には共和制を求めたサビナーダの反乱が、1838年にはバライアーダの反乱が勃発したが、いずれも連邦軍により大弾圧された。
一方、南部では1835年に最南部のリオ・グランデ・ド・スル県でファラーポス戦争（葡: Guerra dos Farrapos、Revolução Farroupilha - 「ファロウピーリャの反乱」とも）が勃発した。アルゼンチンやウルグアイからパンパが続くこの地域では牧畜経済が発達し、そのために前述の両国のようなガウーショ（ガウチョ）と呼ばれる人々が牧畜を担うようになっていたが、牧場主とガウーショの武力の連合はブラジル帝国軍を脅かした。1836年にはリオ・グランデ共和国の樹立が宣言され、イタリア人革命家のジュゼッペ・ガリバルディもが反乱軍側に参加した。1839年には反乱が波及したサンタ・カタリーナ県でジュリアナ共和国の樹立が宣言された。しかし、南部の牧場主はブラジル帝国からの独立ではなく、あくまでも自治の拡大を望んでいたために、ペドロ2世の即位後の1845年に恩赦と減税と引き換えに講和が結ばれ、この反乱は終結した。
地方の反乱に対し、中央もまとまった政策はとれず、ペドロ1世帰還派の回帰派、自由主義穏健派、自由主義急進派の三勢力が争いを繰り広げた。1834年にポルトガルでペドロ1世が死去したのち回帰派は自由主義派に合流し、1835年に進歩党と回帰党が設立され、両党とその対立は後の自由党と保守党による二大政党制の原型となった。
このように各地で反乱が相次いだ結果、混乱を収めるために皇太子が皇帝として即位することが解決策として持ち出された。1840年7月23日にクーデターが勃発し、ペドロ皇太子の成人式が超法規的措置によって行われると、ペドロ皇太子はペドロ2世としてブラジル皇帝に即位した。
教育面では、エリート層の中等教育を担うコレジオ・ドン・ペドロ・セグンド（1837）が設立されたが、モデル校となったこの学校の成立は、中等教育を高等教育のための予備校としてしまう副作用をもたらした。

### 第二帝政（1840年-1889年）

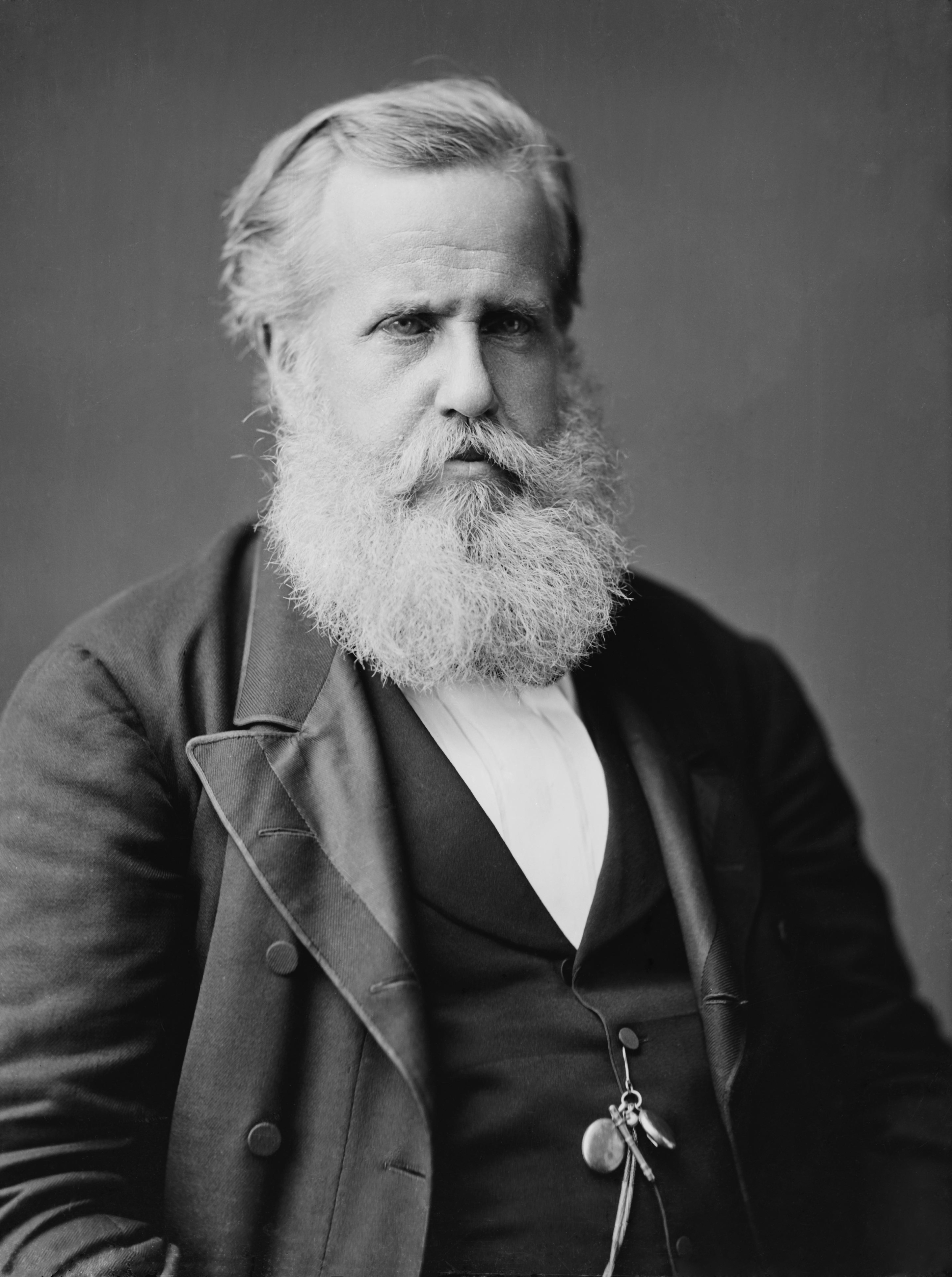
ペドロ2世

第二帝政期のブラジル国旗

ペドロ2世の即位後、内政においては進歩党と回帰党が再編され、自由党と保守党の二大政党制が確立した。1844年にはペドロ2世の調整権によって自由党に政権を担当させ、ヨーロッパで1848年革命が始まるとその影響を恐れて同年に保守党に政権をさせたように、この時期は皇帝の調整権によって両政党に内閣が交代した。この措置を不満に思った自由党により、ペルナンブーコのレシーフェで1848年11月からヨーロッパの社会主義思想の影響を受けたプライエイラ革命（葡: Insurreição Praieira - 「プライエイラの反乱」とも）が勃発したが、1850年にこの反乱が鎮圧されると、第二帝政の政治的安定が訪れることになった。

#### イギリス資本への従属
ペドロ2世時代の外交は、基本的にイギリス資本への従属（これは当時ごく僅かな例外を除いてラテンアメリカ全土に共通していた）と、領土拡張政策、そしてアルゼンチンの強国化の阻止によって特徴付けられていた。イギリスとの関係は1840年代には奴隷貿易の問題により大きく悪化したが、1845年のアバディーン法制定により1850年に奴隷貿易が廃止されると改善に向かった。奴隷制は1860年代に北米の南北戦争の影響を受けて大きく動揺するものの、基本的には帝政の支持基盤となっていた大地主は奴隷制の存続を望み、この問題はブラジルの大きな政治的課題となった。

#### 領土拡張への野望

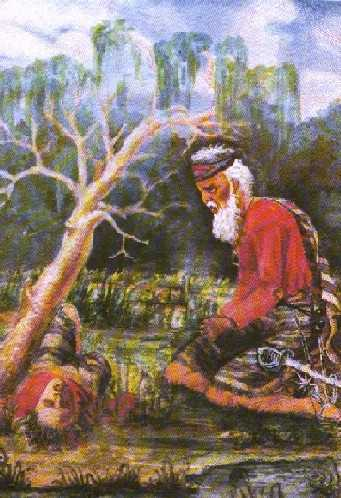
『我が子の遺体を看取るパラグアイ兵』ホセ・イグナシオ・ガルメンディア画。

領土拡張の当初の目標はかつてシスプラチナ県として領有していたウルグアイであり、これは大戦争をはじめとするウルグアイの内乱において、イギリス、フランスと敵対して貿易を保護し、大アルゼンチン（パラグアイ、ウルグアイとの合邦）の実現を図るフアン・マヌエル・デ・ロサスに対する牽制の意味を含めてコロラド党を支援することによって達成されようとした。事実、1851年にロサス派が勝利を目前にしたところでエントレ・リオス州知事フスト・ホセ・デ・ウルキーサを唆して介入したことにより、1852年2月3日にロサスはカセーロスの戦い（西: Batalla de Caseros）で敗れて失脚し、アルゼンチン・ウルグアイの合併という事態は回避された。また、ブラジルの南米における最大のライバルがアルゼンチンであることを強く認識させたのもこの戦争だった。

##### パラグアイ戦争

黄金法（1888年）。

ロペス父子が支配し、近代化政策を続けるパラグアイも標的となった。大戦争後もウルグアイの政治的帰属はアルゼンチン、パラグアイ、ブラジルの関係に複雑な影響を与えていたが、ウルグアイでの内乱がきっかけとなって、1864年にパラグアイのソラノ・ロペス大統領はウルグアイへの内政干渉を理由にブラジルに対して宣戦布告し、パラグアイ戦争（三国同盟戦争）が勃発した。ブラジル帝国が主体となったアルゼンチン、ウルグアイとの三国同盟とパラグアイのロペス政権との間で戦われたこの戦争では、南米で最大の軍隊を保有していたパラグアイの頑強な抵抗もあって激戦が続いたが、カシアス公によるブラジル軍の指揮もあり、1870年にロペスがセロ・コラーの戦いで戦死し、ラテンアメリカで最も凄惨な戦争となったこの戦争は終わった。敗戦により南米で最も先進的な経済制度を備えていたパラグアイの人口は半減し、アルゼンチンとブラジルに領土は分割され、自立的発展を遂げていた工業は崩壊し、国家は壊滅した。ペドロ2世にとってこの戦争はブラジル人のナショナリズムを奮い立たせる経験として肯定的に捉えられたが、勝者となったブラジルも10万人の死傷者を出し、30万ドルに及ぶ戦費をイギリスからの債務で賄ったために戦争終結後に財政崩壊を起こした。さらに前線でアルゼンチン兵と行動を共にした帰還兵や、戦場で黒人と共に戦った軍人により、共和制思想や奴隷制廃止が大きく喧伝されるようになった。また、パラグアイ戦争は、ブラジルとアルゼンチンに両国の緩衝地帯の必要性を理解させることになった。

#### ヨーロッパからの移民
1844年に新関税法が導入されると、輸入関税の引き上げはブラジルの工業化の基礎条件を築いた。また、1840年代に南東部のリオデジャネイロ県でコーヒーの栽培が成功すると同時に、北東部での砂糖と綿花の栽培が衰退したため、以降コーヒーはブラジルの奴隷制プランテーション農業経済の主軸を担い、外貨をもたらすと共にファゼンダ制を強化した。コーヒー栽培には多量の労働力を必要とするが、1850年の奴隷貿易廃止によって黒人奴隷の新規流入が停止したために、1860年代からブラジルの白人化を目指していた当時の自由主義知識人や寡頭支配層の思惑と合致する形で、奴隷に代わる労働力としてヨーロッパから移民が導入されることになった。

#### ペドロ2世への民衆の失望
また、パラグアイ戦争後、陸軍士官学校の数学教官だったベンジャミン・コンスタンによって1850年代にブラジルに導入されたオーギュスト・コントの実証主義と共和主義が融合し、実証主義は次第に奴隷制と帝政に対する批判を帯びた運動になっていった。1865年に南北戦争の結果としてアメリカ合衆国で奴隷制が廃止され、1870年にスペイン領キューバで奴隷の暫定的解放を達成するモレ法が可決されると、ブラジルのみが西半球で唯一奴隷制に固執する国家となったがために、実証主義者により帝政廃止と奴隷制廃止を求める共和党が結成された。さらに1878年に自由党政権が成立するとジョアキン・ナブーコや詩人のカストロ・アルヴェスに代表される知識人は奴隷制廃止を公然と要求するようになり、ベンジャミン・コンスタン大佐は陸軍の青年将校（テネンテ）に実証主義教育を行い、次第に軍全体が実証主義を信奉するようになっていった。

##### 奴隷解放
ペドロ2世はこうした声に対処するために、1871年9月28日にはモレ法にならった出生自由法を制定した。1888年5月13日には皇女のイザベラが黄金法に調印してブラジルにおける奴隷制が最終的に廃止されたが、このことによって王室は大地主達の支持を失った。しかし、奴隷は解放されたものの、解放に際して経済的な裏づけとなる土地や財産の分配はなされなかったため、結局黒人の社会的立場に大きな変化は見られなかった。植民地時代から奴隷制廃止までにブラジルに連行された黒人奴隷の数は350万人から1000万人に上ると推測されている。
1870年代にカトリック教会と対立したことにより、帝政は教会からの支持をも失っていたが、1880年に軍部帝政派の重鎮だったカシアス公が死去したことをきっかけに、皇帝への支持は教会のみならず、軍部からも失われた。そして1888年の奴隷制廃止によって帝政は国内の全ての層から支持を失うことになった。中間層の利害を代表し、国家の近代化を求める軍部の青年将校はこの好機を逃さず、1889年11月15日にベンジャミン・コンスタンの計画により、デオドロ・ダ・フォンセカ元帥によって率いられた軍部によって宮殿は包囲された。オーロプレト子爵アフォンソ・セルソ首相は逮捕され、ペドロ2世は退位してイギリスに亡命した。こうして無血革命により帝政は崩壊し、ブラジルは共和制に移行した。そしてこの時に軍が果した大きな役割はその後ブラジルの政界における軍部の発言力を保障することにもなった。実証主義知識人はアメリカ合衆国を模範としていたが、11月15日に導入されたブラジル新国旗は余りにもアメリカ合衆国の国旗に似ていたために拒否され、11月19日に制定されたブラジル合衆国の新国旗には、天球の帯に実証主義知識人の合言葉だった標語「秩序と進歩」が記された。

### 経済
第二帝政時代は経済面では、19世紀後半にはマウアー子爵が実業家として大成功し、彼の手によってブラジル資本による鉄工所、造船所、鉄道などが造営されたが、1875年から1878年の恐慌で破産すると、彼の財産はほとんど何も残らなかった。また、アマゾン川流域でのゴム・ブームによりマナウスなどの都市の開発が進められた。

### 文化
文化面では、帝政前期は、文学においてロマン主義がゴンサルヴェス・デ・マガリャンイスの『詩的吐息と感情』（1836）によってもたらされた。ブラジルのロマン主義はインディオを理想化することをよしとし、インディアニズモの潮流が生まれた。この時期の文学者としてはゴンサルヴェス・ディアスや、『イラセマ』、『グアラニー』のジョゼ・デ・アレンカールなどが挙げられるが、全体としてヨーロッパの模倣の域を出なかった。また、ブラジル国民の理想的原型としてインディオを称揚するインディアニズモの潮流がありながらも、実際にインディオへの迫害が止むことはなかった。音楽ではほとんどがヨーロッパの模倣だったが、アレンカールの『グアラニー』をオペラ化したカルロス・ゴメスなどが活躍した。美術では、1816年に到来したフランスの文化使節団の影響を受け、「ブラジル最初のミサ」（1861）のヴィトル・メイレレスや「独立か死か」（1888）のペドロ・アメリコなどの画家が活躍した。
一方、帝政後期は写実主義が隆盛を見せ、『ブラス・クーバス死後の回想』や『ドン・カズムーロ』のマシャード・デ・アシスや『スラム街』のアルイジオ・アセヴェード 、後期ロマン主義詩人のカストロ・アルヴェスといった文学者を生みだし、さらに地方主義の萌芽も見られた。また、歴史研究も進んだ。さらに、音楽ではショーロとマシーシェが流行した。ショーロは1870年にシルヴァ・カラードによって生み出され、レコードの普及と共にピシンギーニャによって大衆化した。マシーシェはシキーニャ・ゴンザーガによって大衆化した。また、スポーツでは後に国民的スポーツとなるサッカーがもたらされた。

### 教育
教育面では、私立の高等専門学校の整備が進んだが、隣国アルゼンチンがドミンゴ・ファウスティーノ・サルミエント政権の下で初等教育に力を注いだのとは対照的に、ブラジルでは初等教育の整備が遅れた。1872年に初めて行われたセンサスによればブラジルの総人口は990万人だったが、そのうち自由人の非識字率は80%、奴隷の非識字率は99.9%に達していた。

## ブラジル合衆国時代

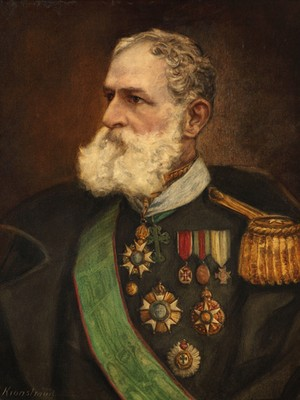
初代大統領デオドロ・ダ・フォンセカ。

共和制樹立後、実証主義者により1889年11月15日から11月19日までの4日間だけ使用された、ルイ・バルボーザ案によるブラジル合衆国の国旗。

1889年11月15日にデオドロ・ダ・フォンセカ元帥により共和制が樹立されると、フォンセカは大統領に選ばれた。ルイ・バルボーザの発案によってアメリカ合衆国憲法とアルゼンチン憲法を参考にして貴族制度の廃止などを盛り込んだ1891年憲法が公布され、この憲法の中でそれまでの県（provincia）は新たに州（Estado）となり、正・副大統領の直接選挙、三権分立が定められ、国名はブラジル合衆国と定められた。各州は独自の州憲法と州軍を保有し、ブラジルは中央集権的な帝制国家から、地方分権的な連邦共和制国家に移行した。この地方分権的な政体は、コーヒー農場主をはじめとした共和主義の勝利であった。
無血クーデターを経て権力を握ったフォンセカは、軍部を後ろ盾とし、再び中央集権を進める動きをみせた。1891月11年3日、フォンセカは議会を解散させ、戒厳令を敷いた。一方、軍の青年将校は大統領であるフォンセカよりも、副大統領のフロリアーノ・ペイショトを支持していた。これに加え、陸軍に対し反感を抱く海軍が、地方分権を志向する議会の側に付いたため、軍部の政治介入が成功、結果としてフォンセカは1891年のうちに失脚し、ペイショトが大統領となった。このときのクーデターにちなんで、ブラジルでは現在も、軍部による政治介入はフロリアニズモと呼ばれている。

### 反乱時代

#### カヌードス戦争

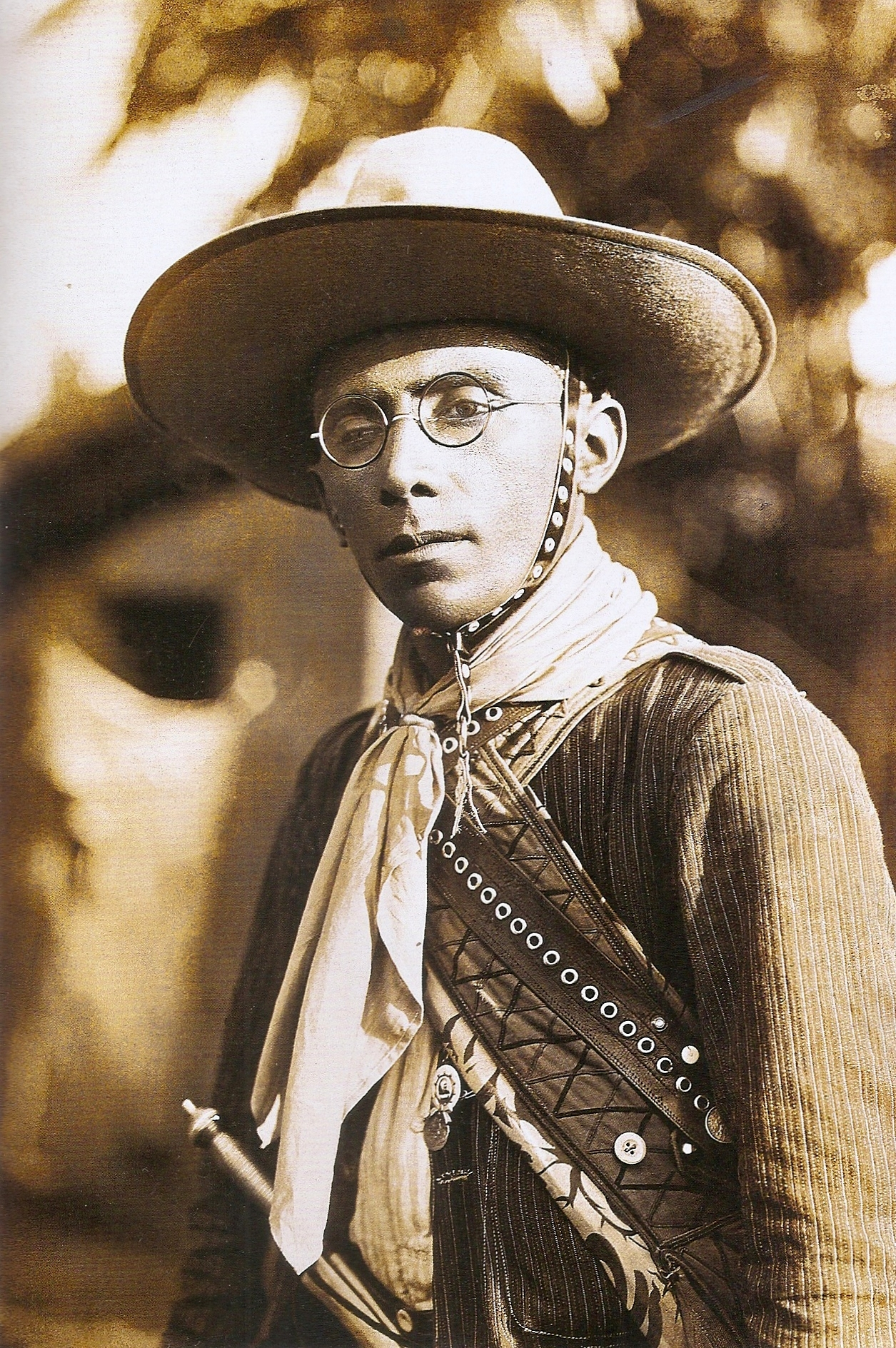
ペルナンブーコの義賊、ランピアン。

1894年に初の文民大統領として、サンパウロ州出身のプルデンテ・デ・モライスが就任した。旧共和政初期には旱魃や低開発が続く北東部は極めて不安定であり、モライス時代には1896年に北東部のバイーア州でアントニオ・コンセリェイロ（助言者アントニオの意）によって率いられたカヌードス戦争（カヌードスの乱とも）が勃発した。コンセリェイロはキリスト教に深く帰依し、バイーア州の奥地のカヌードスにコロネルの支配が及ばない30,000人が生活する共同体を築いていたが、政府はカヌードスを認めず、三次に渡る遠征の末、1897年10月5日カヌードスの住民は一人残らず皆殺しにされ、反乱は鎮圧された。この反乱はエウクリデス・ダ・クーニャに『奥地』を書かせた。この反乱は通貨価値を下落させたが、政府はロスチャイルドから借り入れて急場をしのいだ。

#### コンテスタードの反乱
一方南部では1912年にパラナ州とサンタ・カタリーナ州の両州で千年王国思想の影響を受けたコンテスタードの反乱が勃発し、この反乱は5万人以上の農民を巻き込んで実に4年間続いた。カヌードスやコンテスタードの反乱者はヨーロッパ化した中央政府や知識人には「狂信者」、「王政復古主義者」と呼ばれ、ダ・クーニャが『奥地』で表したように後進的な非白人を科学的な文明が討伐するとの大義名分が持ち出された。しかし、彼等の反乱は理論的には洗練されていなかったが、人種主義や貧困に苦しむ人々が生活のために必要な資源を得るための戦いであった。カヌードスの反乱が鎮圧された後にも、北東部の貧しい人々の戦いは、大地主に対するカンガセイロ（匪賊）の跋扈という形で続けられ、1918年から1938年まで活動した義賊ランピアンのような人物を生み出した。

1889年11月19日に導入されたブラジル合衆国の国旗。実証主義の標語「秩序と進歩」が帯に記されている。

### 領土拡大
1898年にサンパウロ州出身のカンポス・サレスが大統領に就任し、リオ・ブランコ男爵を外務大臣に任命した。リオ・ブランコはこの先15年に渡って外務大臣を続け、アマゾン川流域地域における近隣諸国との間での国境未画定地の獲得に奔走し、1899年にボリビアとの間のアクレ紛争でアクレ州を獲得したのを皮切りに、フランス領ギアナ、オランダ領ギアナ、イギリス領ギアナ、コロンビア、ベネズエラとは武力とアメリカ合衆国の支持を背景にした交渉で多大な成果を挙げ、戦争に訴えずにブラジルの領土を299,400km²拡大した。1909年には大戦争の際にウルグアイから得た広大な領土についてウルグアイとの合意が結ばれ、国境紛争を解決した。

#### 移民

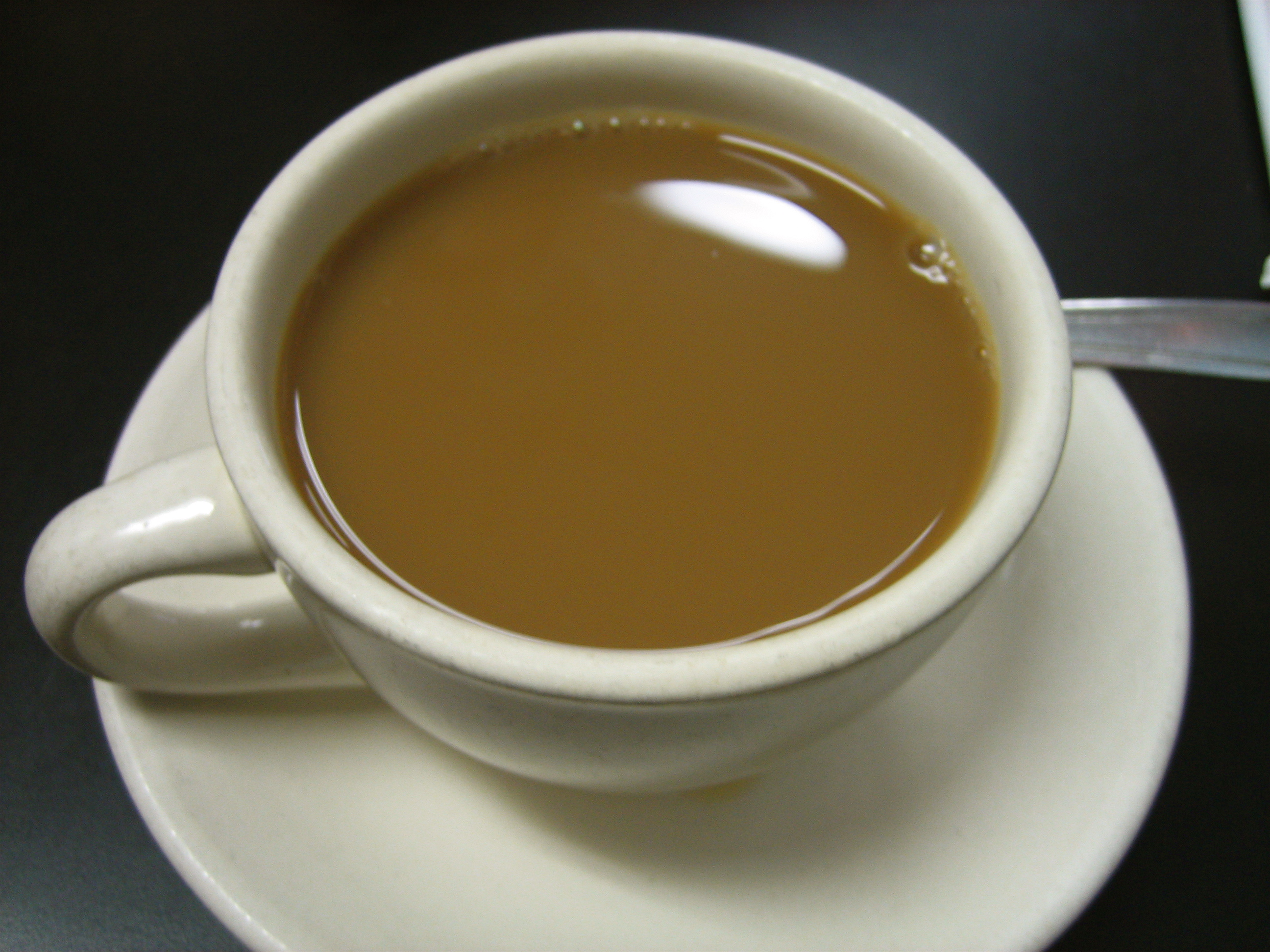
カフェ・コン・レイテ。旧共和政期を特徴付けたカフェ・コン・レイテ体制期にはコーヒー（サンパウロ州）とミルク（ミナス・ジェライス州）が共謀して相互に大統領を選出する、腐敗政治が進んだ。

1902年にはサンパウロ州出身のロドリゲス・アルヴェスが、1906年にはミナス・ジェライス州出身のアフォンソ・ペナが大統領に就任した。以降、産業の中心だったサンパウロ州（コーヒー）と、ミナス・ジェライス州（牛乳）出身者の間で交互に大統領を出す体制が生まれ、両州の主産業からこの体制はカフェ・コン・レイテ（ポルトガル語でカフェオレの意）と呼ばれるようになった。この時期に首都リオデジャネイロの改造が行われ、またサンパウロ州で発展を続けるコーヒー産業のために、奴隷制廃止後の代替労働力として南欧を中心とするヨーロッパからイタリア人、ポルトガル人、スペイン人、ドイツ人、ポーランド人、ウクライナ人、フランス人、ユダヤ人などが、中東から歴史的シリア出身のアラブ人（レバノン人、パレスチナ人など）が、さらに1908年には日本からも日本人移民が導入された。1820年から1930年までにヨーロッパや日本から約500万人の移民が流入したが、定着した約350万人の移民のうち、約200万人がサンパウロに定住した。1900年代から工業化がリオデジャネイロとサンパウロで進んでいたが、これらの諸事情よりサンパウロ市の経済の中心としての地位は不動のものになった。
1914年に第一次世界大戦が勃発すると、1917年4月にブラジル商船がドイツの潜水艦に撃沈されたのをきっかけに、親米英外交に基づいて同年中にブラジルはドイツ帝国に宣戦布告し、連合国の一員となった。戦闘には参加せず、戦後はパリ講和会議に代表を派遣している。さらに国際連盟に加盟することにもなったが、常任理事国になれなかったために1926年に連盟を脱退した。

### ベルナルデス政権の腐敗による反乱
1922年にはミナス・ジェライス出身のアルトゥール・ベルナルデスが大統領に就任した。ベルナルデス政権もまた今までの政権の例に漏れず腐敗していたが、早くも同年には陸軍の青年将校（テネンテ）がリオデジャネイロの兵営で反乱を起こした。この反乱を端緒として下級青年将校による政治改革運動のテネンチズモが勃発した。この反乱は鎮圧されたが、1920年代には次第にこのカフェ・コン・レイテ体制に対する批判が強まり、軍や地方諸州の反乱が起こることになった。
1924年にはサンパウロで陸軍の部隊が反乱を起こし、1925年4月にリオ・グランデ・ド・スルの兵営から反乱を起こしたルイス・カルロス・プレステス少佐（「希望の騎士」）の下でプレステス部隊を結成し、約1,500人からなるこの部隊は1929年にボリビアに亡命するまでに24,000kmに渡ってブラジル奥地を転戦し、53度に及ぶ政府軍やコロネルの私兵の追撃を退けた。しかし、1926年にベルナルデスが任期を終えると、このような活躍がありながらもテネンチズモは、最後まで反ベルナルデス政権以上の大衆的な綱領を持たなかったために革命運動には繋がらずに終焉することになった。

### 文化

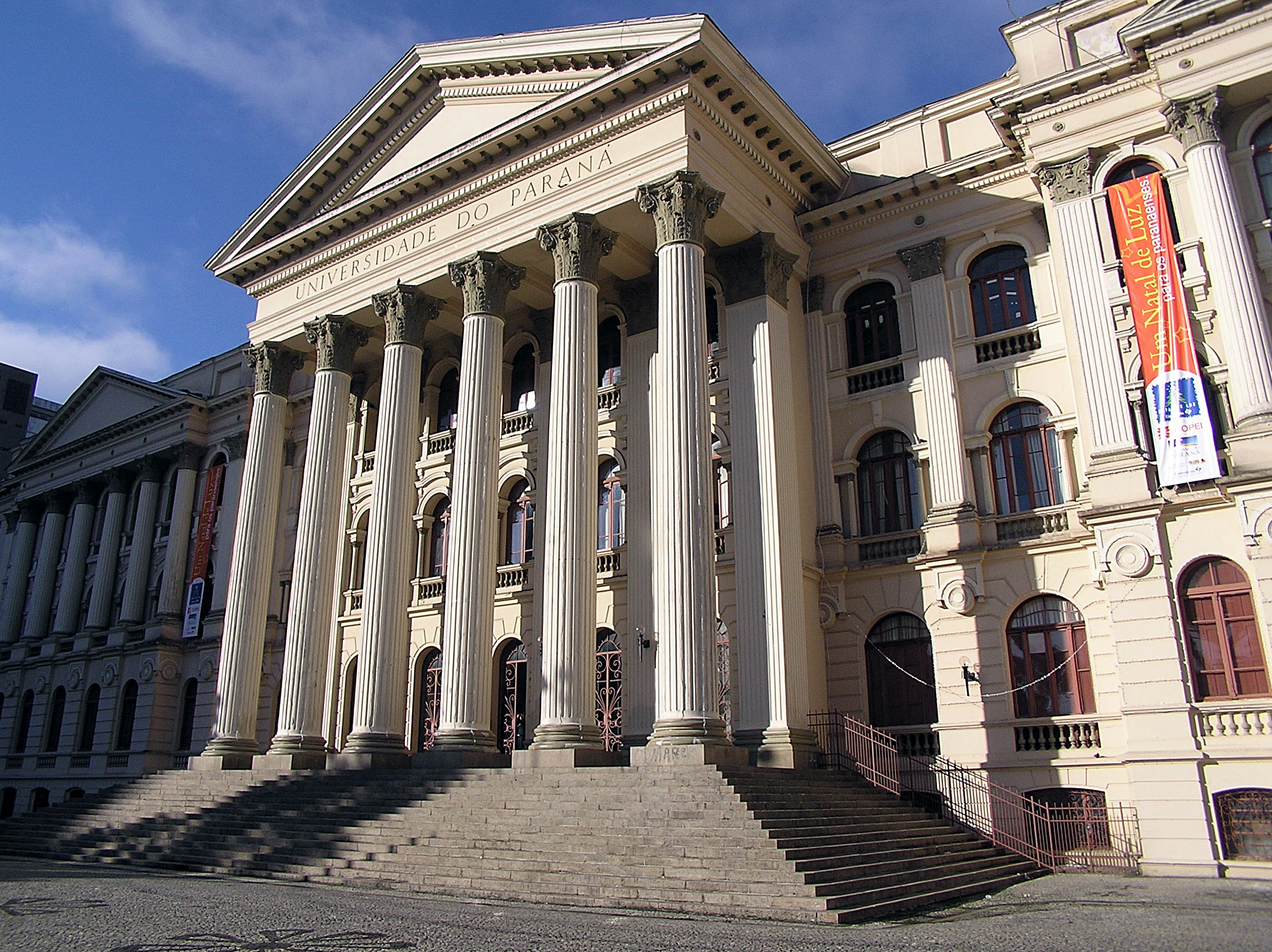
クリチバのパラナ連邦大学（1912年創設）。

文化面では、文学においては1897年にブラジル文学アカデミーが設立され、初代会長にはマシャード・デ・アシスが就任した。旧共和政初期には『奥地』（1902）のエウクリデス・ダ・クーニャや、リマ・バレット、モンテイロ・バレットなどが活躍した。さらに、19世紀末からナショナリズムの称揚が進み、歴史家カピストラーノ・デ・アブレウによる『ブラジルの古い道と植民』（1899年）の発表をきっかけに、ブラジルの国民性の根源を内陸部の混血住民に求める言説が生まれた。第一次世界大戦によってそれまでのブラジルのエリートが発展の模範にしてきた西ヨーロッパが没落するとこの潮流は一層強くなり、1922年2月にサンパウロで「近代芸術週間」が開催されるとブラジル独自の文化運動は盛り上がりを見せ、音楽では「ブラジルのブラジル化」を掲げた作曲家のエイトル・ヴィラ＝ロボスが活躍した。文学では『ジョアン・ミラマールの叙情的回想』（1924）、『食人宣言』（1928）を著し、「食人運動」を提唱したオズヴァルド・デ・アンドラーデや、『マクナイーマ』（1928）で知られ、近代芸術週間そのものを後押ししたマリオ・デ・アンドラーデ、グラサ・アラーニャが、美術ではアニータ・マルファッチやディ・カヴァルファンチなどが活躍し、ブラジルのヨーロッパからの文化的独立が進んだ。 ラジオや蓄音機（レコード）といった電化製品の普及によりポピュラー音楽もより身近なものになり、1917年にはサンバ・カンサォンの最初の曲「Pelo Telefone（電話で）」が作曲され、サンバの中産階級化や大衆化が進んだ。教育面では帝政期からの伝統だった高等教育の拡充がさらに進み、1912年にブラジル初の大学であるパラナ連邦大学がクリチバに設立された。しかし、大衆教育は依然顧みられず、1890年に67.2%だった非識字率は、1929年にも60.1%に留まった。

## ヴァルガス時代

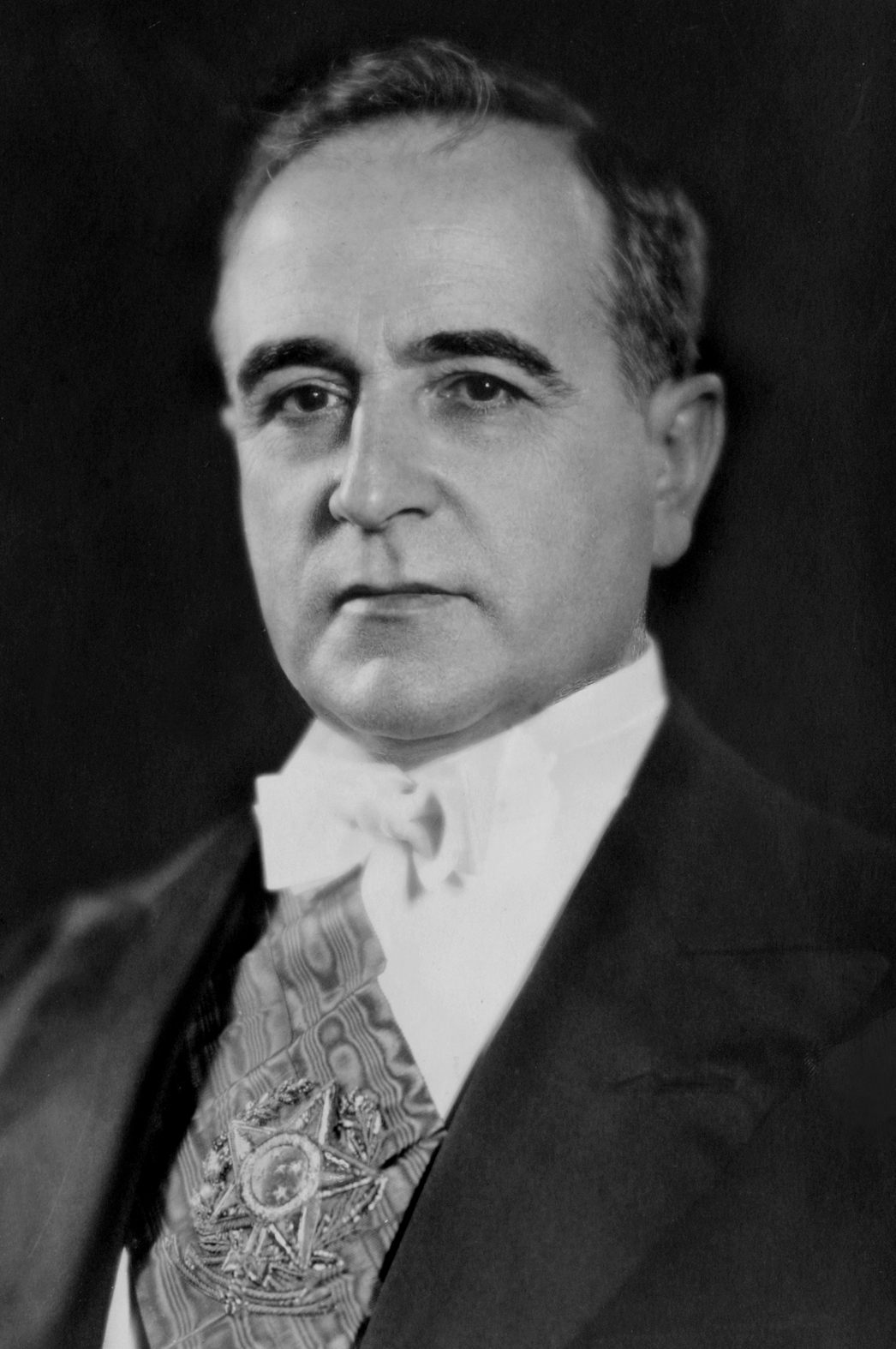
ジェトゥリオ・ドルネレス・ヴァルガス

プレステス部隊の蜂起の最中の1926年にサンパウロ州出身のワシントン・ルイスが大統領に就任したが、1929年の世界恐慌はブラジルのコーヒーを中心とした経済に大打撃を与えた。その一方でサンパウロ州はカフェ・コン・レイテ体制の維持を図ろうとしたため、1930年に体制から離反したミナス・ジェライス州を加えた地方諸州が「自由同盟」（アリアンサ・リベラル）を結成し、1930年のサンパウロ州出身のジュリオ・プレステスが当選した大統領選挙を不正選挙だと批判した。
この間、自由同盟は武装蜂起を計画した。同年10月3日、リオ・グランデ・ド・スル州、ミナスジェライス州、パライバ州から反乱が勃発。既にリオデジャネイロを支配下においていた軍部は、この反乱を支持し、11月3日にリオ・グランデ・ド・スル州のジェトゥリオ・ドルネレス・ヴァルガスが大統領に就任した。同月11日、ヴァルガスは臨時大統領令第一号を公布した。これは、1891年憲法を廃止し、行政権と国及び地方自治体の立法権を大統領に移管するものであった。
就任後、伝統的な大農園主を基盤に持たなかったヴァルガスはテネンテ（青年将校）と、都市中間層、労働者に支持基盤を求め、既存のサンパウロ州、ミナス・ジェライス州の大地主との戦いを始めた。このため、既得権益を奪われることになるサンパウロで1932年7月9日に反乱が勃発したが（護憲革命）、ヴァルガスはこれを鎮圧した。

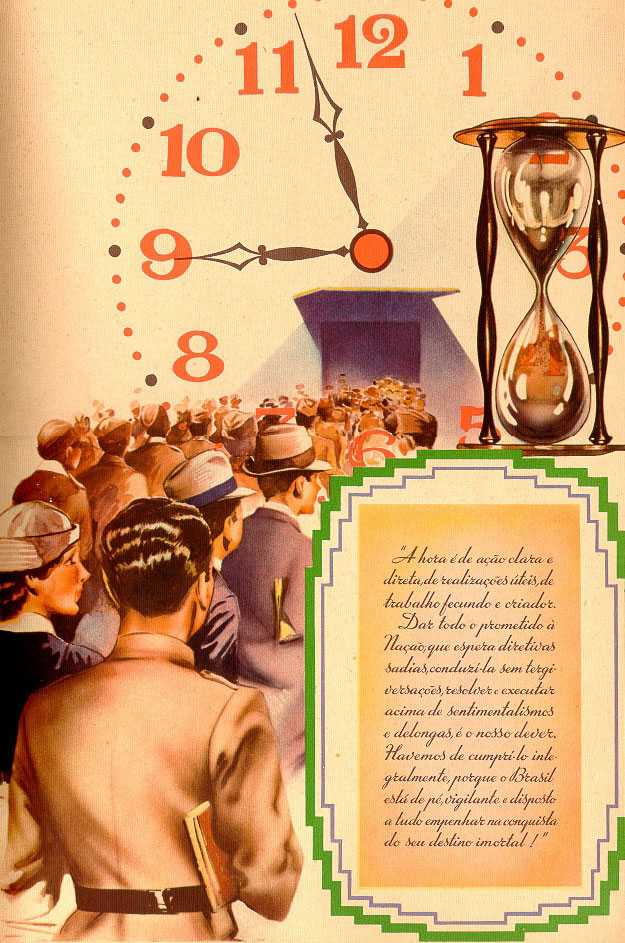
エスタード・ノーヴォ（新国家）のイメージ
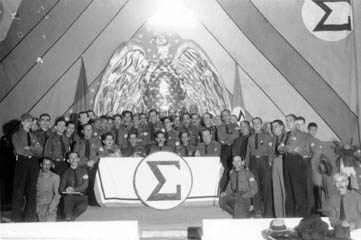
インテグラリスタの総会（1935年） 中央に座っているのが党を指導したサルガード
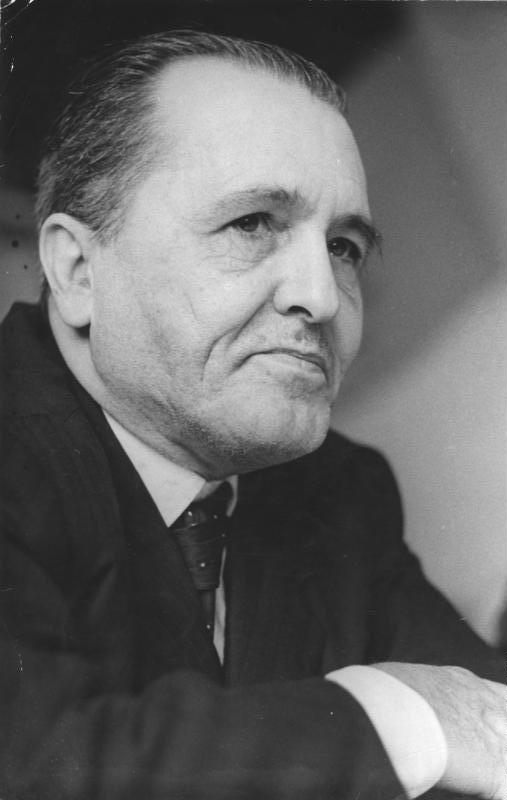
民族解放同盟結成者の一人ルイス・カルロス・プレステス 「希望の騎士」と渾名された

1932年には新選挙法が制定されて婦人参政権が認められたが、非識字者の投票権は認められなかった。1934年に新憲法が制定されると、従来州知事の管轄だった州兵の指揮権が連邦大統領に移管されるなど、様々な中央集権色の強い条項が盛り込まれた。この1934年憲法では初めて秘密投票が制度化されたものの、依然としてブラジル国民の2/3を占めた非識字者は投票権を認められなかった。
また、この時期はブラジルにおいて初めて全国規模の政党が誕生することとなった。すなわちブラジル共産党（1922年の創立以来非合法）と、ファシズム政党・ブラジル統合主義運動（アソン・インテグラリスタ・ブラジレイラ、略称AIB）である。ブラジル統合主義運動は、ブラジルの保守的価値観であるところの「神、祖国、家族」と反共を掲げていたことで、ヴァルガス側からの庇護を受けていた。しかし、12月17日の政権議会によってヴァルガスが正式に大統領に選出されると、体制の権威主義的姿勢はより明確になった。

### プレステスの反乱
1935年3月にはブラジル共産党を母体に、ソビエト連邦から帰国したルイス・カルロス・プレステスとエルコリーノ・カスカルド海軍大佐を中心にしてテネンテ、社会主義者、共産主義者、自由主義者の連合によって民族解放同盟（アリアンサ・ナシオナル・リベラドーラ、略称ANL）が結成された。ANLは7月11日に解散させられ、弾圧されたため、プレステスはナタール、レシーフェ、リオデジャネイロでの反乱を指導したが、いずれも失敗に終わった。共産党は1936年9月30日に解党を命じられ、指導者の多くは投獄、追放された。共産党が壊滅すると、ヴァルガスはインテグラリスタも体制にとって危険だと判断したために弾圧し、解散させた。

### エスタード・ノーヴォ体制の成立

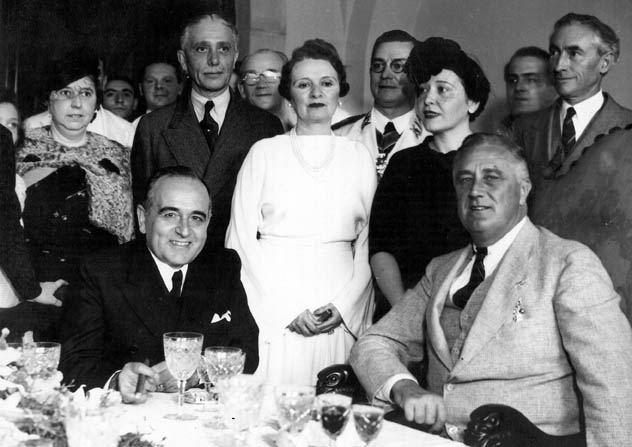
ヴァルガスとアメリカ大統領ルーズベルト。1936年、リオデジャネイロで撮影。

1937年には1934年憲法体制化での初の大統領選挙が予定されていたが、ヴァルガスは自らクーデターを起こし、国会を解散して自ら制定した1934年憲法を破棄し、1937年憲法が制定した。この憲法によって、「イタリア・ファシズム」（ベニート・ムッソリーニ）やポルトガルの権威主義体制である「エスタード・ノーヴォ」（アントニオ・サラザール）などの、ヨーロッパの政治的潮流から強い影響を受けた、ブラジルにおける「エスタード・ノーヴォ」（新国家）体制が成立した。
この時期にはナショナリズムの称揚が教育を通して行われ、ポルトガル語以外の外国語を初等、中等教育で行うことが禁じられ、移民国家ブラジルのアイデンティティが模索された。こうしたブラジル・ナショナリズムは、「ブラジリダーデ」（伯: brasilidadeブラジル魂、ブラジル性）という言葉に象徴された。なお、移民のブラジル化政策は、同国において孤立的であったドイツ系コミュニティの消滅や、日系人コミュニティの同化をもたらした。
また、この時期にサンパウロ州とリオデジャネイロ州を中心に工業化が大きく進み、1940年には最初の五ヵ年計画が発表され、1943年にサンパウロ州は全土の工業生産の内、約54%を占めるにまで至った。こうして生まれたプロレタリアートと中間層はヴァルガス時代に「上から」組織化され、体制に組み入れられた。ヴァルガスは労働者階級の支持を得るため、8時間労働制の採用や団体交渉権の許可、最低賃金制の導入など、当時のブラジル社会と照らし合わせると急進的な労働法の実施を行った。その反面、労働組合は許可制とされ、ストライキは禁止されるなど、労働者自身による自発的な労働運動は厳しく弾圧された。一方、農村部においては大土地所有者の権力伸長が続いた。また、この間、耕作地の拡大に伴う農業生産の拡大は見られたものの、生産性の向上や技術革新は鈍化した。これら第一次産業の諸問題は、1950年代の末には表面化することなった。

#### 第二次世界大戦
1939年に第二次世界大戦が勃発すると、当初は政治体制の近い枢軸国側に好意的だったが、1941年12月8日に日本軍が真珠湾攻撃を行い、アメリカ合衆国が参戦すると、ヴァルガスは1942年8月31日にナチス・ドイツとイタリア王国に宣戦布告し、ブラジルも連合国側で参戦した。他のラテンアメリカの参戦諸国が形式的参戦に留めたのに対してヴァルガスはイタリア戦線にブラジル遠征軍（FEB）を派遣して、親連合国の姿勢を顕著にし、体制の維持を図った。しかし、ヴァルガスのファシズム体制を維持するためにファシズム国家と戦うという矛盾は隠しきれるものではなかった。終戦後、民主主義に影響を受けた派遣軍や政治犯たちの帰国は、反独裁・反ヴァルガスの動きを一層推し進めることとなった。国民的な独裁体制への批判が高まる中、ヴァルガスは民主社会党（PSD）とブラジル労働党（PTB）を創設して来るべき大統領選挙に備えたが、次第に軍との関係が悪化したために、ヴァルガスは終戦後の1945年10月13日に軍のクーデターにより失脚した。
ヴァルガスの失脚後もブラジルの中央集権化は継続した。また、彼の打ち出したエスタード・ノーヴォの理念は、ヴァルガス本人の再選、そしてクビシェッキ政権とゴラール政権（後述）によって受け継がれることなる。

### 文化

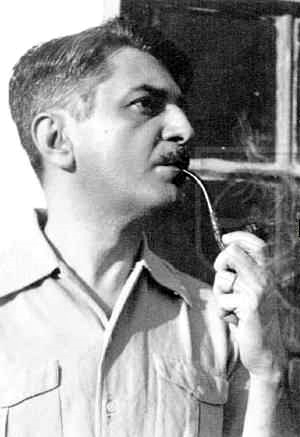
ジルベルト・フレイレブラジル初の本格的なブラジル国民論となった『大邸宅と奴隷小屋』（1933）により、ブラジル国民の原型が提示された。

文化面においては歴史家、社会学者、人類学者であるジルベルト・フレイレの『大邸宅と奴隷小屋』（1933）や、セルジオ・ブアルケ・デ・オランダの『ブラジル人とは何か』（1936）によって、植民地時代に進んだポルトガル人とインディオと黒人との混血性の中にブラジルの国民性の根源が求められた。この運動によってそれまで社会進化論や優生学によって科学的な認識とされていた白人至上主義と人種主義は多少なりとも相対化され、それまで国家政策の下で「白色化」され、消滅すべき存在とみなされていたムラートや黒人はブラジル内で新たな地位を与えられた。フレイレらの活躍によって第二次世界大戦後、ブラジルは「人種民主主義国家」であるという主張がなされ、国際連合教育科学文化機関などの機関で国際的に認められたが、一方で、これらの主張は現実のブラジル社会に存在する人種主義を覆い隠し、黒人やパルド、インディオを、白人に比べて相対的に劣等なものとして固定して扱う点においては、それまでの人種主義同様に有色人のアイデンティティを否定するものであるという主張も1960年代頃からフェルナンド・エンリケ・カルドーゾらによって提唱された。
文学では1920年代の南東部の「近代芸術週間」運動から距離を置いた地方主義文学も盛んになり、『乾いた生活』で北東部を描いたグラシリアーノ・ラモス、バイーア出身で、『果てしなき大地』や『革命児プレステス 希望の騎士』で知られるジョルジェ・アマード、リオ・グランデ・ド・スル出身で『時と風』で知られるエリコ・ヴェリッシモ、詩人のカルロス・ドゥモン・デ・アンドラーデが活躍した。エスタード・ノーヴォの末期には詩人ジョアン・カブラル・デ・メロ・ネト、ギマランイス・ローザ、小説家のクラリーセ・リスペクトールなど活躍した。
音楽ではサンバがブラジリダーデを掲げたヴァルガスによって国民音楽として評価され、黒人のごく小さい文化から国民統合の役割を果たすべき国民文化に位置づけられた。この時期にはアリー・バローゾ作曲の「ブラジルの水彩画」（1939）のような曲が生まれた。教育面では、それまでの諸学校をまとめた総合大学の設立が盛んになり、1934年には現在までブラジル最高学府となっているサンパウロ大学が、1938年にはリオデジャネイロ連邦大学が設立された。

## ポプリズモ時代

### 民主主義の時代

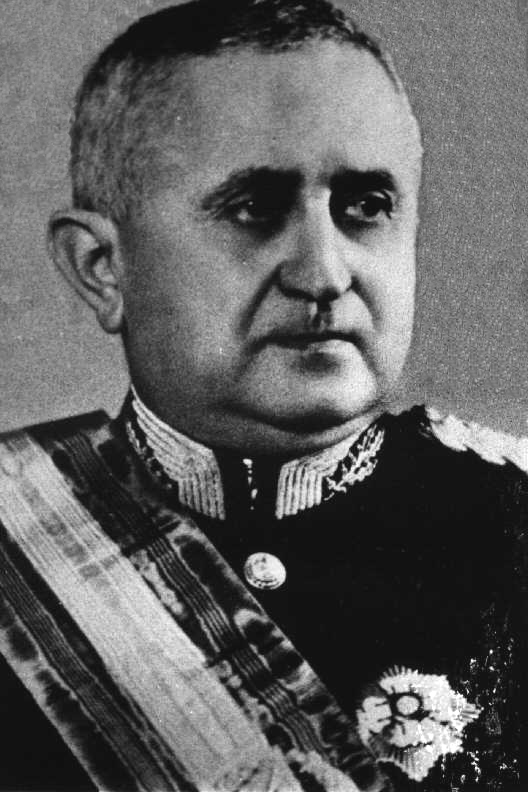
エウリコ・ガスパール・ドゥトラ

ヴァルガスが失脚すると、1946年1月にエウリコ・ドゥトラ将軍が民主社会党（PSD）から大統領に就任した。ドゥトラは民主化政策を採り、1946年に三権分立と大統領直接選挙を定めた新憲法が制定された。また、五ヵ年計画も実施された。
1950年12月の選挙では、PSDとPTBの共通候補となったヴァルガスが勝利し、ブラジル史上はじめて直接国民から選ばれた大統領は、元独裁者のヴァルガスとなった。ヴァルガスはかつてのファシズム的な政権運営とは違ってポプリズモ的な左翼ナショナリズム路線を強め、反帝国主義と経済の国民化を訴え、1953年10月には経済的独立のために国営石油公社ペトロブラスが、翌1954年には国営電力企業エレトロブラスが設立され、その他にも鉄鋼企業リオ・ドセ、通信企業エンブラテル、航空企業エンブラエルなどの国有企業が設立された。ヴァルガス政権の労働大臣だったジョアン・ゴラールは当時のアルゼンチンのフアン・ペロン政権の影響を受けていた。しかし、権威的な政権運営や共産党と結ぶ傾向を見せつつあったことに対する保守派からの批判が高まり、軍がヴァルガスを見限ったために1954年8月25日にヴァルガスは自殺した。ヴァルガスの活躍した1930年代から1950年代までにかけてブラジルの社会は大きく変わり、大学の設立などが進んだこともあって教育、運輸、ジャーナリズムが大きく発展した。

ブラジリア遷都を推進したジュセリーノ・クビシェッキ
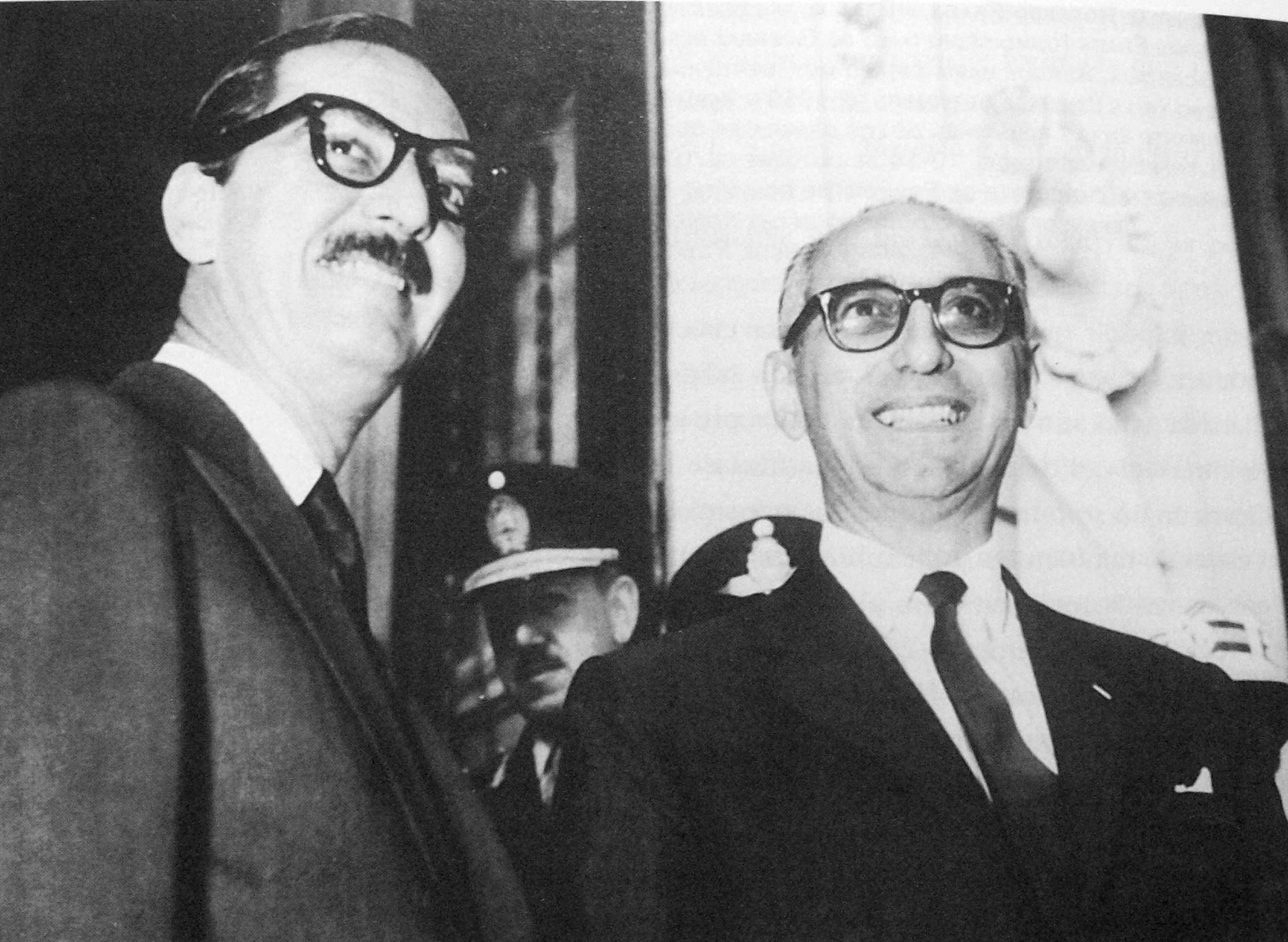
ジャニオ・クアドロスとアルトゥーロ・フロンディシ（スペイン語版）アルゼンチン大統領
クアドロスの辞任で大統領に就任したもののクーデターで国を追われたジャンゴ・ゴラール

1955年の大統領選挙では、PSDとPTBの統一候補として擁立されたジュセリーノ・クビシェッキが当選した。1956年に就任したクビシェッキは「五十年の進歩を五年で」という標語を掲げて外国資本の流入を中核にした開発計画を推進し、外国企業への投資の便宜が図られた。さらに1957年に内陸部のゴイアス州に、新首都ブラジリアを建設した。1960年4月12日にブラジリアへの遷都がなされたが、反面このことによる対外債務の膨張と財政赤字の増大は後の悪性のハイパー・インフレの要因ともなった。

### ゴラール就任への軍部と民衆の軋轢
1960年の大統領選挙では国民民主同盟から都市中間層の支持を背景にジャニオ・クアドロスが勝利したものの、副大統領にはPSDとPTBの共通候補だったジョアン・ゴラールが選ばれた。翌1961年にクアドロスが大統領に就任するとクビシェッキの残したインフレの対応のために緊縮財政をとったが、これは国民の不満を招いた。クアドロスはクビシェッキ時代に、資本進出を通してさらに緊密になったアメリカ合衆国との距離を置くために、ヨーロッパ諸国や東側諸国、そしてキューバ革命以来ラテンアメリカで孤立していたキューバとの関係を深め、ブラジリアに招かれたアルゼンチン出身のキューバの閣僚チェ・ゲバラには最高位の南十字星勲章が贈られた。しかし、クアドロスは同年8月25日に突如辞任し、副大統領だったゴラールが昇格した。
クアドロスが辞任したときゴラールは中華人民共和国を訪問していたが、軍部にとっては、「ジャンゴ」と呼ばれて民衆から親しまれ、左翼的な傾向を持つゴラールの大統領就任は認められず、陸海空三軍は全力でゴラールの大統領就任を阻止しようとした。しかし、最終的には、ポルト・アレグレでのレオネル・ブリゾーラ州知事の蜂起によって軍部のクーデターは失敗し、大統領の権限を縮小する妥協により、1961年9月7日にゴラールは大統領に就任した。ゴラールは経済学者のセレソ・フルタードを経済企画相に登用し、フルタードは外資導入による経済成長と農地改革などの社会改革を両立する三カ年計画を立案したが、ゴラールの大統領就任後も前政権以来のインフレはますます進み、さらに国際収支の赤字が増大し、社会は大きく混乱した。保守派はゴラールの退陣を主張し、ゴラールの計画していた農地改革やその他の社会改革は一歩も進まなかった。

### クーデター

ブラジル・クーデターを起こしたカステロ・ブランコ将軍
政権掌握後は、親米反共の軍事独裁を実行した

ゴラールは国民投票に訴えようとしたが、1964年3月31日に保守派と結んだカステロ・ブランコ将軍は機先を制してクーデターを実施した。アメリカ海軍の空母を含む艦隊がリオデジャネイロ沖で演習を行い、いざとなれば介入する意向を示していた。左翼勢力からの反撃はほとんどなく、4月4日にゴラールはウルグアイに亡命した。

### 文化
文化面では、クビシェッキ時代に進んだ開発の熱狂が文化にも大きな影響をもたらした。音楽ではジョアン・ジルベルトが「想いあふれて」（1959）を録音したことをきっかけにボサノヴァが生まれ、アントニオ・カルロス・ジョビンやヴィニシウス・ヂ・モライス、アストラッド・ジルベルト、マルコス・ヴァーリ、ワルター・ワンダレイ、セルジオ・メンデスらの活躍により、ボサノヴァはアメリカ合衆国市場でも成功を収めた稀有なポピュラー音楽となった。映画では、イタリアのネオレアリズモとフランスのヌーヴェルヴァーグに影響を受けたシネマ・ノーヴォ運動が盛んになり、「リオ40度」（1955）のネルソン・ペレイラ・ドス・サントス、「黒い神と白い悪魔」（1964）、「狂乱の大地」（1966）のグラウベル・ローシャ、ルイ・ゲーラのような映像作家が主導してブラジル独自の映画運動が進んだ。文学では、『ガブリエラ、丁子と肉桂』のジョルジェ・アマードや、『大いなる奥地』のギマランイス・ローザ、『トウガラシ、七面鳥、金持ち』（1963）のジョアン・アントニオらが活躍した。その他にも南米屈指のコレクションを誇るサンパウロ美術館（1947）や、サンパウロ近代美術館（1948）などの文化施設が設立された。教育面では、民衆の識字教育理論を体系化したパウロ・フレイレが現れ、ゴラール政権の支援を得てクーデターまでの間、非識字者への識字教育が進んだ。スポーツでは、1950年にブラジルで開催された第四回FIFAワールドカップでブラジルは決勝にまで上り詰めたが、決勝でブラジル代表はウルグアイ代表に逆転負けし、優勝を逃した。この事件はエスタジオ・ド・マラカナンの観客4人の死者を出す「マラカナンの悲劇」と呼ばれる事件に発展したように、ブラジルのサッカーはこの時点では前途は多難だった。ブラジルの快進撃が始まるのは、1958年のスウェーデン大会での優勝からであり、その次の1962年のチリ大会でもブラジル代表は優勝した。

## 軍事独裁政権時代
ブラジル・クーデターによってゴラール政権が崩壊し、4月15日にカステロ・ブランコ将軍が大統領に就任すると、外資導入を進める意図を持って1964年7月に「経済活動三カ年計画」を実施し、インフレ抑制のための緊縮財政や国営企業の民間への払い下げ、公務員の縮小、福祉予算の減少などを行ったが、この結果、国民資本の企業倒産が相次いだこともあり、それまでに比べて国民の窮乏化が進んだ。当初カステロ・ブランコは左翼を追放して軍部の作成した「国家安全保障ドクトリン」に基づく統治を行う以上の意向を持っていなかったが、相対的に窮乏化した国民の軍政への反対は根強く、1965年10月の地方選挙で反軍政派の社会民主党や労働党が圧勝すると、同月中にカステロ・ブランコは強硬路線に転換して戒厳令を敷き、国会や地方議会の解散や既存政党の解体再編成を行って11月中には国家革新同盟とブラジル民主運動の二党による翼賛体制が樹立された。また、外交面ではそれまでの第三世界外交が改められ、ブラジルは親西側諸国の一員として、南米における親米反共の砦となった。

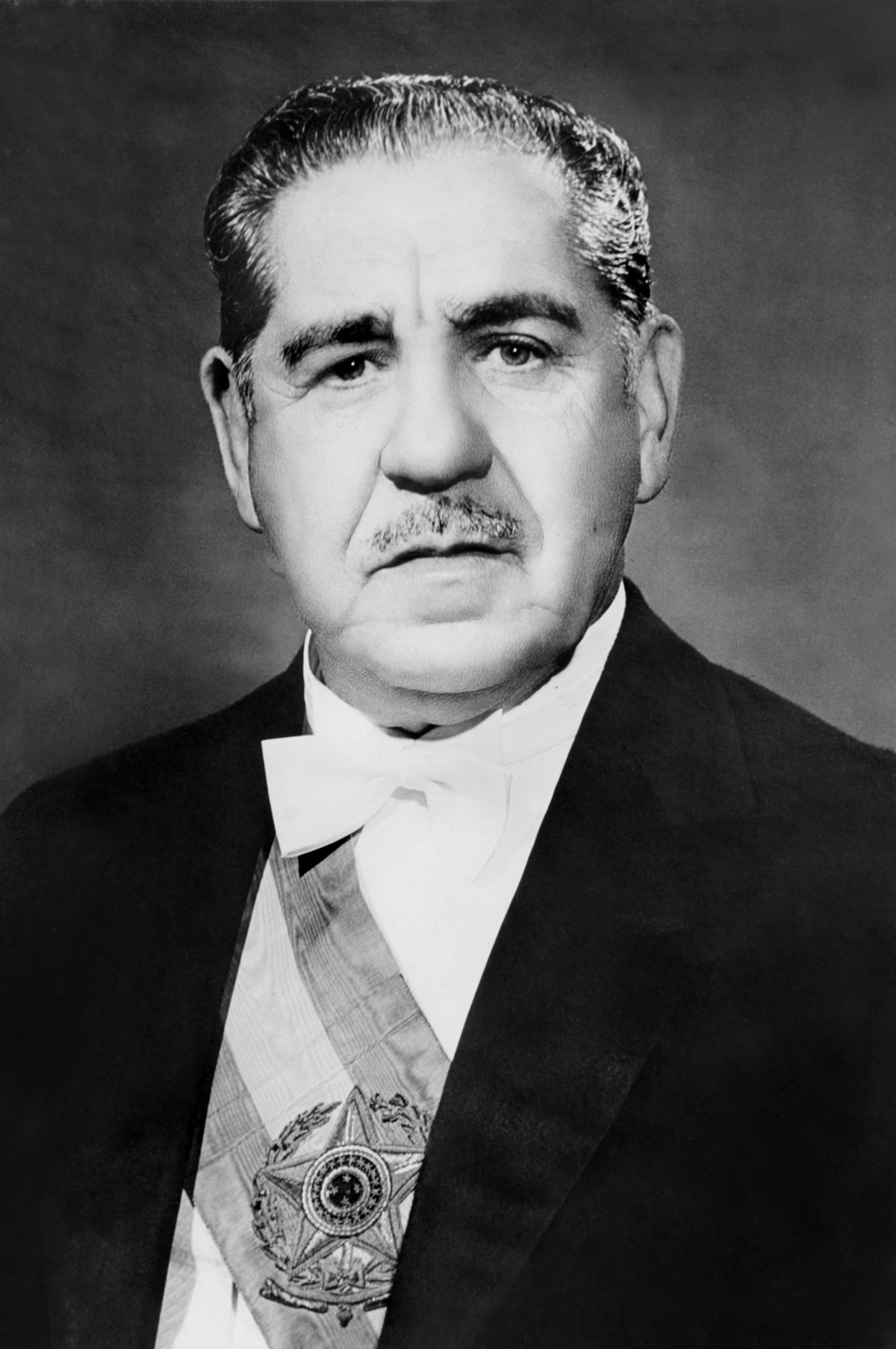
ブランコの後を継いだコスタ・エ・シルヴァ
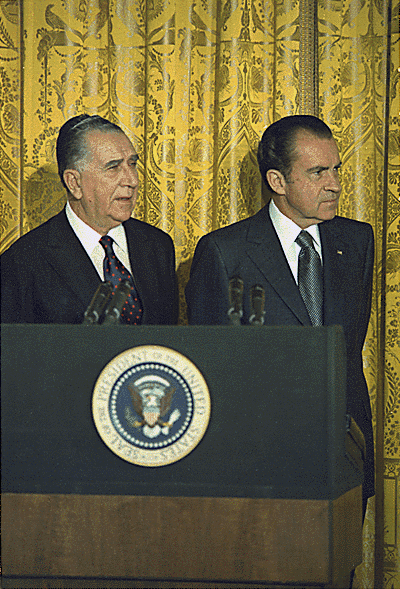
エミリオ・ガラスタズ・メディシとリチャード・ニクソン
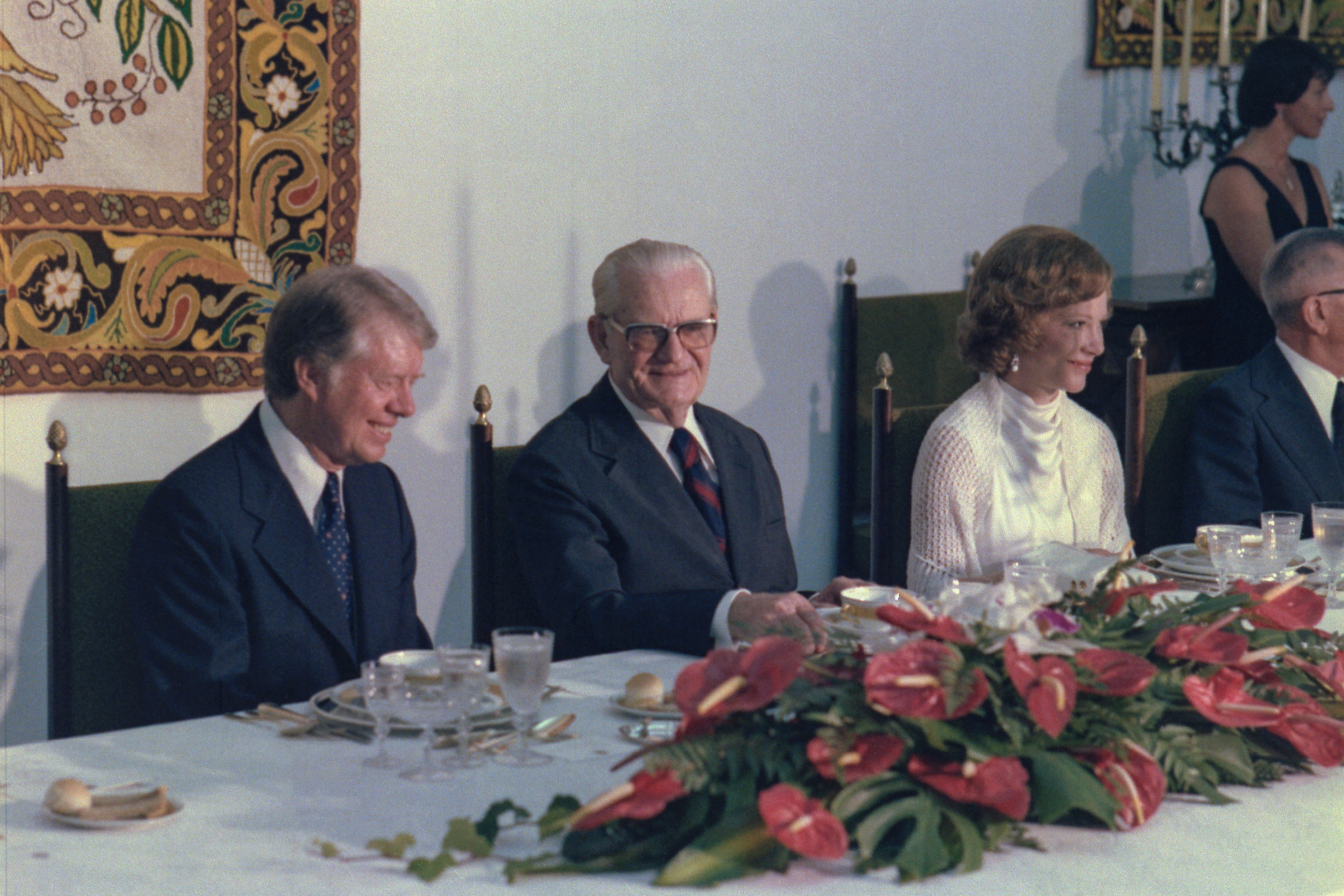
ジミー・カーターとエルネスト・ガイゼル

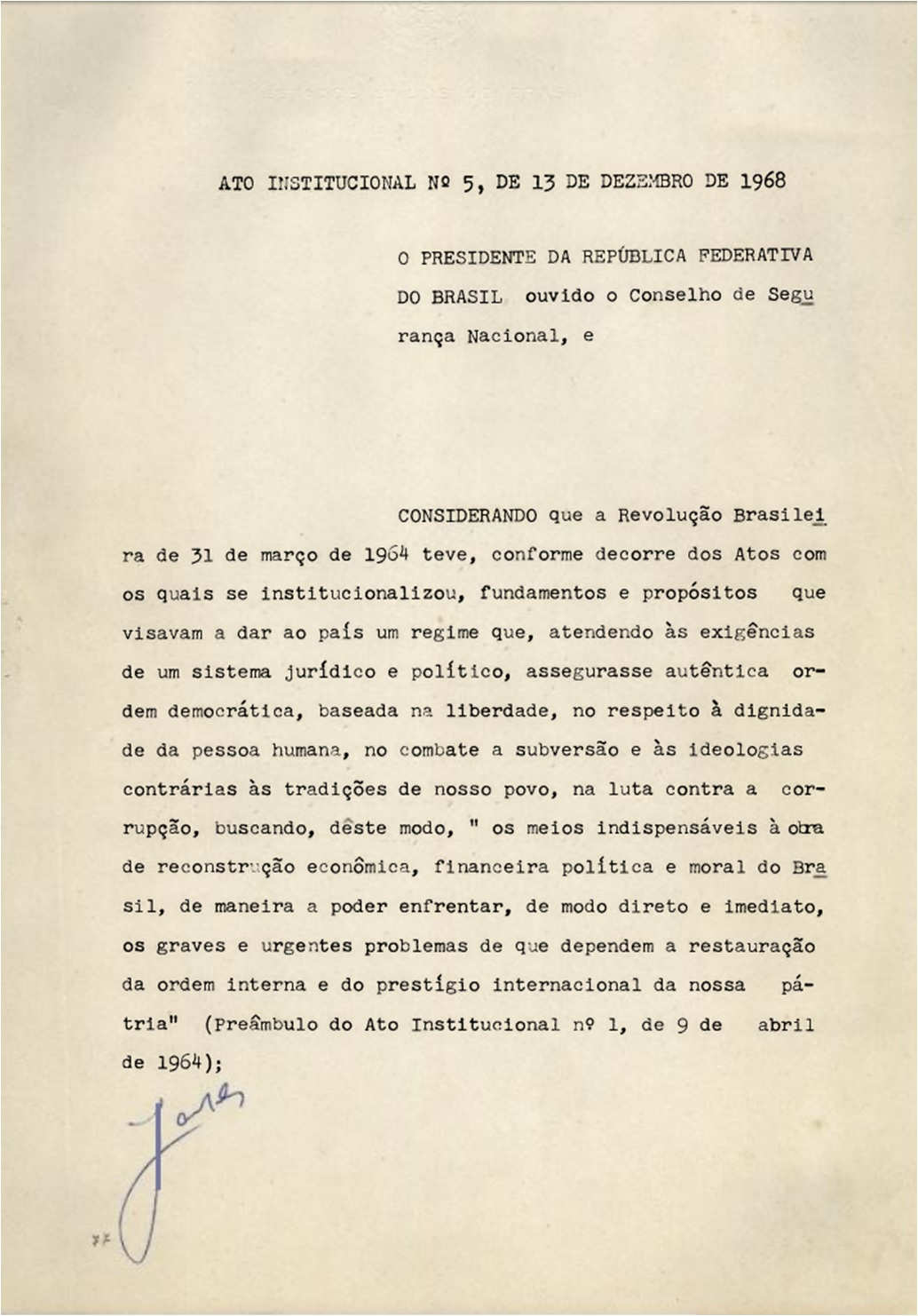
軍政令第5号。ナショナル・アーカイブ (ブラジル)

### ブラジル連邦共和国の成立
カステロ・ブランコの退陣後、1967年に形式的な選挙を経て大統領に就任したコスタ・エ・シルヴァ将軍は、カステロ・ブランコの用意した新憲法を公布し、1967年憲法によって大統領に戒厳令の施行や地方諸州への介入権が認められた。また、この憲法によって国名がブラジル合衆国から現在のブラジル連邦共和国と改められた。このような軍事政権に対して学生のデモや労働者の抗議集会が高まりを見せ、ストライキが起きた。さらに過激な軍政反対派は都市ゲリラに結集し、リオデジャネイロやサンパウロでは、キューバ革命の影響を受けたカルロス・マリゲーラ率いる民族解放行動(ALN)や10月8日革命運動などによる蜂起が発生し、サンパウロのテレビ塔爆破事件やアメリカ合衆国大使チャールズ・エルブリック誘拐事件が発生した。強権的な政策に野党からの批判を受けたシルヴァ政権は、国会を解散して大統領の意向による議員の追放を可能とする軍政令第五号を発令し、ブラジルの立憲体制は完全に機能不全に陥った。

### 高度経済成長
1969年にシルヴァが病気で辞任すると一時的に陸海空三軍司令官による軍政が敷かれた後、エミリオ・ガラスタズ・メディシ将軍が大統領に就任。大学の閉鎖、議員や大学教授の追放など前政権以来の反体制派の弾圧を非合法的な手段により徹底して都市ゲリラを殲滅することに成功し、治安を回復した。この回復した治安と、強権によって保障された低賃金労働によって軍事政権は積極的な外国資本導入を進め、工業部門をはじめとして「ブラジルの奇跡」と呼ばれる年率10%もの高度経済成長を達成したが、貧富の差はさらに拡大した。特に農村部に進出した多国籍企業の近代集約型農業実践と、それに伴う土地独占によって農地を失った農民が大量に大都市に流出した結果、大都市を取り囲むファヴェーラの拡大や、元々悪かった治安の急激な悪化に拍車がかかった。さらに、1967年から始まったブラジルの高度経済成長そのものも、1973年の第一次オイル・ショックにより先進国からの外国資本の流入が止まると、1974年中に外資導入を軸とした経済成長は終焉した。

### 前政権の過ちの修正
1974年に大統領に就任したエルネスト・ガイゼル将軍は、高まる国民の不満を背景に軍政令第五号を破棄するなど前政権以来の強権統治を修正した。ガイゼルはオイル・ショック以来の経済の低迷と、国民の貧困化を背景に経済に対する国家の統制を強め、外国資本の一部規制を行った。また、1977年にはベネズエラのカラカスとブラジルを結ぶアマゾン横断道路が完成した。

### 外交関係の拡大
一方、外交面では国民主義的な傾向から、ブラジルと同様の歴史的背景を持つアフリカのポルトガル植民地の独立運動を支持した。日本との関係もさらに拡大し、田中角栄首相とガイゼル大統領が相互に両国を訪問した。また、西ドイツの技術を導入して密かに核兵器開発を進めた。

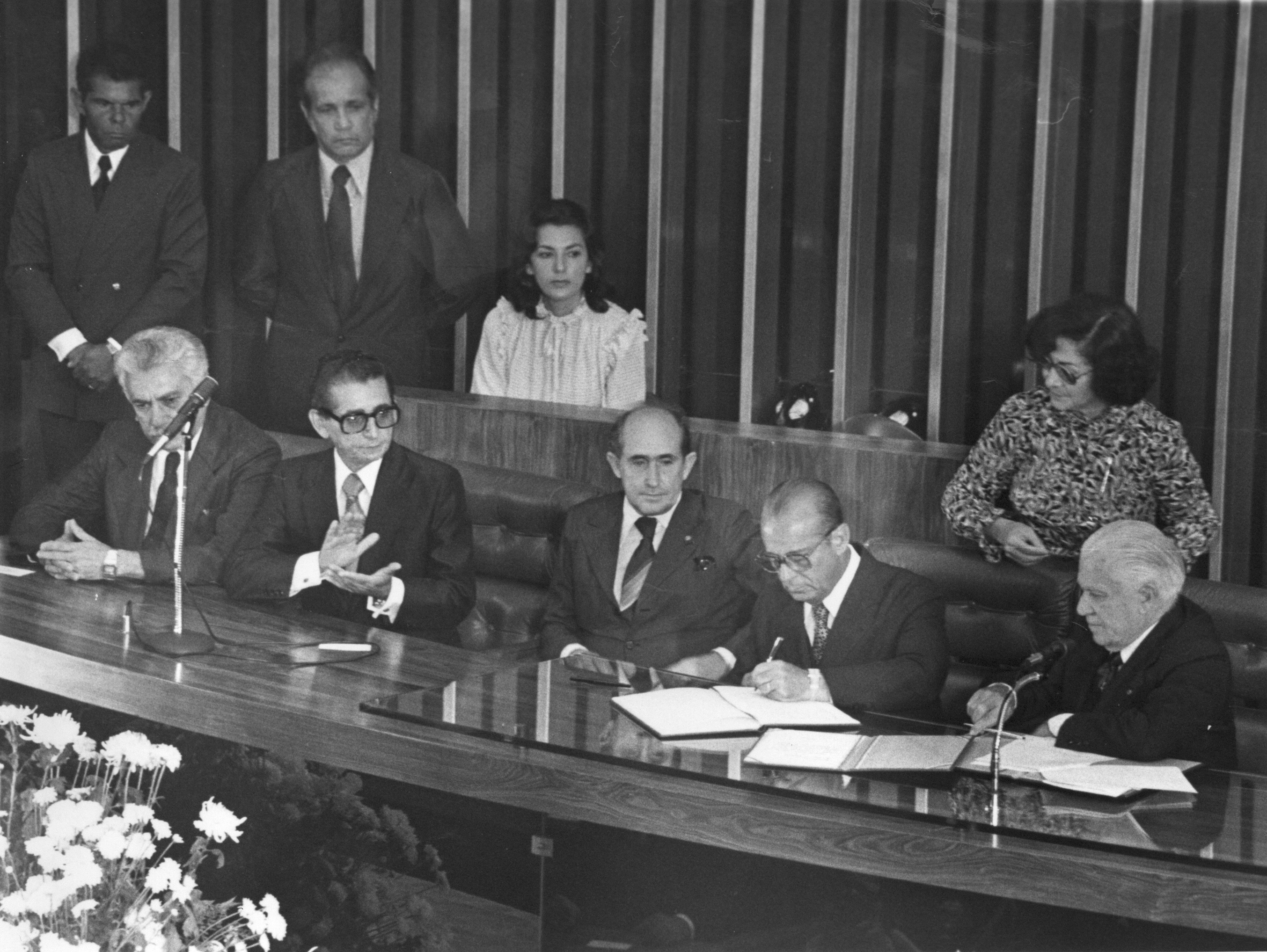
大統領就任式でのジョアン・フィゲイレド
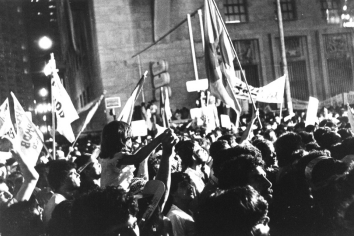
「ジレータス・ジャ！」（直ちに選挙を！）を叫ぶ反政府デモ
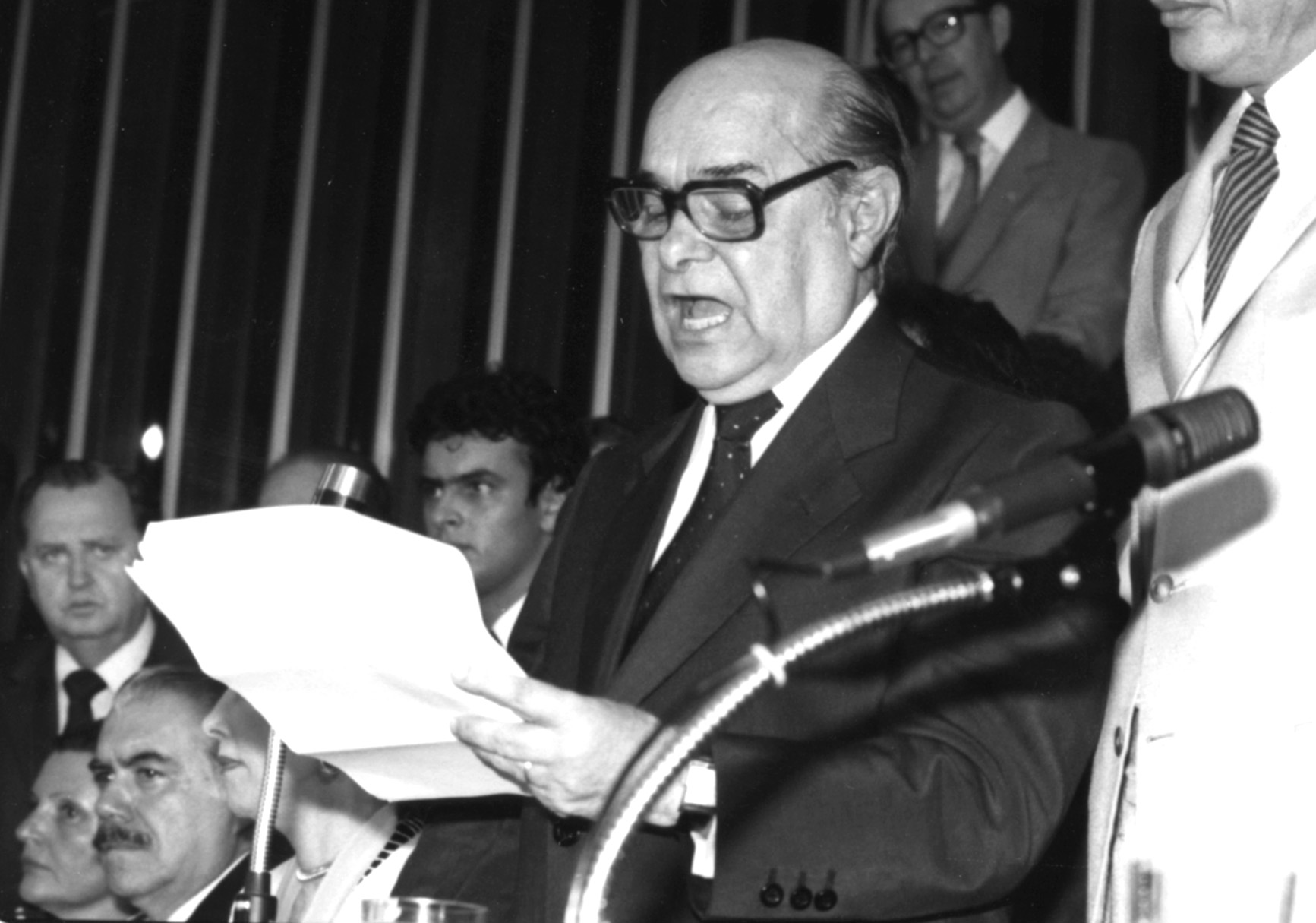
21年ぶりの文民大統領となったタンクレード・ネヴェス しかし就任式直前に倒れ、1か月後に死去
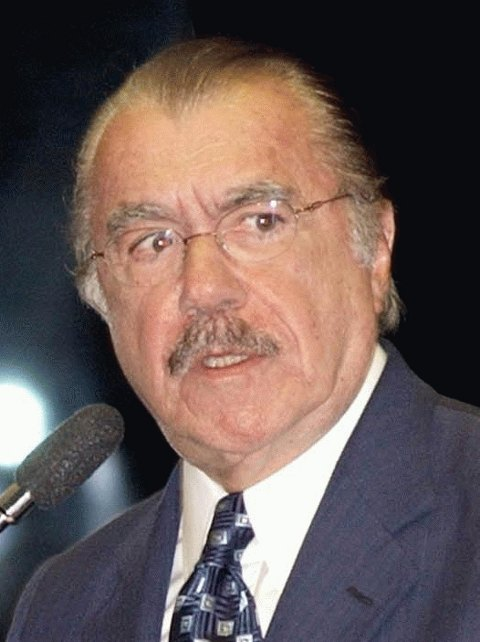
ネヴェスの死去で実質民政移管後の政府を率いたジョゼ・サルネイ

### 統制の廃止と住民の抵抗
1979年に野党候補を選挙で破って大統領に就任したジョアン・フィゲイレド退役大将はこの路線をさらに進めた。同年8月には恩赦法が制定されて政治犯の釈放や、追放者の帰国が認められ、カエターノ・ヴェローゾやフェルナンド・エンリケ・カルドーゾなどが帰国し、11月には政党法が制定され、政党の結成が自由化された。また、キューバ、ソ連との関係も再開した。この頃にはブラジルは軍事政権下の開発政策によってラテンアメリカ最大の工業国となっており、隣国のウルグアイ、パラグアイ、ボリビアを経済圏に取り込んだ。他方ではこの時期に弾圧されていた労働運動が復活し、1980年にはルイス・イナシオ・ルーラ・ダ・シルヴァの指導するサンパウロの自動車労組によって労働者と農民、失業者などを包括した大規模なゼネストが勃発した。また、スラム内でもレオナルド・ボフ神父らが働きかけた解放の神学などにより、住民の組織化が進み、ファヴェーラの住民を弾圧する警察や軍隊に対して抵抗運動が行われた。ルーラはこうした人々を結集して1982年に結成された労働者党の初代党首となった。このように、開発モデルが挫折し、スタグフレーションに陥ったブラジル経済にとって1980年代はスタート時から「失われた10年」となり、結果的に軍部の政治的影響力の低下・民政移管へと繋がった。

### アルゼンチンとの関係改善
また、建国以来長らく対立が続いていたアルゼンチンとの関係では、1980年5月にはフィゲイレード大統領がアルゼンチンを訪問し、1982年に勃発したマルビナス戦争では、ブラジルはアルゼンチンの軍事行動を支持しないものの、マルビナス諸島のアルゼンチン帰属を認めるなどの歩み寄りを行い、後の両国の関係改善のきっかけを作った。
1985年に行われた大統領選挙ではブラジル民主運動党のタンクレード・ネヴェスが勝利したが、ネヴェスは就任式直前に病気に倒れ副大統領のジョゼ・サルネイが大統領職を代行、1か月後にネヴェスが死去すると正式に大統領に昇格した。

### 文化
文化面では、クーデター後軍事政権によって文化への弾圧が進んだため、多くの分野で文化活動は低調になった。音楽ではクーデター後、ボサノヴァはシコ・ブアルケのような例外を除いて概して低調となり、アメリカ合衆国やイギリスから流入したロックが支持を集めた。1960年代にはロックに影響を受けたトロピカリア運動が盛んになり、カエターノ・ヴェローゾ、ジルベルト・ジル、ガル・コスタ、ムタンチス、マリア・ベターニアらが活躍した。トロピカズモとは距離を置いたところでもブラジルのポピュラー音楽は発展し、サンバ・ロックのジョルジ・ベンが活躍した。1970年代にはムジカ・ポプラール・ブラジレイラ（MPB）が人気を集め、ミルトン・ナシメントやイヴァン・リンスが活躍する一方で、アフリカ系アメリカ人の音楽も流入し、ファンクに影響を受けたバンダ・ブラック・リオやベベートなどが活躍した。1980年代にはロックがさらに若者の心を掴んだ。軍事政権時代にはテレビが発達し、大衆の最大の娯楽となった。スポーツにおいては、1970年にメキシコで開催されたFIFAワールドカップでは軍事政権はメキシコからの衛星中継に予算を惜しまず、ペレの大活躍もあって代表チームは3度めの優勝を遂げ、ジュール・リメ杯を永久保持できたことは、不安定な国情の中、明るいニュースとなった。

## 民主主義への移行

### 文民政権の誕生
新たに誕生したサルネイ政権は、軍政期に人権侵害に関わった軍人に特権が認められるなど完全ではないものの21年ぶりに誕生した文民政権であり、大きな期待を持って迎えられたが、社会改革や経済政策の面では不十分な成果しか残せず、進むインフレ対策のためのデノミネーションが行われた（クルザード計画）。1988年に新憲法が制定され、インディオの権利の保護、人種差別の禁止、非識字者の選挙権が認められた民主的な憲法が新たな憲法となった。外交面では、ジョゼ・サルネイ大統領は1986年7月にアルゼンチンのラウル・アルフォンシン大統領とアルゼンチン・ブラジル統合議定書に調印し、両国の長年に渡る敵対関係に終止符が打たれた。また、1987年にはキューバとの国交回復が実現した。中東のイラン・イラク戦争ではイラクを支持し、サッダーム・フセイン政権への兵器輸出が行われた。軍事政権期以来、国家主導でアマゾンの開発が進められていたが、このような開発運動はガリンペイロと呼ばれる無法者の集団をアマゾンに招き入れる結果となり、乱開発が行われた。乱開発の結果、熱帯雨林の乱伐や、それに伴うアマゾンの砂漠化が進み、そのような乱開発に反対していたシコ・メンデスは1988年に開発を推進していた集団の手先によって暗殺された。1989年9月にはアマゾンに領土を有する南米諸国により、アマゾン条約が締結された。サルネイ政権の末期には腐敗した政治が恒常化し、経済の混乱と共にサルネイは大きく評価を落として退陣した。

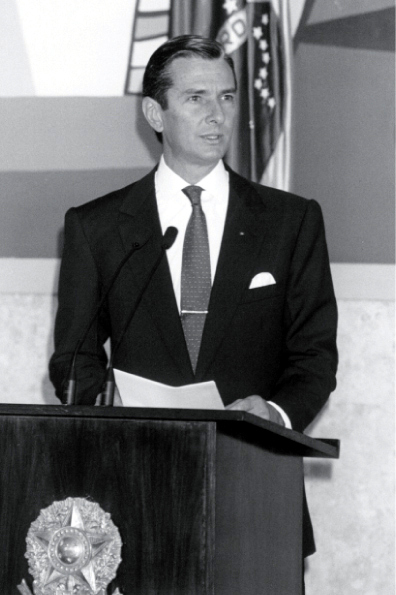
新自由主義的政策を推進したフェルナンド・コーロル だがインフレ対処に失敗し議会の弾劾によって罷免
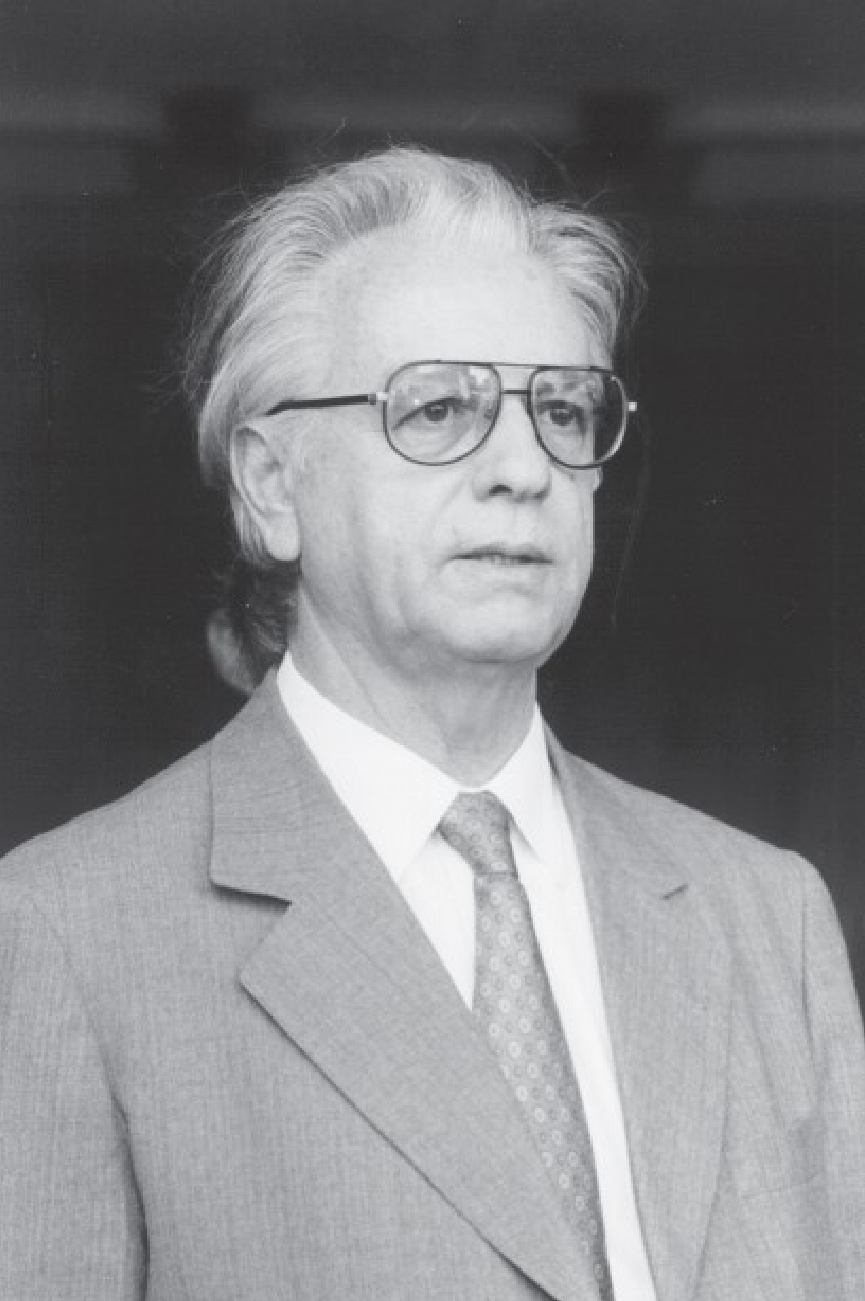
コーロル罷免によって大統領に昇格したイタマール・フランコ
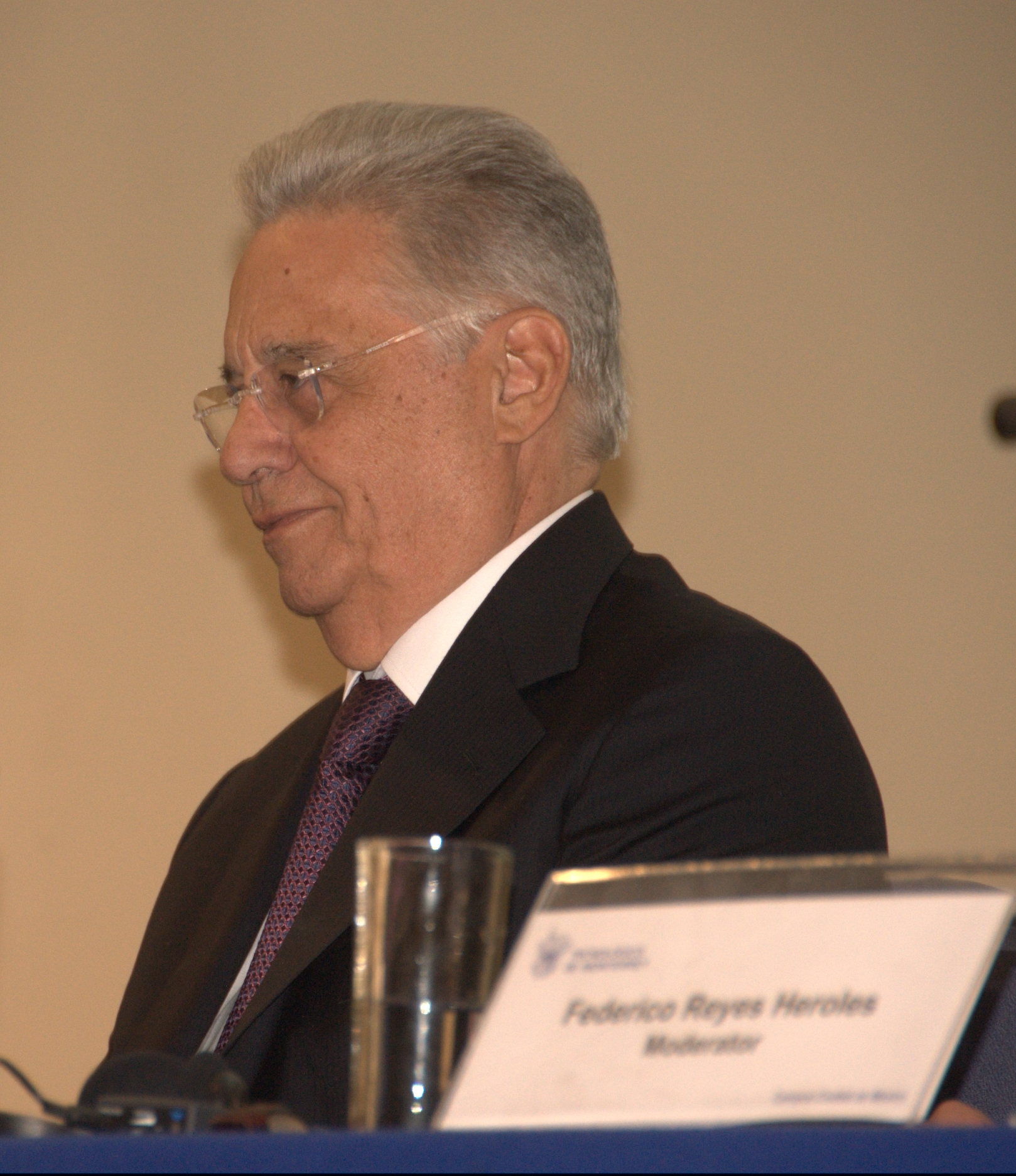
インフレを収束させたフェルナンド・エンリケ・カルドーゾ

### コロールの失態
1989年の大統領選挙により、1990年に国家再建党からフェルナンド・コーロルが大統領に就任した。コーロル政権は内政では新自由主義的な政策の下で赤字公社の民営化政策を進めたが、インフレ対処のための経済政策に失敗し、さらにコーロル自身の数々の奇行や汚職のために1992年に罷免された。しかし、アルゼンチンとの非核化協定を結び、また、1991年3月にアルゼンチン、ウルグアイ、パラグアイと共にアスンシオン条約を締結してメルコスールの設立が宣言されるなど、外交面での成功は大きかった。

#### 急激に進むインフレ
コーロル罷免のため、1992年12月に副大統領のイタマール・フランコが大統領に昇格したが、コーロル時代のインフレは悪性のハイパー・インフレとなり、1992年のインフレ率は1,149%を記録した。このため、フランコ政権では経済相のフェルナンド・エンリケ・カルドーゾによってレアル計画が推進され、1994年7月には通貨がクルゼイロからレアルに置換された。この政策は功を奏し、後のカルドーゾ政権の下で、インフレが克服されるための布石となった。しかし、社会問題の解消は進まず、1993年7月には警官によってリオデジャネイロのストリートチルドレン8人が射殺される事件が起き（カンデラリア教会虐殺事件）、この問題の根深さが露わになった。

### カルドーゾの成功
1994年の大統領選挙では保守派と結んだブラジル社会民主党のフェルナンド・エンリケ・カルドーゾが勝利し、1995年に大統領に就任した。内政ではかつて従属論の研究者だったカルドーゾは新自由主義者となっており、ネオリベラル的な民営化政策を推進し、リオ・ドセ社などが民営化された。カルドーゾは金融政策に成功し、1997年にはインフレはほぼ完全に鎮静化した。この功績によりカルドーゾは1998年に再選されたが、翌1999年にはアジア通貨危機から発したブラジル通貨危機によってブラジル経済は再び停滞した。また、カルドーゾ政権期には軍事政権以来の所得格差を背景にしたストリートチルドレンの問題や、治安の壊滅的な悪化など多くの社会問題が表出した。1996年には「土地なし農民の運動」（MST）が結成された。外交では、1995年1月にはブラジル、アルゼンチン、ウルグアイ、パラグアイの四カ国によって南米南部共同市場（メルコスール）が正式に発足した。

### 穏健派のルーラ

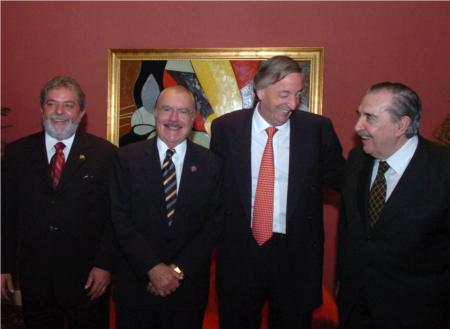
メルコスールの設立と発展に尽力したルーラ、サルネイ、キルチネル、アルフォンシン。20年目の会合。

2002年の大統領選挙により、既存の共産党やトロツキスト政党と連立を結んだ労働者党から ルイス・イナシオ・ルーラ・ダ・シルヴァが大統領に就任した。北東部の極貧層の出身からサンパウロの自動車労組活動家、政治家に転身したルーラはブラジル史上初の労働者大統領となり、就任直後に貧困対策をパッケージ化した「飢餓ゼロ計画」を打ち出したが、企業に対する国有化政策や土地なし農民の運動に対する急速な農地分配などの社会主義的な政策は行わず、穏健な中道左派政権となった。PT政権は高い国民支持率を背景に積極的な政策を実現したが、2005年に与党労働者党の汚職が発覚すると、ルーラ政権には大きなダメージとなった。外交では、ルーラは2003年に世界社会フォーラムと世界経済フォーラムに立て続けに出席し、反グローバリゼーション運動とグローバリゼーションを共に重視する姿勢を打ち出した。ルーラ時代にはメルコスール発足の影響もあり、アメリカ合衆国主導の米州自由貿易地域（FTAA）構想は破綻した。ルーラ時代の2003年に、躍進する経済を背景にブラジルはロシア、中華人民共和国、インドと共に成長しつつある新興諸国BRICSの一角たる世界の大国として認められ、国際社会の新たな舞台に躍り出た。
2006年の大統領選挙で、労働者党のルーラはブラジル社会民主党のジェラルド・アルキミンに僅差で勝利し、第二次ルーラ政権が成立した。外交では、2007年に南米諸国連合が発足した。

### 初の女性大統領
2011年には、共和制が始まって以来、初の女性大統領であるジルマ・ルセフが就任し、2014年に、FIFAワールドカップがブラジルで開催された。一方でルセフ政権の頃よりペトロブラスや国内外の様々な政治家を巻き込んだ南米最大の汚職事件およびその刑事捜査である洗車場作戦が大規模な社会問題となった。

### ルセフ弾劾
2016年に、このような政党内での腐敗などを背景としてルセフは弾劾され、副大統領であるミシェル・テメルが大統領に就任した。同年、リオデジャネイロオリンピック開催。

### ボルソナーロの当選
2019年、大統領選挙の結果右派のジャイール・ボルソナーロが大統領に就任した。

## 年表

### 植民地時代
- 1500年 - ペドロ・カブラル、ブラジルに漂着し、ポルトガル領を宣言
- 1532年 - 最初の永続的居留地サン・ヴィセンテ創設
- 1549年 
  - カピタニア制廃止。総督政治の開始。
  - 初代ブラジル総督トメ・ダ・ソウザ着任、植民地政府を創設。（首府サルヴァドール・ダ・バイア）
- 1558年 - フランスによる侵略軍を追放、リオ・デ・ジャネイロ市創設
- 1565年 - サンパウロ市創設
- 1570年
  - インディオ奴隷化禁止令、黒人奴隷の輸入加速
  - このころ「砂糖の時代」始まる
- 1580年 - リオデジャネイロ市創設
- 1580年 - スペイン国王フェリペ2世、ポルトガル王位を兼務
- 1624年 - オランダ、サルヴァドール占領（翌年奪還）
- 1628年 - バンデイランテスによるインディオ狩り本格化。ラポーゾ・タヴァレスがインディオ数万人を奴隷化
- 1630年 - オランダ、ブラジル北東部を占領
- 1640年 - ポルトガル、スペインの支配から離脱
- 1654年 - オランダ、ブラジルから撤退
- 1667年 - 移民制限を命じる、初の勅令
- 1692年 - ミナス・ジェライスで金発見、「金の時代」始まる
- 1727年 - コーヒー、ブラジルに導入される
- 1750年 - マドリード条約締結とトルデシリャス条約の破棄によって、ブラジル領土が拡大
- 1759年 - ボンパル公による、イエズス会追放
- 1763年 - ブラジル植民地首府をサルヴァドール・ダ・バイアからリオデジャネイロに移転
- 1789年 - 「ミナスの陰謀」[107]。ティラデンテスによる蜂起計画。ブラジルで初めてポルトガルからの独立への動きが起きる
- 1798年 - 「バイーアの陰謀」[108]。ブラジル初の平等主義的社会運動。
- 1808年 - ナポレオン軍を逃れてポルトガル宮廷、リスボンからリオ・デ・ジャネイロに遷都
- 1810年 - イギリスと通商条約締結
- 1812年 - ポルト・アレグレ創建
- 1821年 - ジョアン6世の宮廷リスボンに帰還

### 帝政時代
- 1822年 - 在ブラジルのポルトガル皇太子、独立を宣言し、皇帝ペドロ1世を称す
- 1824年 - 最初のブラジル憲法公布
- 1825年 - アルゼンチンとの戦争（－28年）
- 1826年 - ブラジル国民議会（のちの国民会議）開会
- 1831年 - ペドロ1世退位、ペドロ2世即位し、摂政制に。
- 1835年-1845年 - 共和派による反乱「ファラーポス戦争（ポルトガル語版）（葡: Guerra dos Farrapos）」または「ファホウピーリャ革命（葡: Revolução Farroupilha）」
- 1840年 - ペドロ2世親政開始
- 1850年 - 黒人奴隷の輸入禁止法令発布、奴隷貿易停止
- 1865年-1870年 - 三国同盟戦争（パラグアイ戦争）
- 1888年 - 奴隷制廃止
- 1889年 - 軍事クーデターにより帝政打倒、ペドロ2世亡命

### 共和政時代
- 1889年 - 共和制樹立
- 1890年 - 政教分離
- 1891年 - 共和国第1憲法公布
- 1894年 - 最初の文民大統領プルデンテ・デ・モライス就任。以後1930年まで、サンパウロ州とミナス・ジェライス州が交互に大統領を出す「カフェ・コン・レイテ」期が続く。
- 1896年 - カヌードスの反乱（～1897年）
- 1906年 - 第3回パン・アメリカン会議、リオデジャネイロで開催
- 1908年 - 日本人の移民始まる
- 1917年 - ブラジル、第一次世界大戦参戦
- 1920年 - ブラジル初の総合大学、リオデジャネイロ連邦大学が開校
- 1922年 - コパカバーナの反乱、テナンテ運動始まる
- 1924年 - イシドーロ革命
- 1930年 - リオグランデ・ド・スル州知事ヴァルガス、政権奪取
- 1932年 - サンパウロ州、ヴァルガス政権に対して反乱 (護憲革命)
- 1934年 
  - ヴァルガス、憲法制定議会で大統領に選出
  - 外国移民入国制限法公布
  - 新憲法公布
- 1935年 - 戒厳令布告
- 1936年 - 戒厳令、戦時令に改定
- 1937年 - 新国家（エスタード・ノーヴォ）宣言
- 1938年
  - ヴァルガスによる労働法制定
  - 移民同化政策が始まる
- 1942年 - ブラジル、第二次世界大戦に連合国側としてドイツ、イタリアに対し宣戦布告
- 1945年
  - 日本に対して宣戦布告
  - ジェトゥリオ・ドルネレス・ヴァルガス大統領辞任
- 1946年 - 新憲法公布
- 1947年 - 共産党活動停止、ソ連と国交断絶
- 1950年
  - 初の民主的選挙によりヴァルガス大統領に再選
  - 南米初のテレビ局開局
  - 1950 FIFAワールドカップ開催
- 1954年 - ヴァルガス大統領自殺
- 1960年 - ジュセリーノ・クビチェック大統領、ブラジリア遷都

### 軍事政権
- 1964年 - 軍事クーデターでゴラール大統領失脚、軍事政権樹立
- 1977年 - 米カーター大統領の人権外交に抵抗、相互防衛協定（1952年）破棄
- 1978年 - 新憲法公布
- 1979年 - 多党制に移行
- 1980年 - 州知事直接選挙制復活[109]

### 民主主義の復活
- 1985年 - 文民政権復活
- 1988年 - 新憲法公布（八度目）。
- 1995年 - フェルナンド・エンリケ・カルドーゾ大統領就任
- 2003年 - 労働組合活動家出身のルイス・イナシオ・ルーラ・ダ・シルヴァ大統領就任
- 2011年 - 史上初の女性大統領にジルマ・ルセフが就任
- 2014年 - 2014 FIFAワールドカップ開催
- 2016年
  - リオデジャネイロでオリンピックとパラリンピック開催
  - 弾劾によりルセフ大統領職務停止、ミシェル・テメルが代行

- 2019年 - ジャイール・ボルソナーロ大統領就任